# Louis XIV
Vous lisez un « bon article » labellisé en 2019.
« Roi Soleil » redirige ici.  Pour la comédie musicale, voir Le Roi Soleil.
Pour les autres significations, voir Louis XIV (homonymie) et Louis le Grand.
Louis XIV, dit « le Grand » ou « le Roi-Soleil », né le 5 septembre 1638 au château Neuf de Saint-Germain-en-Laye et mort le 1er septembre 1715 au château de Versailles, est un roi de France et de Navarre. Son règne s'étend du 14 mai 1643 — sous la régence de sa mère Anne d'Autriche jusqu'au 7 septembre 1651 — à sa mort en 1715. Son règne d’une durée de 72 ans est l'un des plus longs de l'histoire de l'Europe et le plus long de l'histoire de France.
Né Louis, surnommé Dieudonné, il monte sur le trône de France au décès de son père, Louis XIII, quelques mois avant son cinquième anniversaire, ce qui fait de lui l'un des plus jeunes rois de France. Il devient ainsi le 64e roi de France, le 44e roi de Navarre et le troisième roi de France issu de la dynastie des Bourbons.
S'il n'aime guère que son principal ministre d'État, Colbert, fasse référence à Richelieu, ministre de Louis XIII et partisan intransigeant de l'autorité royale, il s'inscrit néanmoins dans son projet de construction séculaire d'un absolutisme de droit divin. Usuellement, son règne est divisé en trois parties : la période de sa minorité, troublée par la Fronde, de 1648 à 1653, durant laquelle sa mère et le cardinal Mazarin gouvernent ; la période allant de la mort de Mazarin, en 1661, au début des années 1680, pendant laquelle le roi gouverne en arbitrant entre les grands ministres ; et enfin la période allant du début des années 1680 à sa mort, où le roi gouverne de plus en plus seul, notamment après la mort de Colbert (ministre clé de 1661 à 1683), puis de Louvois, en 1691. Cette période est aussi marquée par le retour du roi à la religion, notamment sous l'influence de sa maîtresse puis seconde épouse, Madame de Maintenon. Son règne voit la fin des grandes révoltes nobiliaires, parlementaires, protestantes et paysannes qui avaient marqué les décennies précédentes. Le monarque impose l'obéissance à tous les ordres et il contrôle les courants d'opinion (y compris littéraires ou religieux, tels que Port-Royal et les Jansénistes) de façon plus prudente que Richelieu.
La France est, pendant son règne, le pays le plus peuplé d'Europe avec environ vingt millions d'habitants, ce qui lui confère une certaine puissance d'autant que, jusque dans les années 1670, l'économie se porte bien grâce notamment au dynamisme économique du pays et à des finances publiques tenues en bon ordre par Colbert. Du point de vue climatique, le règne coïncide avec le minimum de Maunder (1645-1715), une période extrêmement froide qui produit d'importantes disettes, plusieurs épidémies et épizooties ; en 1693-1694, le printemps très pluvieux suivi d'un échaudage l'été provoque une famine suivie d'une épidémie qui tuent 1 300 000 personnes ; lors du « grand hiver » 1708-1709, le froid tue directement environ deux cent mille personnes, et indirectement quatre cent mille par famine et épidémie.
Par la diplomatie et la guerre, Louis XIV affirme sa puissance en particulier contre la maison de Habsbourg, dont les possessions encerclent la France. Sa politique du « pré carré » cherche à agrandir et rationaliser les frontières du pays, protégées par la « ceinture de fer » de Vauban, qui fortifie les villes conquises. Cette action lui permet de donner à la France des frontières approchant celles de l'ère contemporaine, avec l'annexion du Roussillon, de la Franche-Comté, de Lille, de l'Alsace et de Strasbourg. Toutefois, les guerres pèsent sur les finances publiques et Louis XIV s'attire la méfiance des autres pays européens, qui s'allient souvent, à la fin de son règne, pour contrer sa puissance. C'est aussi le moment où, après la Glorieuse Révolution, l'Angleterre commence à affirmer sa puissance, notamment maritime et économique, grâce en partie aux Huguenots chassés de France, sous le règne d'un adversaire déterminé de Louis XIV, Guillaume d'Orange.
Du point de vue religieux, le XVIIe siècle est complexe et ne se limite pas à l'opposition entre catholiques et protestants. Parmi les catholiques, la question de la grâce suscite une forte opposition entre les jésuites et les jansénistes. Louis XIV doit trancher entre les divers courants de pensée religieuse, en tenant compte non seulement de ses propres convictions, mais aussi de considérations politiques. Ainsi, s'il fait condamner les jansénistes, c'est aussi parce qu'il se méfie de leur anti-absolutisme.
Concernant les protestants, la révocation de l'édit de Nantes en 1685 a des conséquences économiques et démographiques lourdes pour la France, et les réactions en Europe et à Rome sont défavorables. Les relations avec les papes sont en général mauvaises, particulièrement avec Innocent XI. En effet, le roi entend préserver son indépendance et celle de son clergé face à Rome, ce qui ne l'empêche pas de se méfier des gallicans, souvent imprégnés par le jansénisme. À la fin du règne, la querelle du quiétisme entraîne également des tensions avec Rome.
À partir de 1682, Louis XIV dirige son royaume depuis le vaste château de Versailles, dont il a supervisé la construction, et dont le style architectural a inspiré d'autres châteaux européens. Sa cour soumet la noblesse, étroitement surveillée, à une étiquette très élaborée. Le prestige culturel s'y affirme grâce au mécénat royal en faveur d'artistes tels que Molière, Racine, Boileau, Lully, Le Brun et Le Nôtre, ce qui favorise l'apogée du classicisme français, qualifié, dès son vivant, de « Grand Siècle », voire de « siècle de Louis XIV ».
Sa fin de règne, très difficile, est marquée par l'exode de dizaines de milliers de protestants persécutés, par des revers militaires, par les famines de 1693 et de 1709, par la révolte des Camisards et par les nombreux décès de ses héritiers royaux.
À sa mort, tous ses enfants et petits-enfants dynastes ont déjà disparu et son successeur est son arrière-petit-fils Louis XV, qui n'a que 5 ans. Pourtant, même après la régence assez libérale de Philippe d'Orléans, l'absolutisme perdurera, attestant ainsi de la solidité du régime construit.
Après la disparition de Louis XIV, Voltaire s'inspire en partie de lui pour élaborer le concept de despotisme éclairé. Au XIXe siècle, Jules Michelet lui est hostile et insiste sur le côté sombre de son règne (dragonnades, galères, disettes, etc.). Ernest Lavisse sera plus modéré, même si ses manuels scolaires insistent sur le despotisme du roi, et sur certaines décisions tyranniques.
Dans la seconde moitié du XXe siècle, Marc Fumaroli considère Louis XIV comme le « saint patron » de la politique culturelle de la Cinquième République en France. Michel de Grèce pointe ses insuffisances, tandis que François Bluche et Jean-Christian Petitfils le réhabilitent.

## Enfance, santé et éducation

### Naissance de Louis-Dieudonné

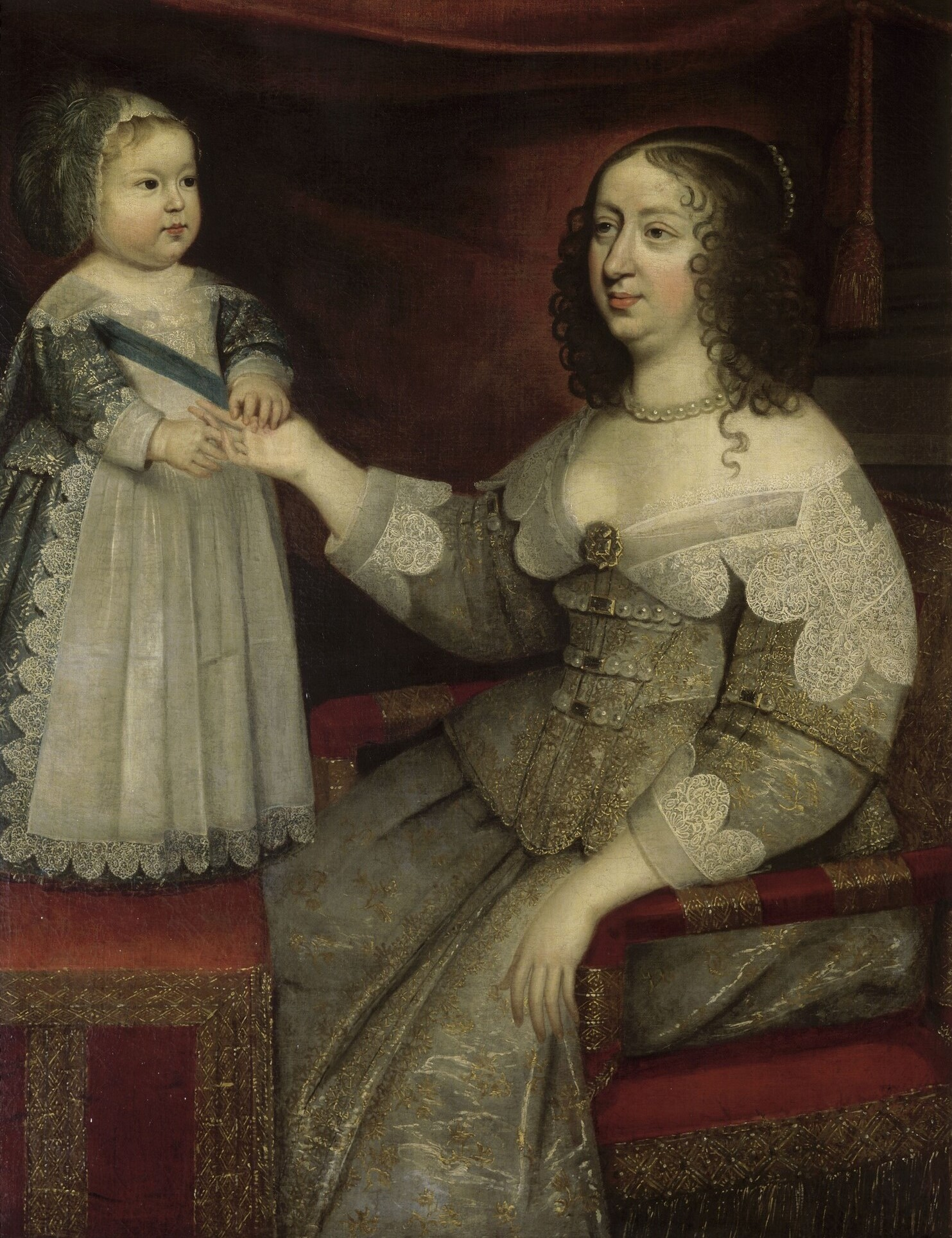
Anne d'Autriche et le futur roi, qui porte une plume au assorti à sa robe et un tablier richement orné de broderies et de dentelles.

Fils de Louis XIII et d'Anne d'Autriche, Louis est le fruit de l'union des deux dynasties les plus puissantes de ce temps : la maison capétienne de Bourbon et la maison de Habsbourg.
Au traditionnel titre de Dauphin de Viennois est ajouté à sa naissance celui de Premier fils de France. Intervenue après presque vingt-trois années de mariage stérile, ponctuées de plusieurs fausses couches, la naissance inattendue de l'héritier du trône est considérée comme un don du ciel, ce qui lui vaut d'être aussi prénommé Louis-Dieudonné, (et non pas -Désiré).

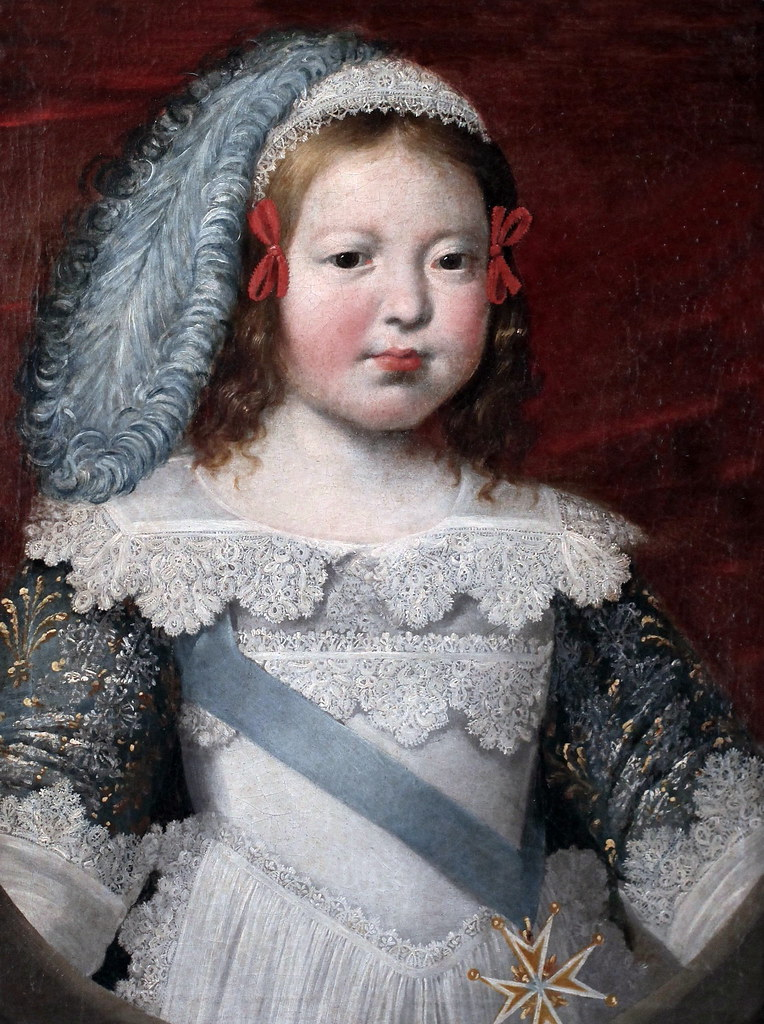
Le futur roi en 1642, par Philippe de Champaigne.

Si certains historiens ont avancé que le véritable père est Mazarin, cette hypothèse a été infirmée par un examen ADN,. Si l'historien Jean-Christian Petitfils propose la date du 23 ou du 30 novembre, semaine où le couple royal séjournait à Saint-Germain, comme date de la « conception du dauphin », d'autres auteurs affirment que le dauphin a été conçu le 5 décembre 1637, dans le palais du Louvre (le 5 décembre tombe d'ailleurs pile neuf mois avant sa naissance, le 5 septembre 1638),.
Pour le roi Louis XIII comme pour la reine (et plus tard leur fils lui-même), cette naissance tant attendue est le fruit de l'intercession faite par le frère Fiacre auprès de Notre-Dame de Grâces, auprès de laquelle le religieux réalise trois neuvaines de prières afin d'obtenir « un héritier pour la couronne de France ». Les neuvaines sont dites par le frère Fiacre du 8 novembre au 5 décembre 1637,.

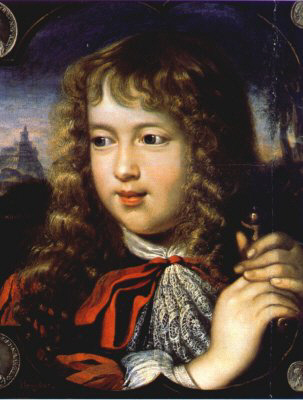
dans son enfance.

En janvier 1638, la reine prend conscience qu'elle est à nouveau enceinte. Le 7 février 1638, le roi et la reine reçoivent officiellement le frère Fiacre pour s'entretenir avec lui sur les visions qu'il dit avoir eues de la Vierge Marie et de la promesse mariale d'un héritier pour la couronne. À l'issue de l'entretien, le roi missionne officiellement le religieux pour aller à l'église Notre-Dame-de-Grâces de Cotignac, en son nom, faire une neuvaine de messes pour la bonne naissance du dauphin,,,.
Le 10 février, en remerciement à la Vierge pour cet enfant à naître, le roi signe le Vœu de Louis XIII, consacrant le royaume de France à la Vierge Marie et faisant du 15 août un jour férié dans tout le royaume. En 1644, la reine faisant venir auprès d'elle le frère Fiacre lui dira : « Je n'ai pas perdu de vue la grâce signalée que vous m'avez obtenue de la Sainte Vierge, qui m'a obtenu un fils ». Et à cette occasion, elle lui confie une mission personnelle : porter un présent (à la Vierge Marie) dans le sanctuaire de Cotignac, en remerciement de la naissance de son fils,. En 1660, Louis XIV et sa mère se rendront en personne à Cotignac pour y prier et remercier la Vierge, puis en 1661 et 1667, le roi fera porter des présents à l'église de Cotignac, par le frère Fiacre, en son nom,. À l'occasion de son passage en Provence (en 1660), le roi et sa mère se rendent en pèlerinage à la grotte de la Sainte-Baume, sur les pas de sainte Marie Madeleine.
La naissance de Louis, le 5 septembre 1638, est suivie deux ans plus tard par celle de Philippe. La naissance tant espérée d'un dauphin écarte du trône le comploteur impénitent qu'était Gaston d'Orléans, le frère du roi.

### Éducation

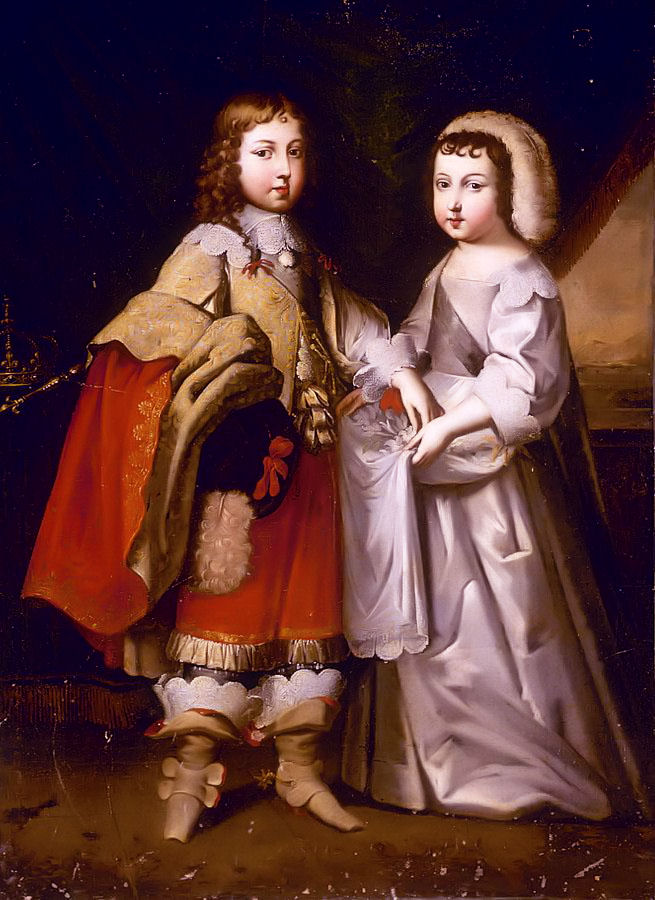
et son frère cadet Philippe, dit « le Petit Monsieur », en 1645. Tableau attribué à Henri et Charles Beaubrun.

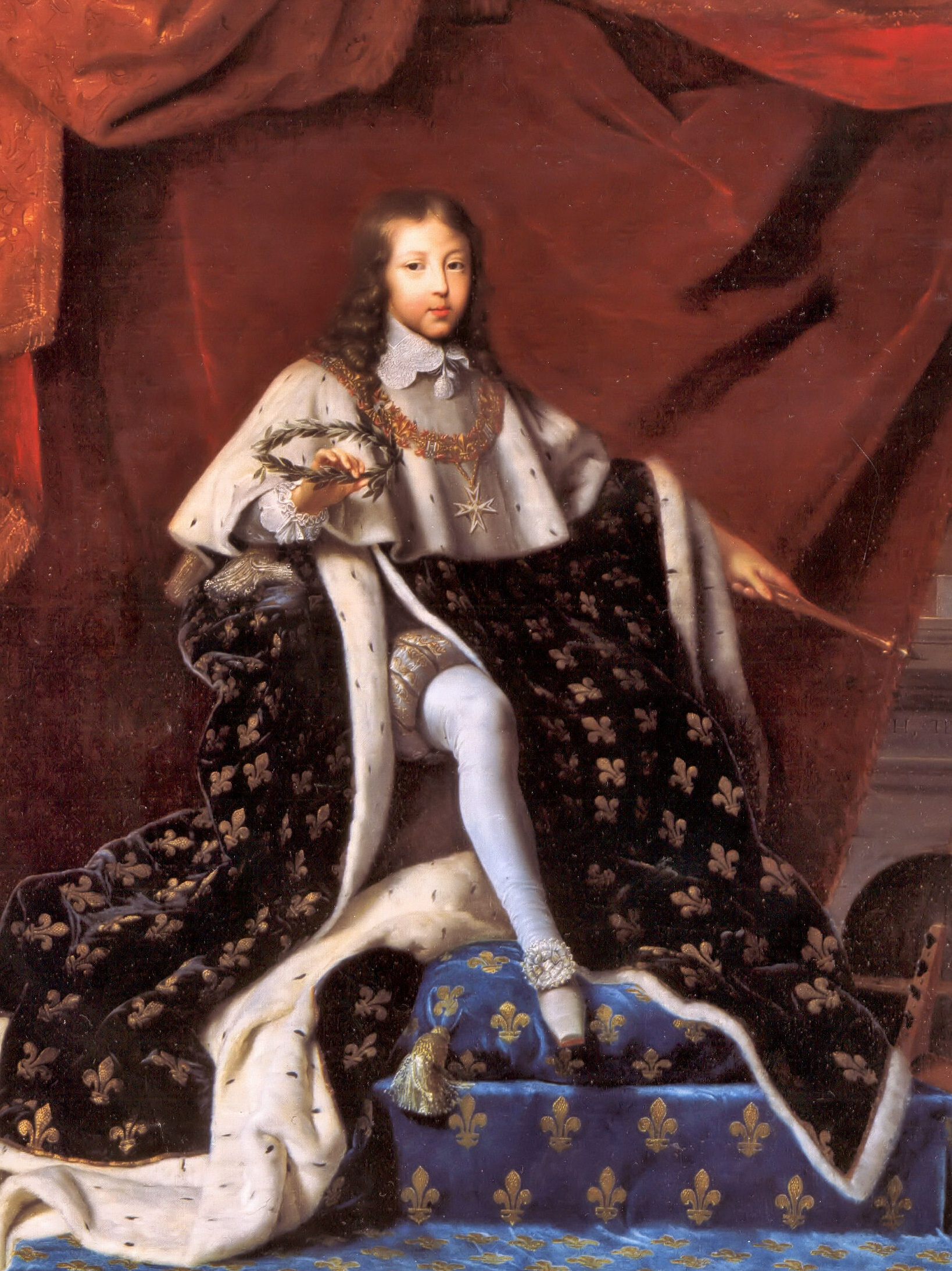
en costume de sacre, en 1648.

En plus de ses fonctions ministérielles, Mazarin, parrain de Louis XIV (choisi comme tel par Louis XIII à la mort de Richelieu, le 4 décembre 1642), se voit attribuer par la reine, en mars 1646, la responsabilité de l'éducation du jeune monarque et celle de son frère le duc Philippe d'Orléans (dit « le Petit Monsieur »). L'usage est que les princes élevés par des gouvernantes « passent aux hommes » à l'âge de 7 ans (l'âge de raison à l'époque), pour être confiés aux soins d'un gouverneur assisté d'un sous-gouverneur. Mazarin devient donc « surintendant au gouvernement et à la conduite de la personne du roi ainsi que de celle de M. le duc d'Anjou », et confie la tâche de gouverneur au maréchal de Villeroy. Le roi et son frère vont souvent à l'hôtel de Villeroy, non loin du Palais-Royal. C'est alors que Louis XIV se lie d'une amitié à vie avec le fils du maréchal, François de Villeroy. Le roi a eu différents précepteurs, notamment l'abbé Péréfixe de Beaumont en 1644 et François de La Mothe Le Vayer.
À partir de 1652, son meilleur éducateur est sans doute Pierre de La Porte, son premier valet de chambre et celui qui lui fait lecture de récits historiques. Malgré leurs efforts pour lui prodiguer des cours de latin, d'histoire, de mathématiques, d'italien et de dessin, Louis n'est pas un élève très travailleur. Par contre, suivant l'exemple du grand collectionneur d'art qu'est Mazarin, il se montre très sensible à la peinture, à l'architecture, à la musique et surtout à la danse qui est, à l'époque, une composante essentielle de l'éducation d'un gentilhomme. Le jeune roi apprend aussi à jouer de la guitare auprès de Francesco Corbetta.
Louis aurait bénéficié également d'une éducation sexuelle particulière, sa mère ayant demandé à la baronne de Beauvais, surnommée « Cateau la Borgnesse », de le « déniaiser » à sa majorité sexuelle.

### «Miraculé»
Dans son enfance, Louis XIV échappe à plusieurs reprises à la mort. À 5 ans, il manque de se noyer dans un des bassins du jardin du Palais-Royal. Il est sauvé in extremis. À 9 ans, le 10 novembre 1647, il est atteint de la variole. Dix jours plus tard, les médecins n'ont plus aucun espoir, mais le jeune Louis se remet « miraculeusement ». À 15 ans, il a une tumeur au sein. À 17 ans, il souffre de blennoragie.
L'alerte la plus sérieuse pour le Royaume a lieu le 30 juin 1658 : le roi, à 19 ans, est victime d'une grave intoxication alimentaire (à cause de l'infection des eaux) et de fièvre typhoïde, diagnostiquée comme un typhus exanthématique, lors de la prise de Bergues dans le Nord. Le 8 juillet, il reçoit les derniers sacrements et la cour commence à préparer la succession.
Mais François Guénaut, le médecin d'Anne d'Autriche, lui donne un émétique à base d'antimoine et de vin, qui guérit encore une fois « miraculeusement » le roi. Selon son secrétaire Toussaint Rose, c'est à cette occasion qu'il perd une bonne partie de ses cheveux et se met à porter temporairement la « perruque à fenêtre », dont les ouvertures laissent passer les quelques mèches qui lui restent.

## Roi de France et de Navarre

### Régence d'Anne d'Autriche (1643-1651)

#### Cassation du testament deLouisXIII

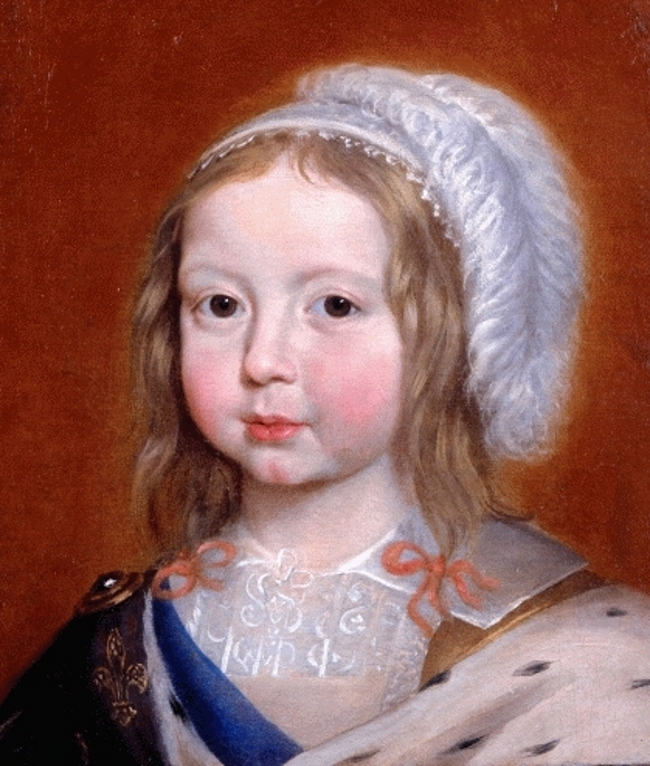
en 1643, par Claude Déruet.

À la mort de son père, Louis-Dieudonné, qui a 4 ans et demi, devient roi sous le nom de Louis XIV. Son père Louis XIII, qui se méfie d'Anne d'Autriche et de son frère le duc d'Orléans — notamment pour avoir participé à des complots contre Richelieu — établit un conseil de régence comprenant, en sus des deux personnes citées, des fidèles de Richelieu, dont Mazarin. Le texte y afférent est enregistré le 21 avril 1643 par le Parlement mais, dès le 18 mai 1643, Anne d'Autriche se rend avec son fils au Parlement, pour faire casser cette disposition et se faire confier « l'administration, libre, absolue et entière du royaume pendant sa minorité », en bref la régence pleine et entière. Elle maintient contre toute attente le cardinal Mazarin en qualité de Premier ministre, en dépit de la désapprobation des cercles politiques français de l'époque, dont beaucoup n'apprécient pas qu'un Italien, fidèle de Richelieu, dirige la France.
La Régente quitte alors les appartements incommodes du Louvre et s'installe au Palais-Cardinal, légué par Richelieu à Louis XIII, pour profiter du jardin où peuvent jouer le jeune Louis XIV et son frère. Le Palais-Cardinal devient alors le Palais-Royal, où des gouvernantes abandonnent le jeune Louis à leurs femmes de chambre qui cèdent à tous ses caprices, ce qui fera naître la légende, colportée par les Mémoires de Saint-Simon, d'une éducation négligée.

#### Épreuve de la Fronde

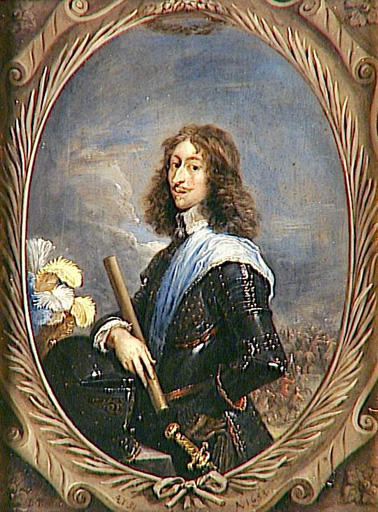
Le Grand Condé, d'abord ferme soutien du pouvoir royal, puis opposant, avant de revenir en grâce après le traité des Pyrénées.

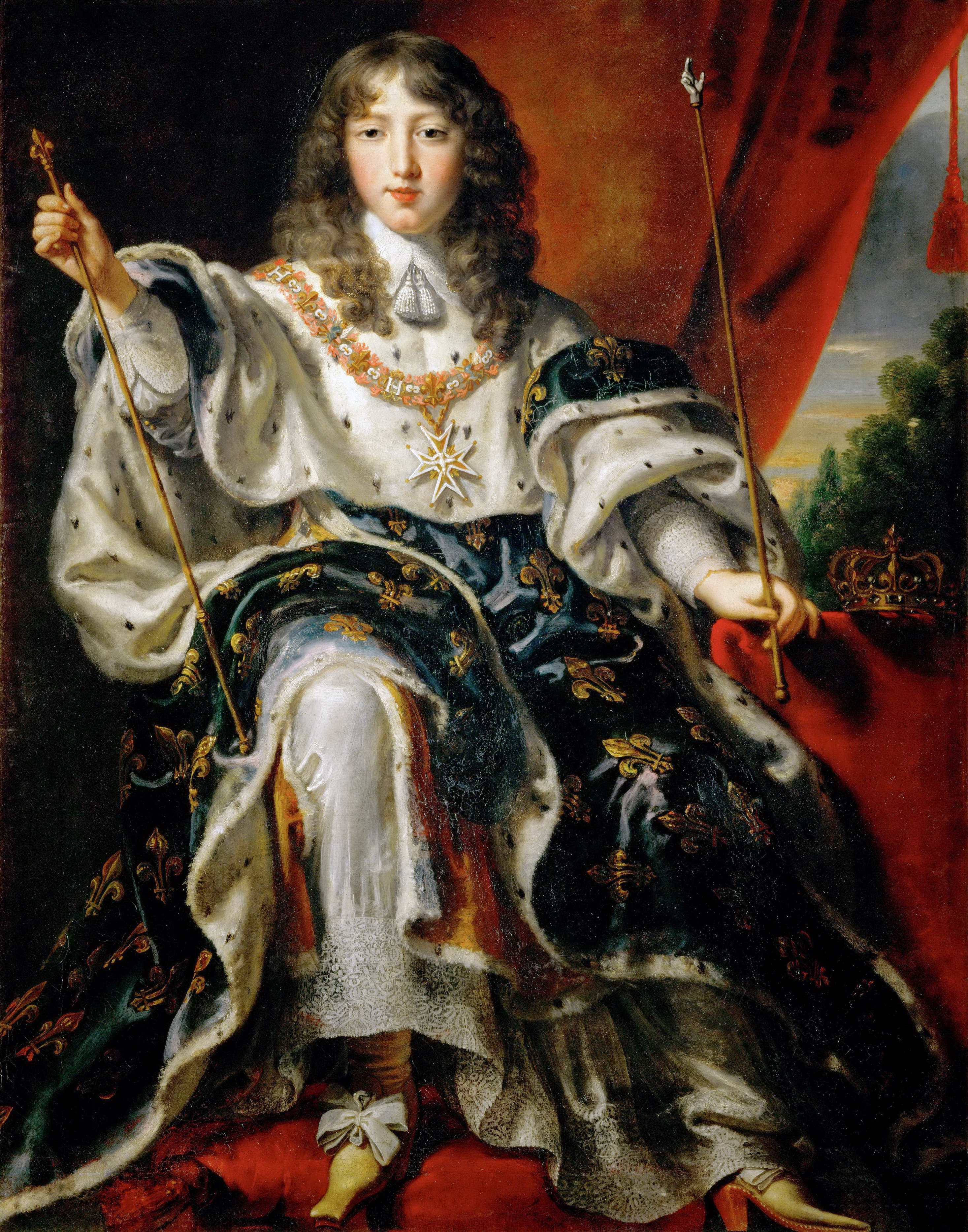
par Juste d'Egmont, en 1654.

En 1648, commence une période de forte contestation de l'autorité royale par les parlements et la noblesse, qu'on appelle la Fronde. Un épisode qui marque durablement le monarque. En réaction à ces événements, il s'applique à continuer le travail commencé par Richelieu, qui consiste à affaiblir les membres de la noblesse d'épée, en les obligeant à servir comme membres de sa cour et en transférant la réalité du pouvoir à une administration très centralisée, dirigée par la noblesse de robe. Tout commence quand, en 1648, le Parlement de Paris s'oppose aux impôts que veut lever Mazarin. La Journée des barricades contraint la régente et le roi à s'installer à Rueil-Malmaison. Si la cour revient assez vite dans la capitale, les exigences des parlementaires, appuyés par le très populaire coadjuteur de Paris, Jean-François Paul de Gondi, obligent Mazarin à envisager un coup de force. En pleine nuit, au début de l'année 1649, la régente et la cour quittent la capitale dans le but de revenir l'assiéger et la remettre à obéissance. L'affaire se complique quand des personnalités de la haute noblesse apportent leur soutien à la Fronde : le prince de Conti, frère du prince de Condé, Beaufort, petit-fils d'Henri IV et quelques autres veulent renverser Mazarin. Après quelques mois de siège conduit par Condé, un accord de paix (paix de Rueil) est trouvé, qui voit le triomphe du Parlement de Paris et la défaite de la cour. Toutefois, il s'agit d'une trêve plutôt que d'une paix.
En 1649-1650, un renversement d'alliance intervient, Mazarin et la régente se rapprochent du Parlement et des chefs des Grands de la première Fronde et font enfermer Condé, leur ancien allié, et le prince de Conti. Le 25 décembre 1649, le roi fait sa première communion en l'église Saint-Eustache et entre, alors qu'il n'a que douze ans, au conseil, en 1650. À partir de février 1650, se développe la révolte princière, qui oblige Mazarin et la cour à se déplacer en province, pour mener des expéditions militaires. En 1651, Gondi et Beaufort, chefs des Grands de la première Fronde, s'allient au Parlement pour renverser Mazarin, qu'une émeute oblige à s'exiler le 8 février 1651. La reine et le jeune Louis essaient de s'enfuir de la capitale mais, alarmés, les Parisiens envahissent le Palais-Royal, où loge le roi, désormais prisonnier de la Fronde.
Le coadjuteur et le duc d'Orléans vont alors faire subir au roi une humiliation qu'il n'oubliera jamais : en pleine nuit, ils confient au capitaine des Gardes suisses du duc de vérifier de visu qu'il est bien là.
Le 7 septembre 1651, un lit de justice déclare la majorité du roi (la majorité royale est à treize ans). Tous les Grands du royaume viennent lui rendre hommage, sauf Condé qui, de Guyenne, lève une armée pour marcher sur Paris. Le 27 septembre, pour éviter d'être à nouveau prisonnière dans Paris, la cour quitte la capitale pour Fontainebleau, puis Bourges, où sont stationnés les quatre mille hommes du maréchal d'Estrée. Commence alors une guerre civile qui « va contribuer à clarifier les choses ». Le 12 décembre, Louis XIV autorise Mazarin à revenir en France ; en réaction, le Parlement de Paris, qui a banni le cardinal, met sa tête à prix pour 150 000 livres.
Début 1652, trois camps se font face : la cour, libérée de la tutelle instaurée par le Parlement en 1648, le Parlement et enfin Condé et les Grands. Condé va dominer Paris durant la première partie de l'année 1652, en s'appuyant notamment sur le peuple, qu'il manipule en partie. Mais il perd des positions en province, tandis que Paris, qui supporte de moins en moins sa tyrannie, le contraint à quitter la ville le 13 octobre avec ses troupes. Le 21 octobre, Anne d'Autriche et son fils Louis XIV, accompagnés du roi déchu Charles II d'Angleterre, rentrent dans la capitale, entourés des princes resté fidèles, au premier rang desquels se tenait César de Vendôme, oncle du roi. L'absolutisme de droit divin commence à se mettre en place. Une lettre que le roi adresse au Parlement permet d'en percevoir la substance :

« Toute autorité Nous appartient. Nous la tenons de Dieu seul sans qu'aucune personne, de quelque condition qu'elle soit, puisse y prétendre […] Les fonctions de justice, des armes, des finances doivent toujours être séparées ; les officiers du Parlement n'ont d'autre pouvoir que celui que Nous avons daigné leur confier pour rendre la justice […] La postérité pourra-t-elle croire que ces officiers ont prétendu présider au gouvernement du royaume, former des conseils et percevoir des impôts, s'arroger enfin la plénitude d'un pouvoir qui n'est due qu'à Nous »

Le 22 octobre 1653, Louis XIV, alors âgé de quinze ans, convoque un lit de justice où, rompant avec la tradition, il apparaît en chef militaire avec gardes et tambours. À cette occasion, il proclame une amnistie générale, tout en bannissant de Paris des Grands, des parlementaires, ainsi que des serviteurs de la maison de Condé. Quant au Parlement, il lui interdit « de prendre à l'avenir aucune connaissance des affaires de l'État et des finances ».

#### Sacre du roi à Reims
Louis XIV est sacré le 7 juin 1654 en la cathédrale de Reims par Simon Legras, évêque de Soissons. Il laisse les affaires politiques à Mazarin, tandis qu'il continue sa formation militaire auprès de Turenne.

#### Mariage avec Marie-Thérèse d'Autriche

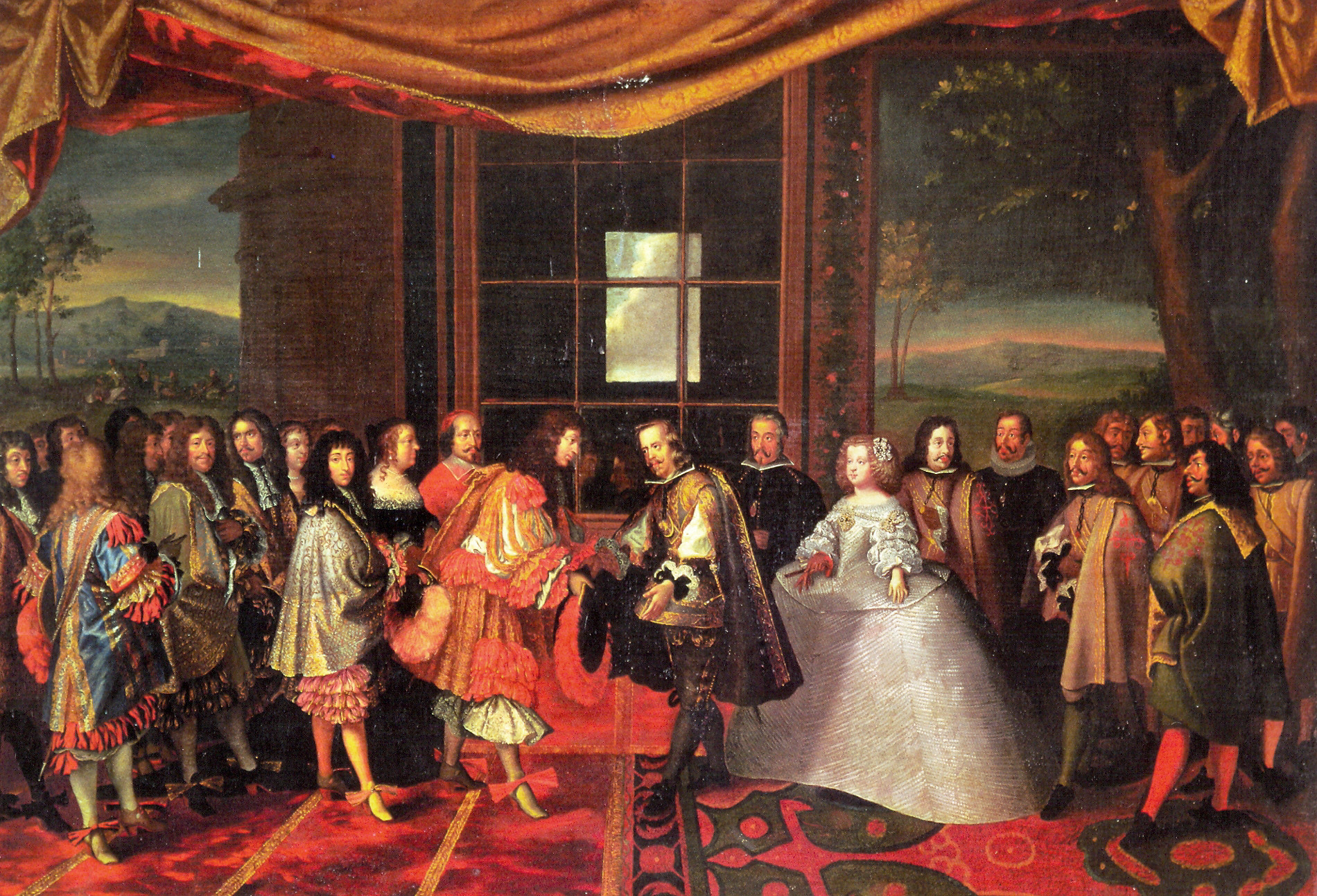
Entrevue de et de Philippe IV (roi d'Espagne) dans l'île des Faisans en 1659. On distingue la fille de Philippe IV, future reine de France, derrière lui.

Le 7 novembre 1659, les Espagnols acceptent de signer le traité des Pyrénées, qui fixe les frontières entre la France et l'Espagne. De son côté, Louis XIV consent, bon gré mal gré, à respecter une des clauses du traité : épouser l'infante Marie-Thérèse d'Autriche, fille de Philippe IV, roi d'Espagne, et d'Élisabeth de France. Les époux sont doublement cousins germains : la reine mère Anne d'Autriche étant la sœur de Philippe IV et Élisabeth de France la sœur de Louis XIII. Ce mariage a cependant pour but de rapprocher la France de l'Espagne. Il a lieu le 9 juin 1660 en l'église Saint-Jean-Baptiste de Saint-Jean-de-Luz.
Louis ne connaît sa femme que depuis trois jours, celle-ci ne parle pas un mot de français, mais le roi « l'honore » fougueusement devant témoins dès la nuit de noces. Selon d'autres sources, cette nuit de noces, contrairement à l'usage, n'aurait pas eu de témoin.
Notons qu'à l'occasion de ce mariage, Marie-Thérèse doit renoncer à ses droits sur le trône d'Espagne et que Philippe IV d'Espagne, en contrepartie, s'engage à verser « 500 000 écus d'or payables en trois versements ». Il est convenu que si ce paiement n'est pas effectué, la renonciation devient caduque.

### Début de la direction du gouvernement (1661-1680)

#### Prise de pouvoir à la mort de Mazarin

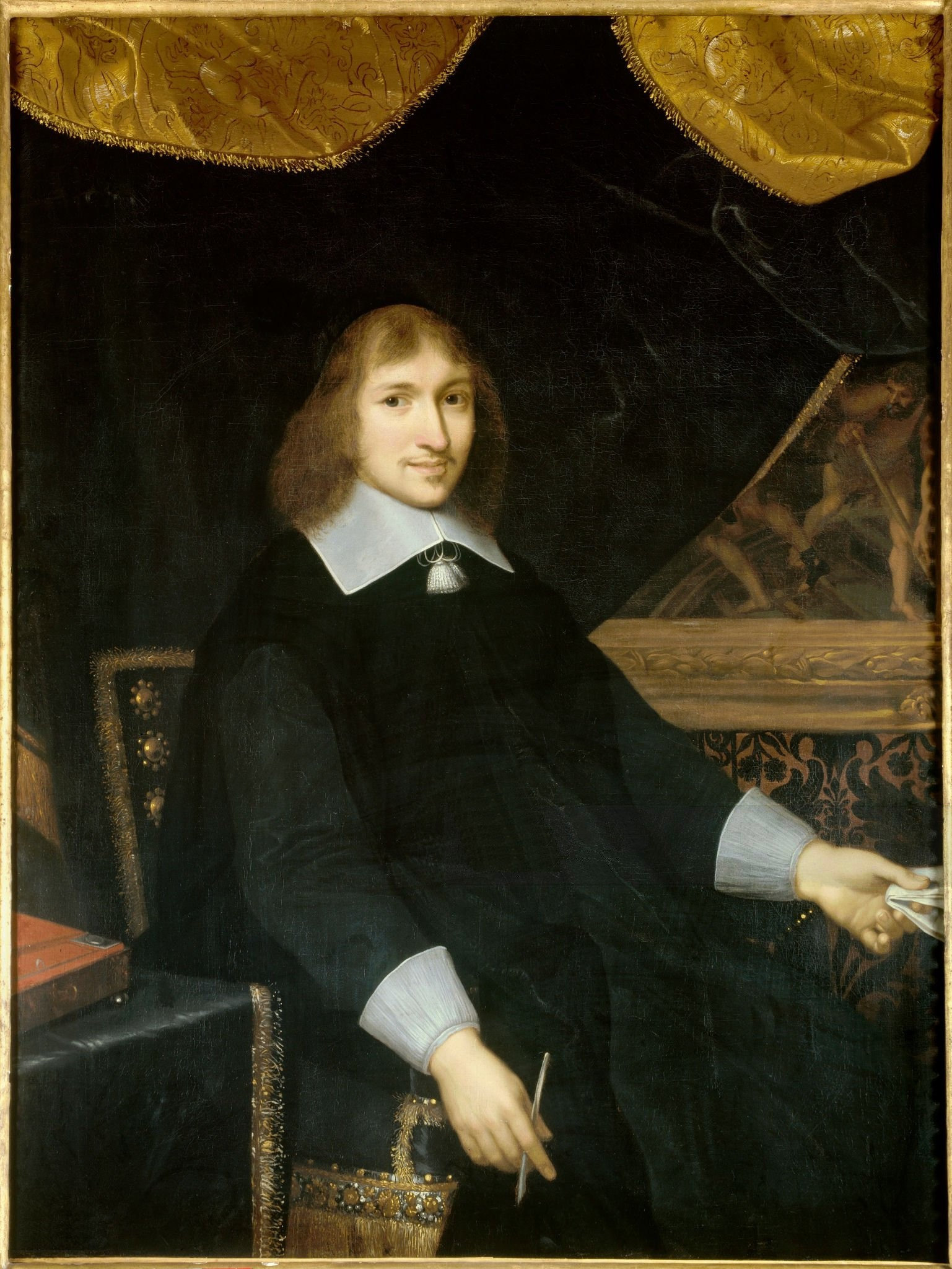
Nicolas Fouquet, surintendant des finances.

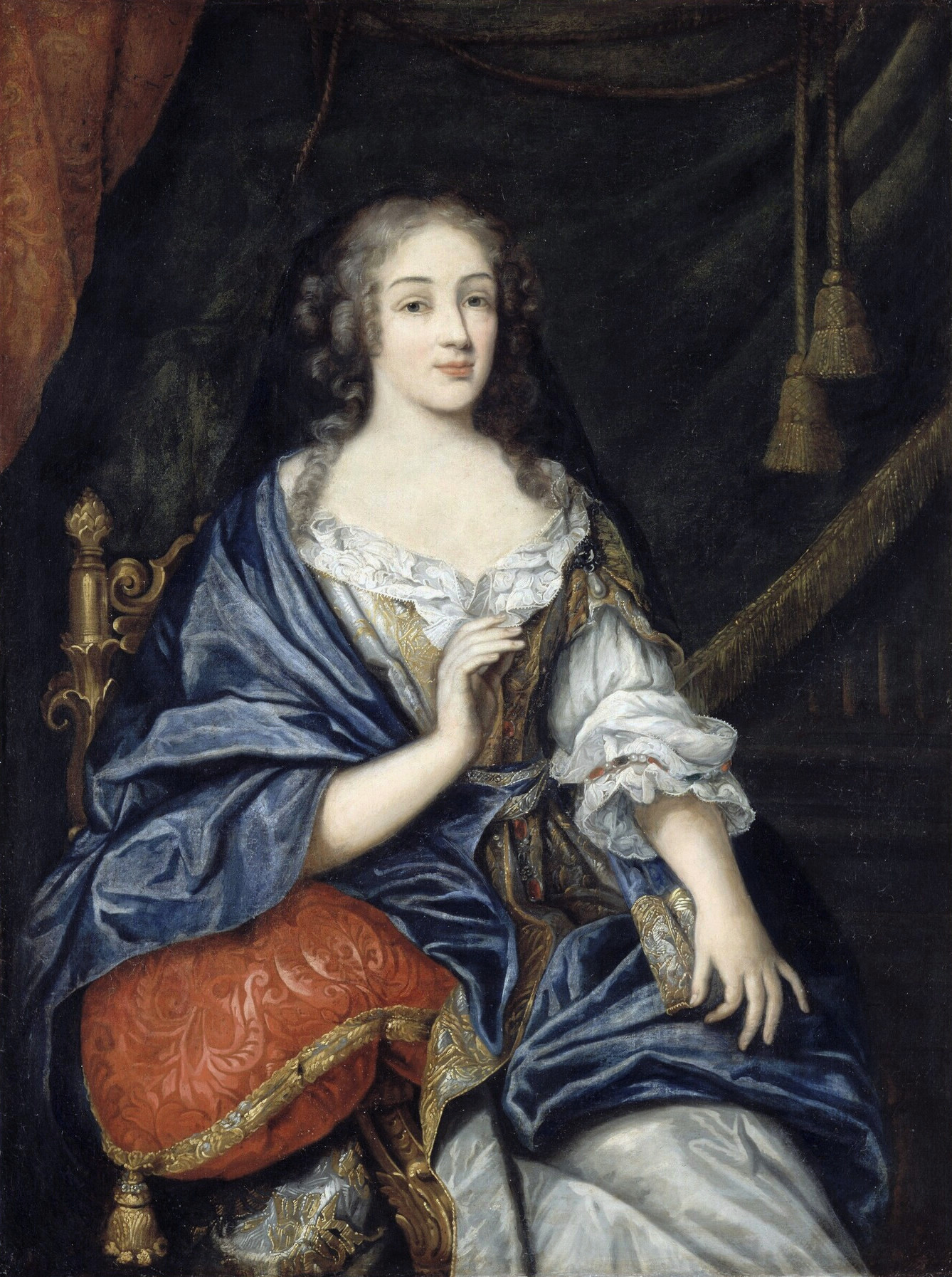
Madame de la Vallière (portrait par Jean Nocret, 1667).

À la mort de Mazarin, le 9 mars 1661, la première décision de Louis XIV est de supprimer la fonction de ministre principal et de prendre personnellement le contrôle du gouvernement, dès le 10 mars 1661, par un « coup de majesté ».
La situation financière dégradée, dont l'informe Jean-Baptiste Colbert, et le fort mécontentement des provinces contre la pression fiscale sont préoccupants. Les causes en sont la guerre ruineuse contre la maison d'Espagne et les cinq années de la Fronde, mais aussi l'enrichissement personnel effréné de Mazarin, dont Colbert lui-même a profité, et celui du surintendant Fouquet.
Le 5 septembre 1661, jour de ses 23 ans, le roi fait arrêter Fouquet au grand jour, par d'Artagnan. Il supprime, par la même occasion, le poste de surintendant des finances.
Les raisons de l'incarcération de Nicolas Fouquet sont nombreuses et vont au-delà d'un problème d'enrichissement. Pour comprendre le problème, il convient de noter que Louis XIV, après la mort de Mazarin, n'est pas pris au sérieux et a besoin de s'affirmer. Or, précisément, Nicolas Fouquet peut être perçu comme une menace politique : il fait fortifier sa possession de Belle-Île-en-Mer, il cherche à se constituer un réseau de fidèles et il n'hésite pas à faire pression sur la mère du roi en soudoyant son confesseur. Il tente même de corrompre l'amie de Louis XIV, Mademoiselle de La Vallière, pour qu'elle le soutienne, ce qui la choque profondément. Par ailleurs, il est proche des dévots, à un moment où le roi n'adhère pas à cette doctrine. Enfin, pour Jean-Christian Petitfils, il convient de prendre en compte la jalousie de Colbert vis-à-vis de Fouquet. Le premier nommé, s'il est un ministre de qualité que les historiens radicaux de la Troisième République ont honoré, est aussi « un homme brutal… d'une froideur glaciale », à qui Madame de Sévigné a donné le sobriquet « Le Nord » et, partant, un adversaire redoutable.
Louis XIV crée une chambre de justice pour examiner les comptes des financiers, dont ceux de Fouquet. En 1665, les juges condamnent Fouquet au bannissement, sentence que le roi commue en emprisonnement à vie à Pignerol. En juillet 1665, les juges renoncent à poursuivre les fermiers et les traitants (financiers participants à la collecte des impôts), amis de Fouquet, moyennant le versement d'une taxe forfaitaire. Tout cela permet à l'État de récupérer une centaine de millions de livres.

#### Méthode de gouvernement
Le roi gouverne avec divers ministres de confiance : la chancellerie est occupée par Pierre Séguier, puis par Michel Le Tellier, la surintendance des finances est entre les mains de Colbert, le secrétariat d'État à la guerre est confié à Michel Le Tellier, puis à son fils le marquis de Louvois, le secrétariat d'État à la maison royale et au clergé passe aux mains de Henri du Plessis-Guénégaud, jusqu'à la destitution de ce dernier.
Le roi a plusieurs maîtresses, dont les plus notables sont Louise de La Vallière et Madame de Montespan. Cette dernière, qui a en commun avec le roi « le goût du faste et de la grandeur », le conseille dans le domaine artistique. Elle soutient Jean-Baptiste Lully, Racine et Boileau. Louis XIV, alors dans la quarantaine, semble pris d'une frénésie sensuelle intense et mène une vie sentimentale agitée. Les choses changent au début des années 1680, quand, après la mort de Mademoiselle de Fontanges, sous l'influence de Madame de Maintenon, le roi se rapproche de la reine puis, après la mort de sa femme, épouse secrètement Madame de Maintenon. L'affaire des poisons contribue également à cette conversion.
Des jésuites se succèdent au poste de confesseur royal. Il est d'abord occupé de 1654 à 1670 par le père Annat, un anti-janséniste farouche, attaqué par Pascal dans Les Provinciales, puis par le père Ferrier de 1670 à 1674, auquel succède le père de la Chaize (qui donnera son nom au cimetière du 'Père-Lachaise') de 1675 à 1709, et enfin par le père Le Tellier.

#### Guerres pendant le règne

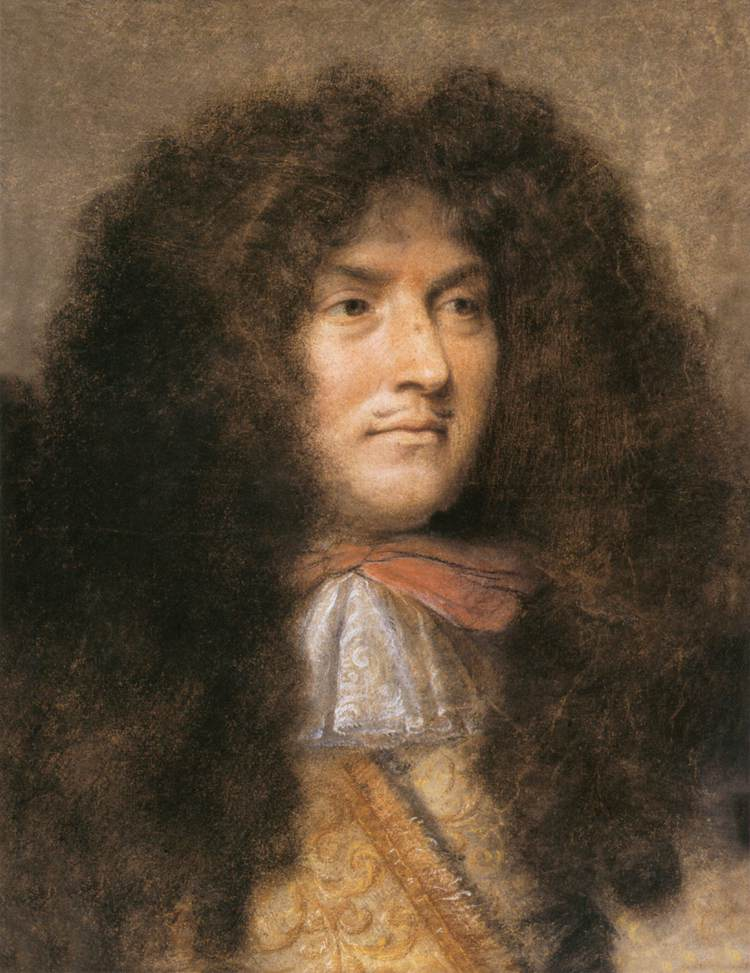
Portrait de, pastel gris sur papier par Charles Le Brun, 1667.

Durant cette période, Louis XIV mène deux guerres. D'abord la guerre de Dévolution (1667-1668), provoquée par le non-paiement des sommes dues pour le renoncement de la reine au trône d'Espagne, puis la guerre de Hollande (1672-1678). La première se conclut par le traité d'Aix-la-Chapelle (1668), par lequel le royaume de France conserve les places fortes occupées ou fortifiées par les armées françaises pendant la campagne de Flandre, ainsi que leurs dépendances : des villes du comté de Hainaut et la forteresse de Charleroi dans le comté de Namur. En contrepartie, la France rend à l'Espagne la Franche-Comté, territoire qui lui reviendra dix ans plus tard par le traité de Nimègue (10 août 1678), qui conclut la guerre de Hollande.
Louis XIV pratique une politique répressive forte envers les Bohémiens. Dans la droite ligne du décret du roi de 1666, l'ordonnance du 11 juillet 1682 confirme et ordonne que tous les Bohémiens mâles, dans toutes les provinces du royaume où ils vivent, soient condamnés aux galères à perpétuité, leurs femmes rasées et leurs enfants enfermés dans des hospices. Les nobles qui leur donnaient asile dans leurs châteaux voient leurs fiefs frappés de confiscation,. Ces mesures visent aussi à lutter contre le vagabondage transfrontalier, et l'utilisation de mercenaires par certains nobles.

### Maturité et période de gloire (1680-1710)

#### Mutations des années1680

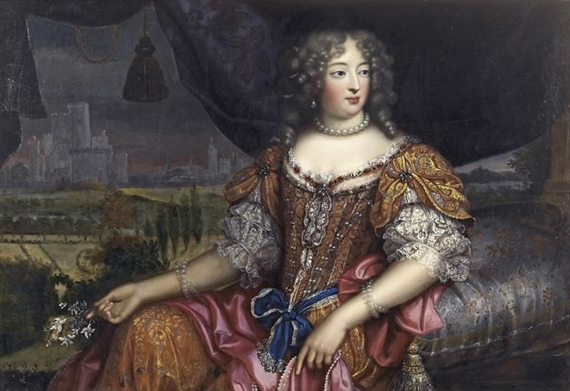
De Madame de Montespan (portrait de Pierre Mignard)…

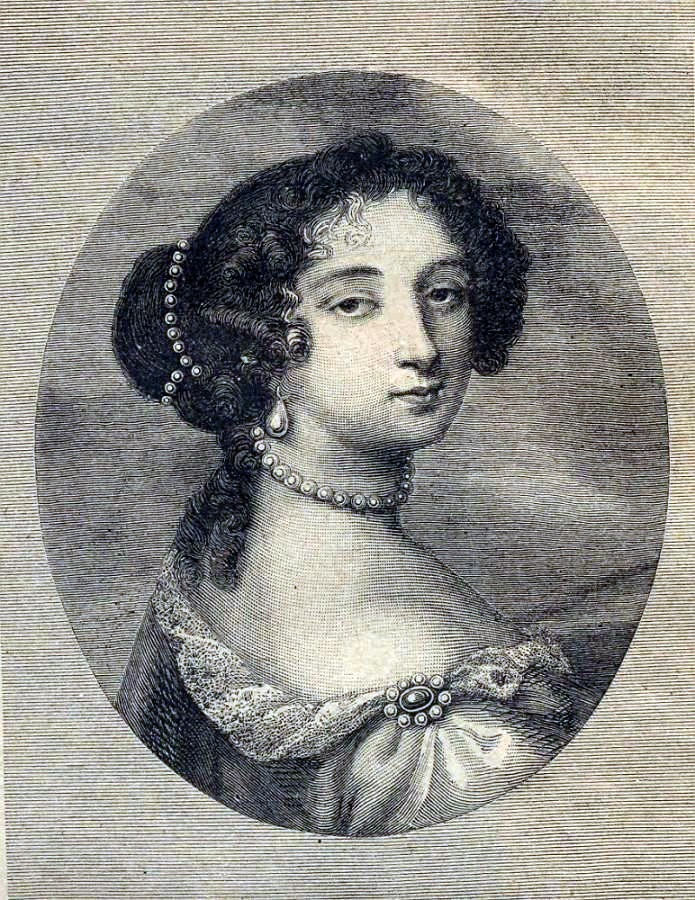
…à Madame de Maintenon (portrait de Nicolas II de Larmessin).

Vers 1681, le roi revient à une vie privée conforme aux normes sociales, sous l'influence conjuguée de ses confesseurs, de l'affaire des poisons et de Madame de Maintenon. L'année 1683 est marquée par la mort de Colbert, un de ses principaux ministres et l'« agent de cet absolutisme rationnel qui se développe alors, fruit de la révolution intellectuelle de la première moitié du siècle ».
La reine Marie-Thérèse meurt la même année, ce qui permet au roi d'épouser secrètement Madame de Maintenon, lors d'une cérémonie intime, qui eut lieu vraisemblablement en 1683 (les dates de janvier 1684 ou janvier 1686 ont aussi été avancées). En 1684, la dévotion s'installe en force à la cour, qui a emménagé à Versailles depuis 1682. En 1685, la révocation de l'édit de Nantes, qui octroyait la liberté religieuse aux protestants français, est une catastrophe économique, avec la fuite massive des industries et capitaux des Huguenots. Mais elle redore le prestige de Louis XIV vis-à-vis des princes catholiques (oisifs et non investisseurs) et lui restitue « sa place parmi les grands chefs de la chrétienté »,.

#### Montée de l'absolutisme

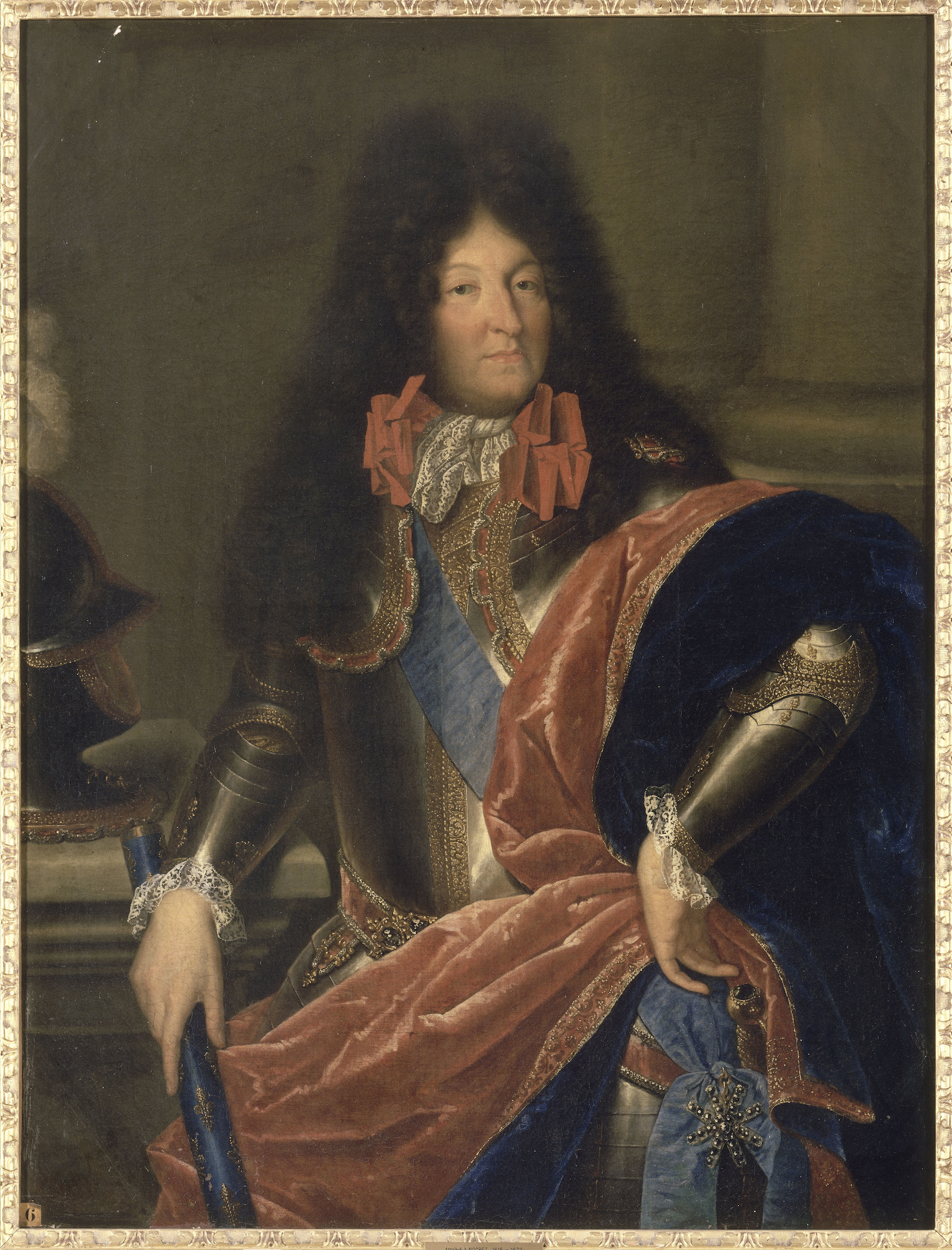
vers 1685, par Jean Nocret.

Pendant trente ans, de 1661 jusque vers 1691, le roi gouverne en arbitrant entre ses principaux ministres : Colbert, Le Tellier et Louvois. Leur mort (le dernier, Louvois, décède en 1691) change la donne. Et elle dégrade fortement les comptes publics, surveillés par Colbert. La mort du ministre des Armées (Louvois) permet au roi de répartir le secrétariat d'État à la guerre entre plusieurs mains, ce qui lui permet de s'impliquer davantage dans le gouvernement quotidien. Saint-Simon note que le roi prend alors plaisir « à s'entourer de « fort jeunes gens » ou d'obscurs commis peu expérimentés, afin de mettre en relief ses capacités personnelles ». À partir de cette date, il devient à la fois chef d'État et de gouvernement.

#### Affaires étrangères
La guerre des Réunions qui, entre 1683 et 1684, oppose la France et l'Espagne, se termine par la trêve de Ratisbonne, signée pour permettre à l'empereur Léopold Ier de combattre les Ottomans. De 1688 à 1697, la guerre de la Ligue d'Augsbourg oppose Louis XIV, alors allié à l'Empire ottoman et aux jacobites irlandais et écossais, à une large coalition européenne, la ligue d'Augsbourg menée par l'Anglo-Néerlandais Guillaume III, l'empereur du Saint-Empire romain germanique Léopold Ier, le roi d'Espagne Charles II, Victor-Amédée II de Savoie et de nombreux princes du Saint-Empire romain germanique. Ce conflit se déroule principalement en Europe continentale et dans les mers voisines. En août 1695, l'armée française, menée par Villeroy, procède au bombardement de Bruxelles, opération qui suscite l'indignation des capitales européennes.
Le conflit n'épargne pas le territoire irlandais, où Guillaume III et Jacques II se disputent le contrôle des îles Britanniques. Enfin, ce conflit donne lieu à la première guerre intercoloniale, opposant les colonies anglaises et françaises et leurs alliés amérindiens en Amérique du Nord.
Finalement, cette guerre aboutit au traité de Ryswick (1697), par lequel la France reconnaît la légitimité de Guillaume d'Orange au trône anglais. Si le souverain anglais sort renforcé de l'épreuve, la France, surveillée par ses voisins de la ligue d'Augsbourg, n'est plus en mesure de dicter sa loi. Globalement, ce traité est mal accueilli en France.
En 1697, Louis XIV tente de faire élire François-Louis de Bourbon-Conti sur le trône de Pologne — sans succès cependant.
La guerre de Succession d'Espagne, quant à elle, oppose encore la France à quasiment tous ses voisins, à l'exception de l'Espagne. Elle se conclut par les traités d'Utrecht (1713) et le traité de Rastatt (1714). Ces traités sont écrits en français, qui est la langue diplomatique européenne, situation qui perdurera jusqu'en 1919.

### Dernières années (1711-1714)

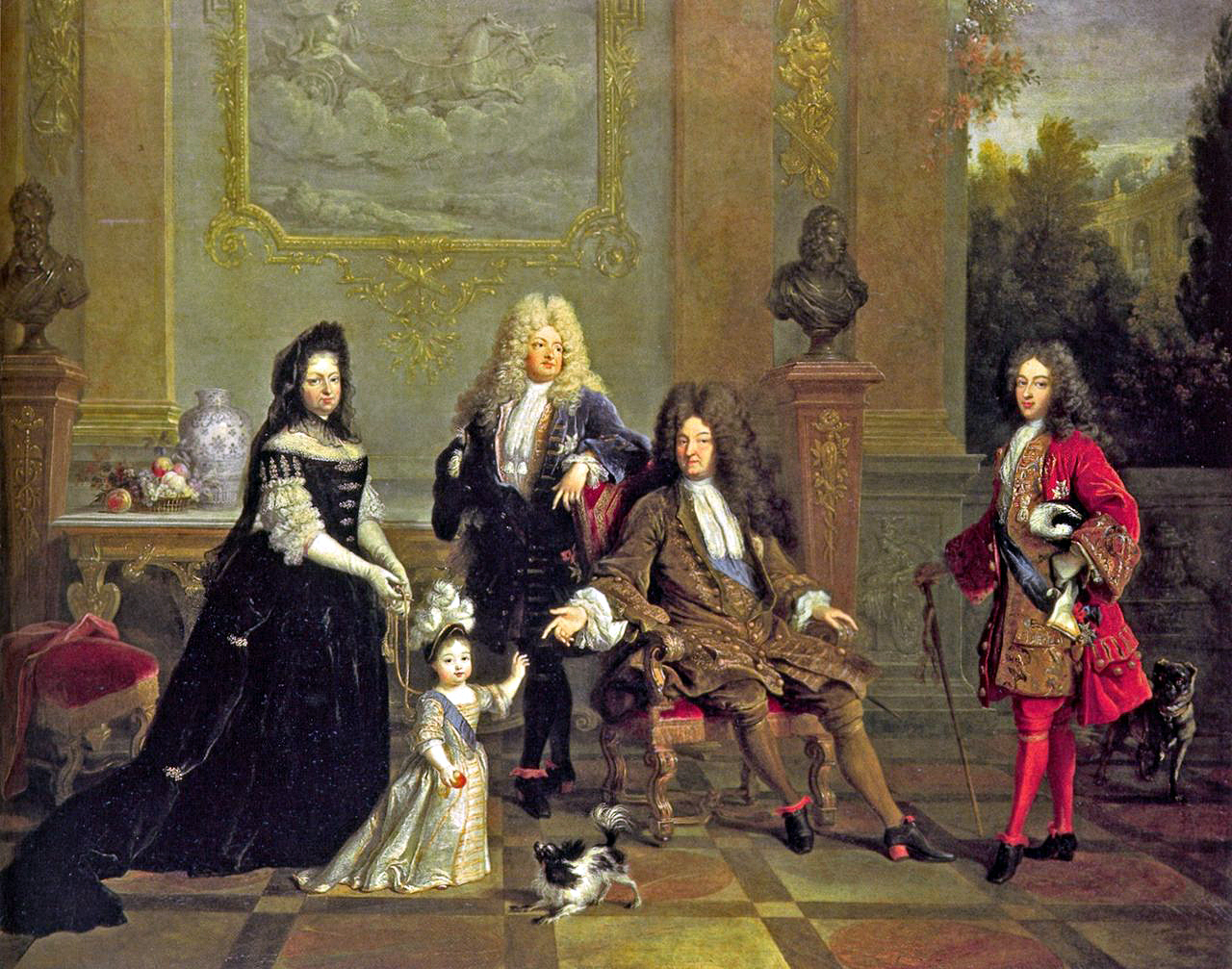
et sa famille, par Nicolas de Largillierre.

La fin du règne est assombrie par la perte, entre 1711 et 1714, de presque tous ses héritiers légitimes et par une santé déclinante. En 1711, le Grand Dauphin, seul fils légitime survivant, décède de la variole à 49 ans. En 1712, une épidémie de rougeole prive le roi de l'aîné de ses trois petits-fils. Le nouveau dauphin, l'ex-duc de Bourgogne, père du futur Louis XV, meurt à 29 ans avec son épouse et son fils de 5 ans (un premier enfant était déjà mort en bas âge en 1705). Ne survit qu'un petit garçon de deux ans, Louis, sauvé de l'épidémie (et des médecins) par sa gouvernante, mais qui reste affaibli : il est le dernier arrière-petit-fils légitime du roi régnant, d'autant plus isolé qu'en 1714, son oncle, le duc de Berry, le plus jeune des petits-fils du roi, meurt sans héritier, des suites d'une chute de cheval.
Pour tenter de faire face à un manque d'héritier légitime, Louis XIV décide de renforcer la maison royale en accordant, par un édit du 29 juillet 1714, le droit de succession, « à défaut de tous les princes de sang royal », au duc du Maine et au comte de Toulouse, deux fils bâtards légitimés qu'il avait eus avec Madame de Montespan. Cette décision viole les lois fondamentales du Royaume, qui ont toujours écarté du trône les enfants bâtards et se heurte à une forte incompréhension. Il semble que le roi soit prêt à renier les vieilles lois de succession pour écarter du trône et de la régence son neveu Philippe d'Orléans, son successeur potentiel, qu'il trouve paresseux et débauché.

### Mort du roi et succession

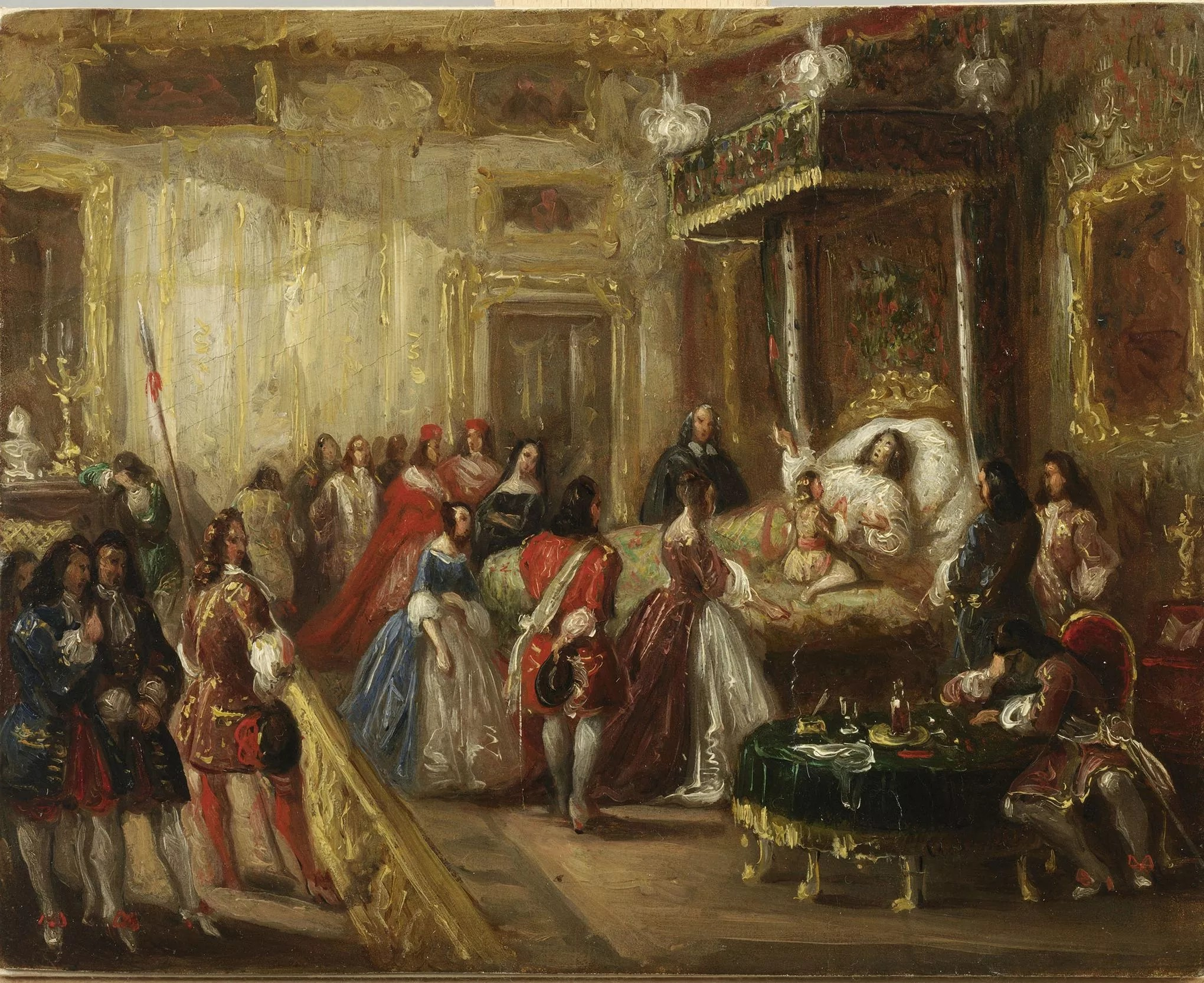
La mort de, peinture d'histoire de Thomas Jones Barker (en), vers 1835-1840.

Le 1er septembre 1715, aux alentours de 8 h 15 du matin, le roi meurt d'une ischémie aiguë du membre inférieur, causée par une embolie liée à une arythmie complète, compliquée de gangrène, à l'âge de 76 ans. Il est entouré de ses courtisans. L'agonie a duré plusieurs jours.
Sa mort met un terme à un règne de soixante-douze années et cent jours dont cinquante-quatre années de règne effectif.
Le Parlement de Paris casse son testament dès le 4 septembre, ouvrant une ère de retour en force des nobles et des parlementaires. Pour la plupart de ses sujets, le souverain vieillissant est devenu une figure de plus en plus lointaine. Le cortège funèbre est même hué ou raillé sur la route de Saint-Denis. Cependant, de nombreuses cours étrangères, même traditionnellement ennemies de la France, ont conscience de la disparition d'un monarque d'exception ; ainsi Frédéric-Guillaume Ier de Prusse n'a besoin de donner aucune précision de nom lorsqu'il annonce solennellement à son entourage : « Messieurs, le roi est mort ».

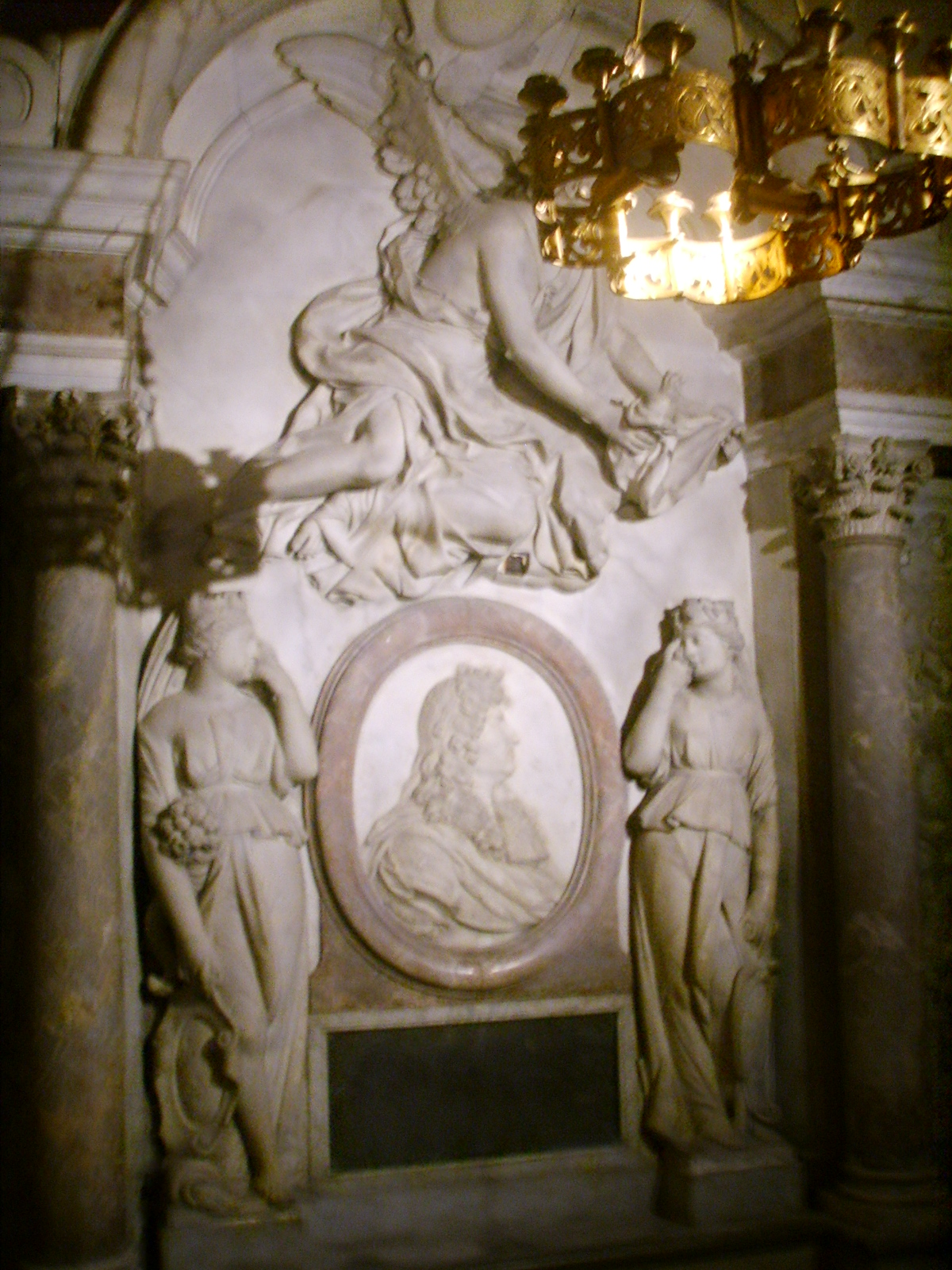
Cénotaphe de dans la basilique Saint-Denis.

Le corps de Louis XIV est déposé dans le caveau des Bourbons, dans la crypte de la basilique Saint-Denis. Son cercueil sera profané le 14 octobre 1793 et son corps sera jeté dans une fosse commune attenante à la basilique, vers le nord.
Au XIXe siècle, Louis-Philippe Ier commande un monument dans la chapelle commémorative des Bourbons à Saint-Denis, en 1841-1842. L'architecte François Debret est chargé de concevoir un cénotaphe, en remployant plusieurs sculptures d'origines diverses : un médaillon central représentant un portrait du roi de profil, réalisé par l'atelier du sculpteur Girardon au XVIIe siècle, mais dont l'auteur précis n'est pas connu, entouré de deux figures de Vertus sculptées par Le Sueur et provenant du tombeau de Guillaume du Vair, évêque-comte de Lisieux, et surmonté d'un ange sculpté par Jacques Bousseau au XVIIIe siècle, provenant de l'église de Picpus. De part et d'autre de cet ensemble de sculptures sont placées quatre colonnes en marbre rouge provenant de l'église Saint-Landry, et des bas-reliefs provenant du tombeau de Louis de Cossé à l'église du couvent des Célestins de Paris (les génies funéraires provenant du même tombeau, ont été déplacés par Viollet-le-Duc au musée du Louvre).

## Figure de l'absolutisme à la française

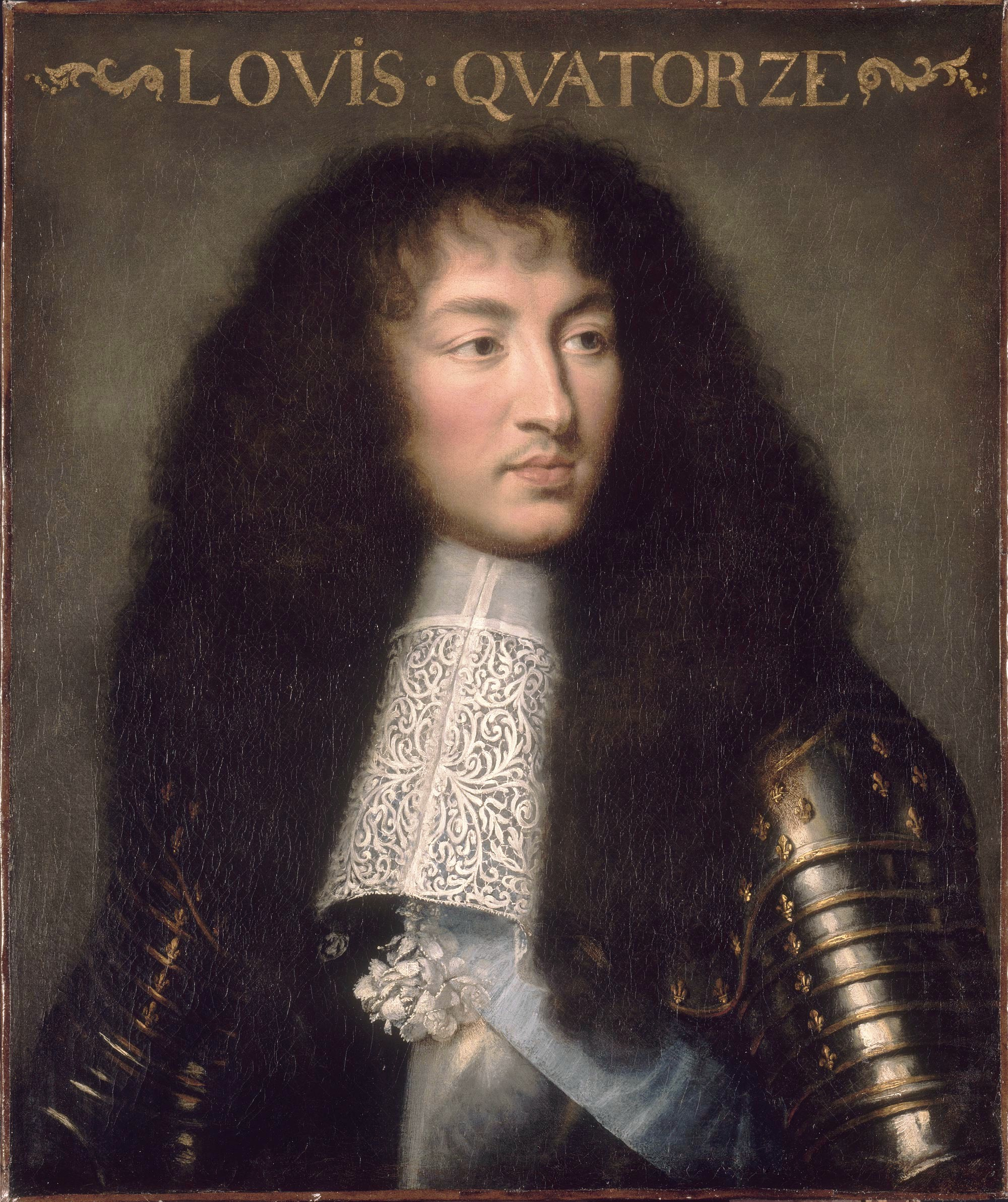
en 1661 par Charles Le Brun. À 23 ans, il décide de prendre réellement le pouvoir en devenant monarque absolu.

Sous Louis XIV, parfois appelé le Roi-Soleil (appellation tardive qui remonte à la monarchie de Juillet, même si le roi prend cet emblème lors de la fête du Grand Carrousel, le 5 juin 1662), la monarchie devient absolue de droit divin. La légende raconte qu'il aurait alors dit aux parlementaires réticents le célèbre mot « L'État, c'est moi ! », mais le fait est erroné. En réalité, Louis XIV se dissocie de l'État, dont il se définit lui-même comme étant seulement le premier serviteur,. D'ailleurs, sur son lit de mort, il déclare en 1715 : « Je m'en vais, mais l'État demeurera toujours ». Pourtant, la phrase « l'État, c'est moi » résume l'idée que ses contemporains se sont fait du roi et de ses réformes centralisatrices. D'un point de vue plus philosophique, pour les théoriciens de l'absolutisme du XVIIe siècle français, imprégnés de néoplatonisme, cette formule signifie que l'intérêt du roi n'est pas seulement le sien propre, mais aussi celui du pays qu'il sert et qu'il représente. Bossuet note à ce propos : « le roi n'est pas né pour lui-même, mais pour le public ».

### Pratique de l'absolutisme

#### Pensée absolutiste

Thomas Hobbes (1588-1679) qui a écrit en France son livre majeur Léviathan (Thomas Hobbes) est un contemporain de.

Les Mémoires pour l'instruction du dauphin donnent un aperçu de la pensée de Louis XIV sur l'absolutisme. Le livre n'a pas été écrit directement par le roi. Il a été « pour partie dicté au président Octave de Prérigny puis à Paul Pellisson », tandis que pour l'autre partie, le roi a juste indiqué en note ce qu'il voulait voir dans le livre. Si ces Mémoires constituent un ensemble assez disparate « de tableaux militaires et de pensées sans autre fil conducteur que la chronologie », il a malgré tout permis de donner à Louis XIV « la figure du roi-écrivain » que Voltaire a reprise et amplifiée, en faisant de Louis XIV un roi-philosophe platonicien précurseur du despotisme éclairé. Si l'on considère le texte en lui-même, il est fortement imprégné, comme l'est d'ailleurs la société cultivée du Grand Siècle, de pensée néo-stoïcienne.

Ce livre montre bien l'attrait de Louis XIV pour la concentration du pouvoir. Chez lui, le pouvoir est d'abord synonyme de liberté d'action tant face aux ministres qu'à tout autre corps constitué. La pensée de Louis XIV, proche ici de celle de Richelieu, est résumée par la formule « Quand on a l'État en vue, on travaille pour soi », formule qui s'oppose à la pensée de Thomas Hobbes qui met plus l'accent sur le peuple et la multitude. Toutefois, chez Louis XIV, la liberté est limitée par des thématiques stoïciennes : la nécessité de résister aux passions, la volonté de se dépasser, l'idée d'« équilibre tranquille (l’euthymia d'un Sénèque) ». Dans ses Mémoires, Louis XIV note :

« C'est qu'en ces accidents qui nous piquent vivement et jusqu'au fond du cœur, il faut garder un milieu entre la sagesse timide et le ressentiment emporté, tâchant pour ainsi dire, d'imaginer pour nous-même ce que nous conseillons à un autre en pareil cas. Car, quelque effort que nous fassions pour parvenir à ce point de tranquillité, notre propre passion, qui nous presse et nous sollicite au contraire, gagne assez sur nous pour nous empêcher de raisonner avec trop de froideur et d'indifférence. »

Atteindre cet équilibre suppose un combat contre soi-même. Louis XIV remarque, « il faut se garder contre soi-même, prendre garde à son inclinaison et être toujours en garde contre son naturel ». Pour atteindre cette sagesse, il recommande l'introspection : « il est utile […] de se remettre de temps en temps devant les yeux les vérités dont nous sommes persuadés ». Dans le cas du dirigeant, il ne faut pas seulement bien se connaître, il faut également bien connaître les autres : « Cette maxime qui dit que pour être sage il suffit de se bien connaître soi-même, est bonne pour les particuliers ; mais le souverain, pour être habile et bien servi, est obligé de connaître tous ceux qui peuvent être à la portée de la vue ».

#### Droit divin
Lors du sacre de Reims, le roi « est placé à la tête du corps mystique du royaume » et devient, au terme d'un processus commencé sous Philippe le Bel, le chef de l'Église de France. Le roi est le lieutenant de Dieu dans son pays et, d'une certaine façon, ne dépend que de lui. Dans son livre Mémoires pour l'instruction du dauphin, il note « Celui qui a donné des rois aux hommes a voulu qu'on les respectât comme ses lieutenants, se réservant à Lui seul le droit d'examiner leur conduite ». Chez Louis XIV, la relation à Dieu est première, son pouvoir venant directement de Lui. Il n'est pas d'abord humain (de jure humano) comme chez Francisco Suárez et Robert Bellarmin. Chez le Grand roi, la relation à Dieu ne doit pas être seulement « utilitaire ». Il déclare au dauphin « Gardez-vous bien, mon fils, je vous en conjure, de n'avoir de la religion que cette vue d'intérêt, très mauvaise quand elle est seule, mais qui d'ailleurs ne vous réussirait pas, parce que l'artifice se dément toujours et ne produit pas longtemps les mêmes effets que la vérité ».
Louis XIV est particulièrement attaché à trois hommes de Dieu : David, Charlemagne et Saint Louis. Il expose le tableau David jouant de la harpe dans son appartement à Versailles. Charlemagne est représenté aux Invalides et à la chapelle royale de Versailles. Enfin, il fait déposer au Château de Versailles des reliques de Saint Louis. Par contre, il n'aime guère être comparé à Constantin Ier (empereur romain) et fait transformer la statue équestre que Le Bernin a réalisée de lui en Constantin, en statue équestre de Louis XIV sous les traits de Marcus Curtius.

#### Pratique modérée de l'absolutisme

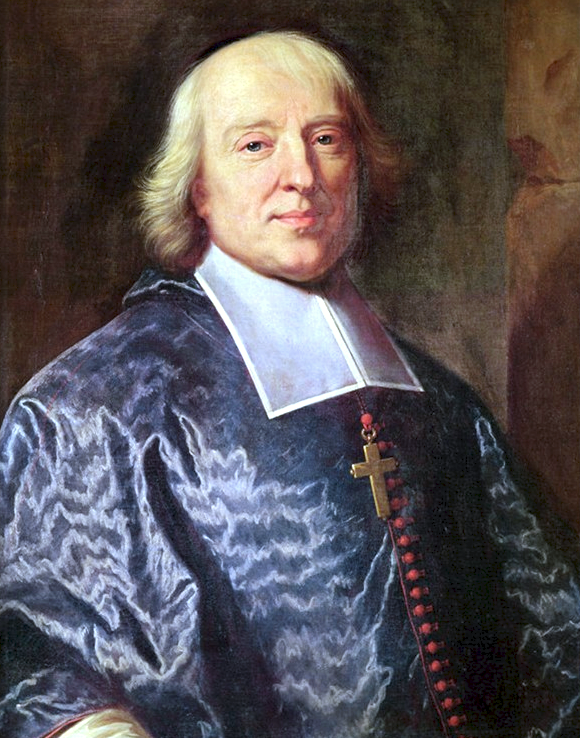
Portrait de Bossuet par Hyacinthe Rigaud.

Contrairement à la vision de Bossuet qui tend à assimiler le roi à Dieu, Louis XIV ne se considère que comme le lieutenant de Dieu pour ce qui concerne la France. À ce titre, il se voit comme l'égal du pape et de l'empereur. Dieu est pour lui un dieu vengeur, ce n'est pas le Dieu de douceur que commence à promouvoir François de Sales. C'est un Dieu qui, par l'intermédiaire de sa Providence, peut châtier de façon immanente ceux qui s'opposent à lui. En ce sens, la peur de Dieu vient limiter l'absolutisme.
Même chez Bossuet - un pro-absolutiste pour qui « Le prince ne doit rendre compte à personne de ce qu'il ordonne » - le pouvoir royal a des limites. Dans son livre Politique tirée des propres paroles de l'Écriture sainte, il écrit : « Les rois ne sont pas pour cela affranchis des lois ». En effet, la voie que doit suivre le roi est pour ainsi dire balisée : « Les rois doivent respecter leur propre puissance et ne l'employer qu'au bien public », « le prince n'est pas né pour lui-même mais pour le public », « Le prince doit pourvoir aux besoins du peuple ».
Louis XIV est plus politique et plus pragmatique que les grands ministres qui l'assistent pendant la première partie de son règne. Il se méfie d'ailleurs de leur absolutisme pré-technocratique. Parlant d'eux, il note en substance : « nous n'avons pas affaire à des anges mais à des hommes à qui le pouvoir excessif donne presque toujours à la fin quelque tentation d'en user ». À cet égard, il reproche à Colbert ses références répétées au cardinal de Richelieu. Cette pratique modérée est aussi visible chez les intendants qui recherchent le consensus avec les territoires dont ils ont la charge. Mais cette modération a son revers. Ne voulant pas recommencer les erreurs de la Fronde, Louis XIV est amené à composer avec les institutions traditionnelles, ce qui a pour conséquence d'empêcher une modernisation en profondeur du pays et de laisser se maintenir nombre « d'institutions désuètes et parasitaires ». Par exemple, si les magistrats doivent « rigoureusement se tenir à l'écart des zones sensibles de la politique royale comme la diplomatie, la guerre, la fiscalité ou les grâces », le corps de la magistrature n'est ni réformé, ni restructuré : au contraire, il est renforcé dans ses prérogatives. De même, alors qu'il veut rationaliser l'administration, les besoins financiers le poussent à vendre des offices, de sorte que, pour Roland Mousnier, la « monarchie est tempérée par la vénalité des offices ». Notons ici que, si pour Mousnier, malgré tout, Louis XIV est un révolutionnaire i.e un homme de changement, de réformes profondes, Roger Mettan dans Power and Factions in Louis XIV's France (1988) et Peter Campbell dans son Louis XIV (1994), le voient comme un homme dépourvu d'idée réformatrice.

#### La cour comme instrument de l'absolutisme
La cour permet de domestiquer la noblesse. Certes, elle n'attire que de 4 000 à 5 000 nobles, mais il s'agit des personnages les plus en vue du royaume. Revenus sur leur terre, ceux-ci imitent le modèle versaillais et répandent les règles du bon goût. Par ailleurs, la cour permet de surveiller les Grands et le roi prend bien soin d'être informé de tout. L'étiquette assez subtile qui la régit lui permet d'arbitrer les conflits et de répandre une certaine discipline. Enfin, la cour lui fournit un vivier où sélectionner le personnel de l'administration civile et militaire. Des règles de préséance byzantines renforcent l'autorité du roi en le laissant maître de décider ce qui doit être, tandis que s'installe une liturgie royale qui contribue à l'affirmation de son pouvoir divin.

#### Oppositions à l'absolutisme durant la Fronde

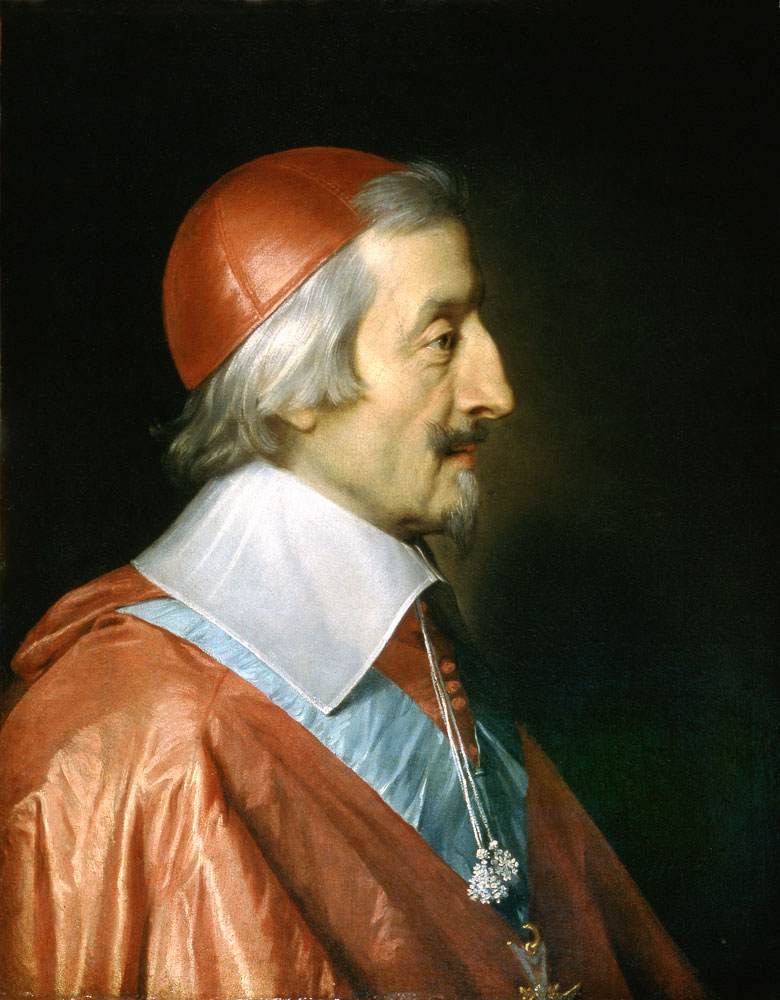
Le Cardinal de Richelieu par Philippe de Champaigne, musée des Beaux-Arts de Strasbourg.

Pour Michel Pernot, « La Fronde, tout bien pesé, est la conjonction de deux faits majeurs : d'une part l'affaiblissement de l'autorité royale pendant la minorité de Louis XIV ; d'autre part la réaction brutale de la société française à l'État moderne voulu par Louis XIII et Richelieu ». La grande noblesse, comme les petite et moyenne noblesses et les Parlements, ont des objections à avancer à la monarchie absolue, telle qu'elle se constitue. La grande noblesse est divisée par les ambitions de ses membres qui n'ont guère l'intention de partager le pouvoir et n'hésiteront d'ailleurs pas à combattre les petite et moyenne noblesses. Celle-ci vise à « instaurer en France la monarchie mixte ou Ständestaat, en donnant le premier rôle dans le royaume aux États généraux ». En cela, elle s'oppose aux Grands qui veulent surtout garder une influence forte dans les instances principales de l'État — en y siégeant eux-mêmes ou en y faisant siéger des fidèles — et aux Parlements qui ne veulent surtout pas entendre parler des États généraux.
Le Parlement n'est absolument pas un parlement au sens moderne. Il s'agit de « tribunaux d'appel jugeant en dernier ressort ». Les parlementaires sont propriétaires de leur charge, qu'ils peuvent transmettre à leur héritier moyennant le paiement d'une taxe appelée la paulette. Les lois, ordonnances, édits et déclarations doivent être enregistrés avant d'être publiés et appliqués. À cette occasion, les parlementaires peuvent émettre des objections ou « remontrances » quant au contenu, lorsqu'ils pensent que les lois fondamentales du royaume ne sont pas respectées. Pour faire plier le Parlement, le roi peut adresser une lettre de jussion, à laquelle le Parlement peut répliquer par des remontrances réitérées. Si le désaccord persiste, le roi peut utiliser la procédure du lit de justice et imposer sa décision. Les magistrats aspirent à « rivaliser avec le gouvernement dans les affaires politiques » et ce d'autant plus que, au même titre que le conseil du roi, ils émettent des arrêts. De nombreux magistrats sont opposés à l'absolutisme. Pour eux, le roi ne doit utiliser que sa « puissance réglée, c'est-à-dire limitée à la seule légitime ». Lors du lit de justice du 18 mai 1643, l'avocat général Omer Talon demande à la régente « de nourrir et élever sans entrave sa majesté dans l'observation des lois fondamentales et dans le rétablissement de l'autorité que doit avoir cette compagnie (c'est du Parlement qu'il s'agit), anéantie et comme dissipée depuis quelques années, sous le ministère du Cardinal de Richelieu ».

#### Oppositions à l'absolutisme après la Fronde
La crise financière du milieu des années soixante-dix est accompagnée d'une forte hausse de la fiscalité, autant par l'augmentation des taux que par la création de nouveaux impôts. Cela entraîne des révoltes dans le Bordelais et surtout en Bretagne (révolte du papier timbré), où les forces armées doivent rétablir l'ordre. Le Languedoc et la Guyenne connaissent une conspiration animée par Jean-François de Paule, seigneur de Sardan, soutenu par Guillaume d'Orange. Cette conspiration est assez vite étouffée. Toutefois, si l'on considère qu'en France les révoltes ont de tout temps été chose courante, force est de constater qu'elles sont rares sous le règne de Louis XIV. Cela tient pour beaucoup au fait que, contrairement à ce qui s'est passé durant la Fronde, elles ne reçoivent que peu de soutien de la noblesse — en dehors du complot de Latréaumont — car celle-ci est employée dans les armées du roi ou occupée à la cour. Par ailleurs, le roi dispose d'une force armée qu'il peut déployer rapidement et la répression est rigoureuse. Malgré cela, le poids de l'opinion publique reste fort. En 1709, période de famine et de défaite militaire, elle contraint le monarque à se séparer de son secrétaire d'État à la Guerre, Michel Chamillart.

### Gouvernement royal

#### Obéissance des Provinces et des Parlements

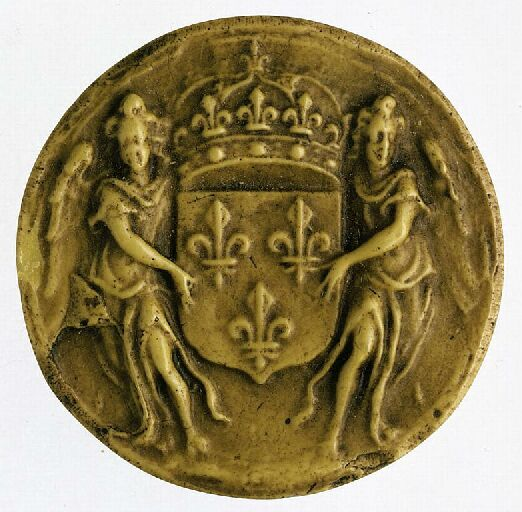
Moulage du contre-sceau du grand sceau de, roi de France. Archives nationales SC-D116bis.

Le roi se fait très tôt obéir par les Provinces : en réponse aux révoltes de la Provence (Marseille en particulier), le jeune Louis XIV envoie le duc de Mercœur pour réduire la résistance et réprimer les rebelles. Le 2 mars 1660, le roi étant entré dans la ville par une brèche ouverte dans les remparts, il change le régime municipal et soumet le Parlement d'Aix. Les mouvements de contestation en Normandie et en Anjou se terminent en 1661. Malgré le déploiement de force, l'obéissance est « plus acceptée qu'imposée »,.
Le jeune souverain impose son autorité aux Parlements. Dès 1655, il impressionne les parlementaires en intervenant, en costume de chasse et le fouet à la main, pour faire cesser une délibération. Le pouvoir des Parlements est diminué par la mise en place de lits de justice sans la présence du roi, ainsi que par la perte de leur titre de « cour souveraine » en 1665, et par la limitation, en 1673, de leur droit de remontrance.

#### Réorganisation administrative et financière
La première partie du règne de Louis XIV est marquée par de grandes réformes administratives et surtout par une meilleure répartition de la fiscalité. Les douze premières années voient le pays en paix retrouver une relative prospérité. On passe progressivement d'une monarchie judiciaire (où la principale fonction du roi est de rendre justice) à une monarchie administrative (le roi est à la tête de l'administration) ; de grandes ordonnances administratives accentuent le pouvoir royal : les terres sans seigneur deviennent terres royales, ce qui permet la réorganisation fiscale et celle des droits locaux. Le roi crée le Code Louis en 1667, stabilisant la procédure civile, l'ordonnance criminelle en 1670, l'ordonnance sur le fait des eaux et forêts (étape cruciale de la réorganisation des Eaux et Forêts) et l'édit sur les classes de la Marine en 1669, l'ordonnance de commerce en 1673…
Le conseil royal est divisé en plusieurs conseils, d'importance et de rôles divers. Le Conseil d'en haut traite des affaires les plus graves ; le Conseil des dépêches, de l'administration provinciale ; le Conseil des finances, des finances comme son nom l'indique ; le Conseil des parties, des causes judiciaires ; le Conseil du commerce, des affaires commerciales et enfin le Conseil des consciences est chargé des religions catholique et protestante. Louis XIV ne veut pas qu'il y ait des princes de sang ni de duc aux conseils, se souvenant des problèmes rencontrés lors de la Fronde lorsqu'ils siégeaient à ces conseils. Les décisions du roi sont préparées dans un certain secret. Les édits sont rapidement enregistrés par les Parlements, puis rendus publics dans les provinces où les intendants, ses administrateurs, prennent de plus en plus le pas sur les gouverneurs, issus de la noblesse d'épée.
| Conseil du roi ou étroit, il se compose de trois Conseils                               | Rôles |

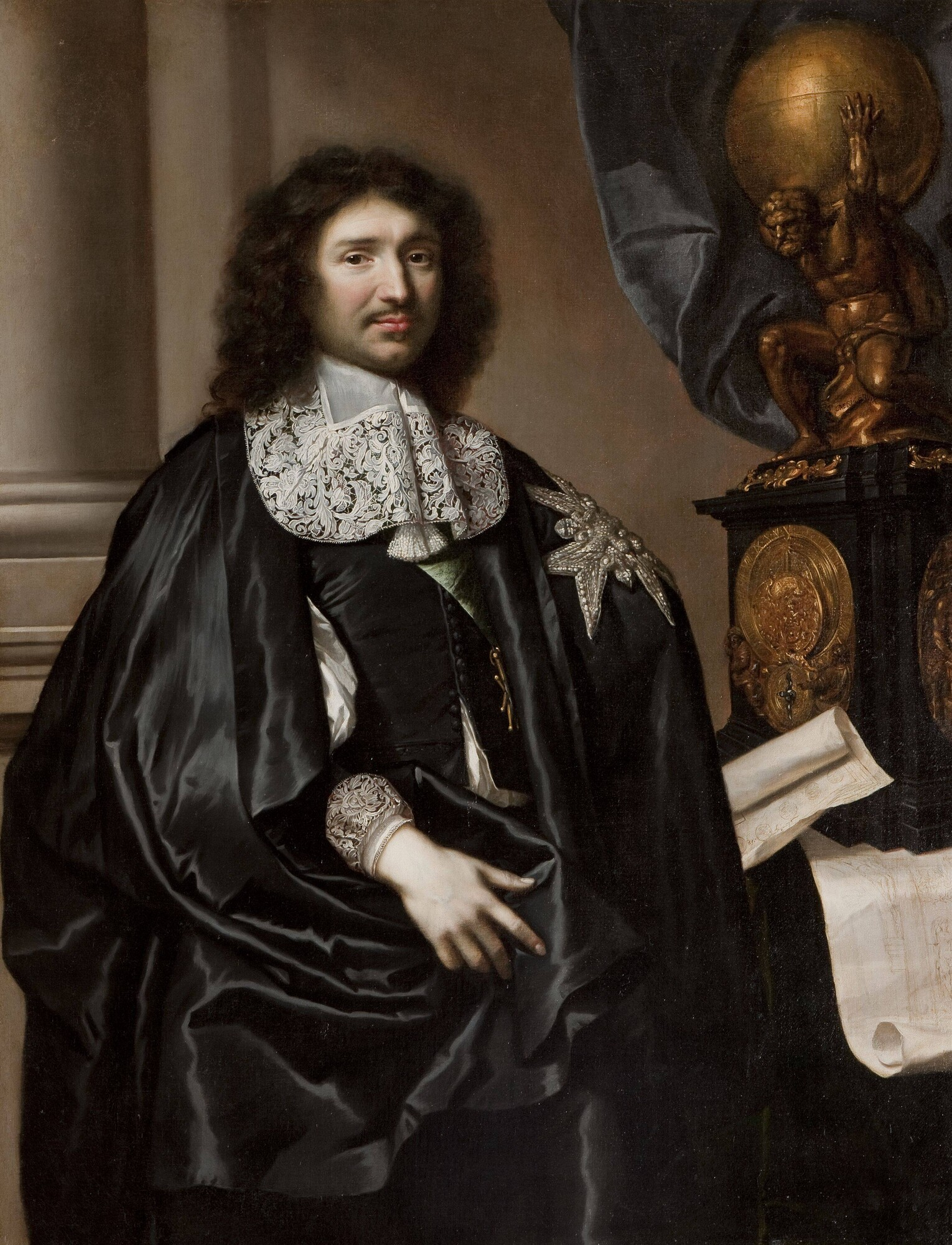
Jean-Baptiste Colbert succède à Fouquet après avoir organisé son « élimination ».

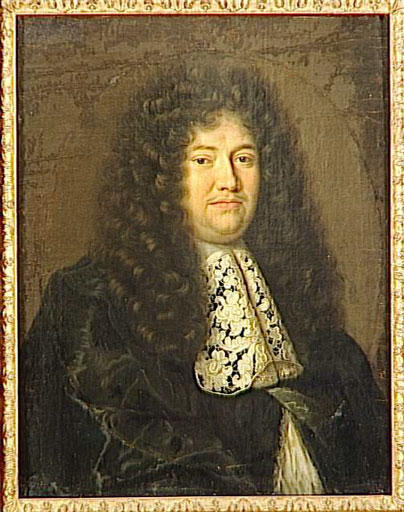
François-Michel Le Tellier, marquis de Louvois, secrétaire d'État à la Guerre, rival de Colbert au sein du conseil royal.

| Conseil d'En-haut Composé de ministres d'État que seul le roi peut convoquer            | Vrai gouvernement, il traite les plus hautes affaires politiques et diplomatiques. Il se réunit trois fois par semaine. |
| Conseil des finances ou royal Contrôleur général, deux ou trois intendants des finances | Il a repris les affaires de la surintendance. Il comprend le roi, un chef du conseil et trois conseillers, dont un intendant des finances. Il établit le budget, dresse les baux de fermes, répartit la taille. Il se réunit trois fois par semaine. |
| Conseil des dépêches Les quatre secrétaires d'État                                      | Étudie les rapports des intendants et des gouverneurs et en établit les réponses. |

| Les autres conseils                                                                                     | Rôles |
| Conseil des parties ou privé 30 conseillers d'État, 98 maîtres des requêtes                             | Haute Cour de justice, questions administratives. Le roi n'y assiste presque jamais, laissant la présidence au Chancelier. |
| Conseil du commerce 12 négociants élus, 6 officiers                                                     | Vie économique. Existence éphémère 1664-1676, n'a réellement fonctionné que trois ou quatre ans. Il sera remplacé en 1700 par un bureau du commerce, simple commission du conseil privé qui préparera l'édit de 1701 permettant aux nobles de pratiquer le commerce en gros sans déroger. |
| Conseil de conscience, présidé par le roi Confesseur du roi, archevêque de Paris, et un ou deux prélats | Questions religieuses et nominations aux bénéfices vacants. |

| Les Ministres | Rôles |
| Le Chancelier (inamovible)                                                                                              | Justice |
| Le contrôleur général des finances (amovible) Charge créée en 1665                                                      | Grand administrateur de la vie financière et économique |
| Les quatre secrétaires d'État (amovibles) - des Affaires étrangères - de la Guerre - de la Marine - de la Maison du roi | Ils se partagent aussi la France en quatre secteurs, où ils exercent les fonctions de ministre de l'intérieur, de même que le contrôleur général des finances. |

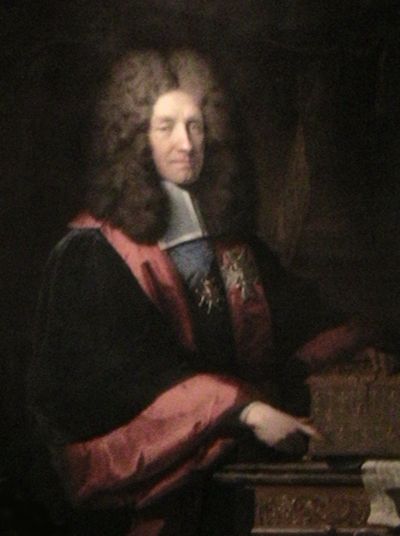
Portrait de Louis Phélypeaux de Pontchartrain (1643-1727), un ministre clé de la fin du règne de.

À partir de la création du Conseil royal des finances (12 septembre 1661) les finances, dirigées désormais par un contrôleur général, en l'occurrence Colbert, supplantent la justice en tant que première préoccupation du Conseil d'en haut. Celui qui aurait normalement dû être chargé de la justice, le chancelier François-Michel Le Tellier de Louvois, finit lui-même par délaisser la justice pour se consacrer essentiellement aux affaires de guerre. Au fil du temps, deux clans dans l'administration se constituent, rivalisent et cohabitent. Le clan Colbert gère tout ce qui touche à l'économie, la politique étrangère, la marine et la culture, alors que le clan Le Tellier-Louvois a la mainmise sur la Défense. Le roi fait ainsi sienne la devise « diviser pour mieux régner ».
Jusqu'en 1671, alors que s'amorcent les préparatifs de la guerre de Hollande, le clan Colbert domine. Cependant, les réticences de Colbert, à nouveau résistant devant de grandes dépenses, commencent à le discréditer aux yeux du roi. De plus, l'écart d'âge entre Colbert (52 ans à l'époque) et le roi (33 ans) pousse presque naturellement le souverain à se rapprocher de Louvois, qui n'a que 30 ans et la même passion : la guerre. Jusqu'en 1685, c'est le clan Louvois qui est le plus influent. En 1689, Louis II Phélypeaux de Pontchartrain, nommé contrôleur général avant de devenir secrétaire d'État (1690), s'impose à la première place. En 1699, il est élevé à la dignité de chancelier, tandis que son fils Jérôme lui succède.
En 1665, la fonction publique ne compte que 800 membres appointés (membres des conseils, secrétaires d'État, conseillers d'État, maîtres des requêtes et commis) alors qu'elle compte 45 780 officiers de finance, de justice et de police propriétaires de leur charge.

#### Relations avec Paris

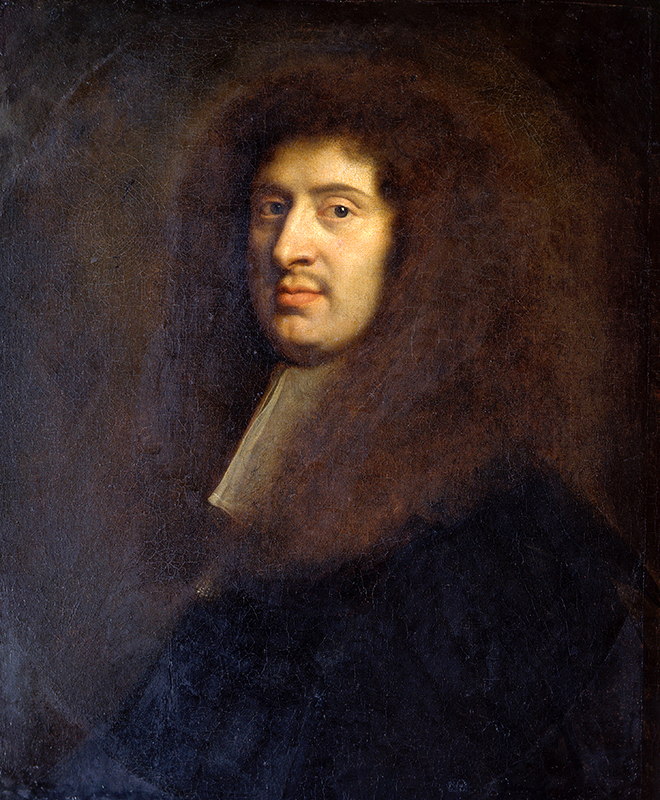
Gabriel Nicolas de La Reynie (1625-1709), premier lieutenant général de police de Paris, est considéré comme le père de la police judiciaire française.

Le jeune roi se méfie de Paris, une ville qu'il a vu se révolter et qu'il ne quitte pour Versailles qu'en 1682. La ville est perçue comme une concentration dangereuse d'épidémies, d'incendies, d'inondations, d'encombrements et désordres de tout genre. Elle attire des individus qui espèrent vivre mieux auprès des riches : escrocs, brigands, voleurs, mendiants, infirmes, hors-la-loi, paysans sans terre et autres déshérités. La Cour des Miracles, le plus célèbre de ses ghettos incontrôlables, compterait 30 000 individus, soit 6 % de la population parisienne.
L'édit de fondation de l'hôpital général de Paris (27 avril 1656), dit de « Grand Renfermement », a pour objet d'éradiquer la mendicité, le vagabondage et la prostitution. Conçu sur le modèle de l'hospice de la Charité établi en 1624 à Lyon, il est desservi par la compagnie du Saint-Sacrement en trois établissements (la Salpêtrière, Bicêtre et Sainte-Pélagie). Mais, en dépit des peines et des expulsions prévues pour ceux qui ne regagnent pas l'hôpital, cette mesure, qui horrifie Vincent de Paul, est un échec, faute d'effectifs suffisants pour la faire appliquer. De plus, la police est disséminée en différentes factions qui rivalisent entre elles. La situation, mal maîtrisée, empire et « on rapporte que le roi n'en dort plus la nuit ».
Le 15 mars 1667, Colbert nomme l'un de ses proches, La Reynie à la charge de la lieutenance générale de police qui vient d'être créée. Intègre et travailleur, La Reynie a déjà participé au conseil de réforme de la justice. L'ordonnance civile de Saint-Germain-en-Laye (3 avril 1667) organise un contrôle précis des affaires intérieures. Elle vise une approche globale de la criminalité, notamment en fusionnant les quatre services de police de Paris. Les attributions de La Reynie, nommé en 1674 Lieutenant général de police, sont étendues : maintien de l'ordre public et des bonnes mœurs, ravitaillement, salubrité (ébouage, pavage des rues, fontaines d'eau, etc.), sécurité (rondes, éclairage des rues par des lanternes, lutte contre la délinquance et les incendies, liquidation des « zones de non-droit »… Son service a la confiance du gouvernement royal, et s'occupe donc également des grandes et petites affaires criminelles dans lesquelles de hauts aristocrates pourraient être mêlés : complot de Latréaumont (1674), affaire des poisons (1679-1682), etc..
La Reynie s'acquitte de cette tâche épuisante avec intelligence pendant 30 ans, jusqu'en 1697 et instaure à Paris une « sécurité inconnue ». Mais peu avant son retrait, la situation commence à se dégrader. Le marquis d'Argenson, qui lui succède, est un homme rigoureux et sévère qui entreprend une intransigeante remise en ordre, l'administration royale se faisant plus répressive. Il instaure une sorte de police secrète d'État, qui semble servir les intérêts des puissants et accentuer le despotisme d'un règne vieillissant. Ses services lui valent, en 1718, lors de la Régence, la place enviée de garde des Sceaux.

### Homme de guerre

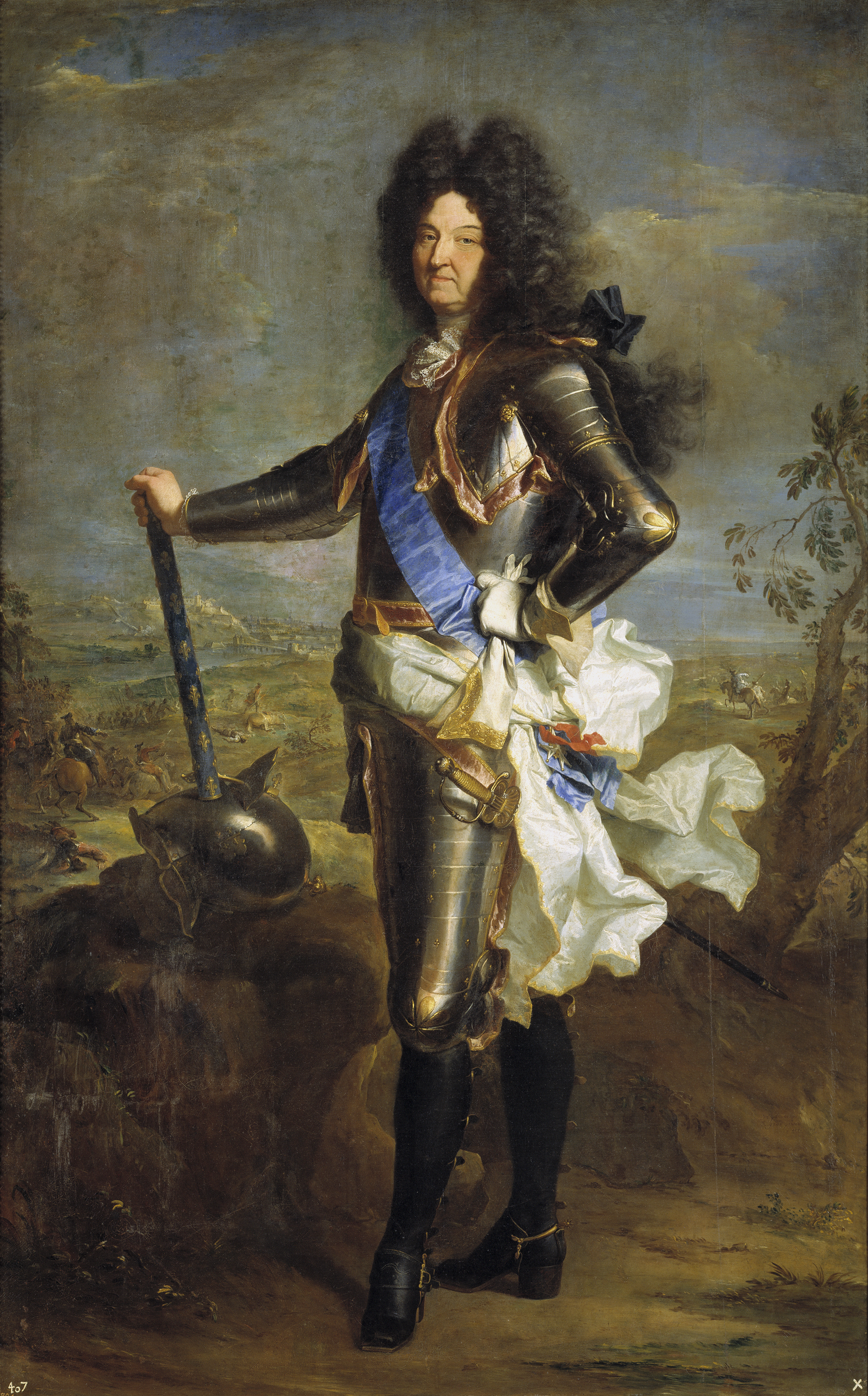
représenté en chef des armées par Hyacinthe Rigaud en 1701.

Louis XIV a consacré près de trente-trois ans de règne sur cinquante-quatre à faire la guerre. Sur son lit de mort, il confesse au futur Louis XV « j'ai souvent entrepris la guerre trop légèrement et l'ai soutenue par vanité ». De fait, les dépenses militaires, notamment en temps de guerre, ont accaparé la part la plus importante du budget de l'État (jusqu'à près de 80 % en 1692). Il reçoit une formation militaire poussée sous la conduite de Turenne. À vingt ans, il participe à la bataille des Dunes à Dunkerque (23 juin 1658), où ses troupes, conduites par Turenne, remportent une victoire décisive contre Condé et l'Espagne.

#### Réorganisation de l'armée
La réorganisation de l'armée est rendue possible par celle des finances. Si Colbert a réformé les finances, c'est Michel Le Tellier puis son fils, le marquis de Louvois, qui aident le roi à réformer l'armée. Les réformes portent notamment sur l'unification des soldes, la création de l'hôtel des Invalides (1670) et la réforme du recrutement. Cela a pour effet de réduire le taux de désertions et d'augmenter le niveau de vie du personnel militaire. Le roi charge également Vauban de construire une ceinture de fortifications autour du territoire (politique du pré carré). Au total, au cœur de son règne, le Royaume dispose d'une armée de 200 000 hommes, ce qui en fait de loin la première armée d'Europe, capable de tenir tête à des coalitions rassemblant de nombreux pays européens. Lors de la guerre de Hollande (1672-1678), l'armée aligne environ 250 000 hommes, elle en aligne 400 000 lors des guerres de Neuf Ans (1688-1696) et de Succession d'Espagne (1701-1714). Le financement des armées en campagne est assuré, pour environ un quart, par les contributions payées par les territoires étrangers où elles interviennent.

#### Marine

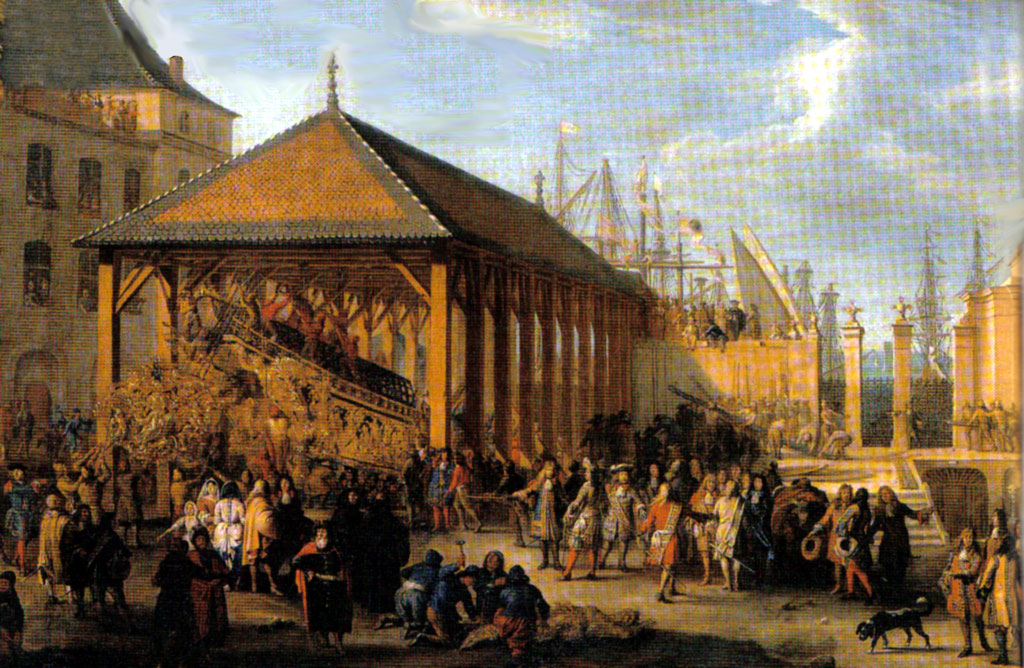
Représentants de l'État visitant la galère la Réale en construction à l'arsenal de Marseille. Tableau attribué à Jean-Baptiste de La Rose.

À la mort de Mazarin, en 1661, la marine royale, ses ports et ses arsenaux sont en piteux état. Seule une dizaine de vaisseaux de ligne est en état de fonctionnement, alors que la Marine anglaise en compte 157, dont la moitié sont des vaisseaux importants, embarquant de 30 à 100 canons. Pour sa part, la flotte de la république des Provinces-Unies compte 84 vaisseaux.
Contrairement à une idée très répandue, Louis XIV s'intéresse personnellement aux questions navales et contribue avec Colbert à l'essor de la marine de guerre française. Le 7 mars 1669, il crée le titre de secrétaire d'État à la Marine et nomme officiellement Colbert premier titulaire du poste. Malgré tout, pour le roi, le plus important in fine n'est pas la mer, mais la terre, car c'est là, selon lui, qu'on acquiert la grandeur.
Colbert et son fils vont mobiliser des ressources humaines, financières et logistiques sans précédent, permettant de créer presque ex nihilo une puissance militaire navale de premier rang. À la mort du ministre, en 1683, la « Royale » compte 112 vaisseaux et dépasse de quarante-cinq unités la Royal Navy, mais les officiers, du fait de la relative jeunesse de la flotte, manquent souvent d'expérience.
Si la marine intervient dans les conflits et joue un rôle important dans les tentatives de restaurer Jacques II d'Angleterre, elle est aussi utilisée dans la lutte contre les barbaresques. Si l'expédition de Djidjelli de novembre 1664, destinée à mettre fin au piratage des barbaresques en Méditerranée, se solde par un échec cuisant, les expéditions de 1681 et de 1685 de l'escadre d'Abraham Duquesne permettent de détruire de nombreux navires dans la baie d'Alger.

#### Guerres menées
Louis XIV engage le royaume dans une multitude de guerres et batailles :
|                                | Date                               | Allié(s)                                                                   | Ennemi(s) | Casus belli | Issue |
| Guerre de Dévolution           | 1667-1668                          | Aucun                                                                      | Espagne, À partir de 1668 : Angleterre, Provinces-Unies, Suède                                                          | Non-paiement à la France de la dot de l'infante d'Espagne, Marie-Thérèse. | Traité d'Aix-la-Chapelle (1668) |
| Guerre de Hollande             | 1672-1678                          | Angleterre, Suède, Électorat de Cologne, Principauté épiscopale de Münster | Provinces-Unies, Saint-Empire, Espagne, Brandebourg, Danemark-Norvège                                                   | Après la guerre de Dévolution, Louis XIV croit devoir se débarrasser de la Triple-Alliance de La Haye, et surtout des Provinces-Unies s'il veut continuer à conquérir les territoires espagnols. | Traité de Nimègue et Traité de Westminster |
| Guerre des Réunions            | 26 octobre 1683 - 15 août 1684     | Aucun                                                                      | Espagne | La France exige les territoires ruraux des alentours des villes conquises lors des guerres de Dévolution et de Hollande, ainsi que le dicte la coutume.                                          | Victoire française et Trêve de Ratisbonne |
| Guerre de la Ligue d'Augsbourg | 24 septembre 1688 - septembre 1697 | Jacobites, Empire ottoman                                                  | Ligue d'Augsbourg : Provinces-Unies, Angleterre, Saint-Empire, Savoie, Espagne, Suède (jusqu'en 1691), Portugal, Écosse | Dans le cadre de sa politique des Réunions,Louis XIV prend possession de divers territoires, dont Strasbourg et les Trois-Évêchés.                                                               | Traités de Ryswick : Louis XIV reconnaît Guillaume III d'Orange comme roi d'Angleterre, d'Écosse et d'Irlande.                                                                                                  |
| Guerre de Succession d'Espagne | 1701-1714                          | Espagne, Électorat de Bavière, Électorat de Cologne                        | Provinces-Unies, Angleterre, Saint-Empire, Savoie, Portugal, Autriche, Prusse, Aragon, camisards                        | Louis XIV accepte le testament de Charles II d'Espagne, qui fait du duc d'Anjou, petit-fils de Louis XIV et de l'infante d'Espagne, le roi d'Espagne.                                            | Traité d'Utrecht : Philippe d'Anjou est reconnu comme roi d'Espagne mais renonce à ses droits de succession au trône de France. Traité de Rastatt : signé entre le Royaume de France et l'Archiduché d'Autriche |

Ces guerres agrandissent considérablement le territoire : sous le règne de Louis XIV, la France conquiert la Haute-Alsace, Metz, Toul, Verdun, le Roussillon, l'Artois, la Flandre française, Cambrai, le comté de Bourgogne, la Sarre, le Hainaut et la Basse-Alsace. Toutefois, revers de la médaille, cette politique pousse les autres pays européens, inquiets de cette volonté de puissance, à s'allier de plus en plus souvent contre la France. Si celle-ci reste puissante sur le continent, elle est donc relativement isolée, tandis que l'Angleterre connaît une prospérité économique croissante et qu'un sentiment national commence à poindre en Allemagne.

## Politique étrangère

Territoire sous règne français et conquêtes de 1643 à 1715.

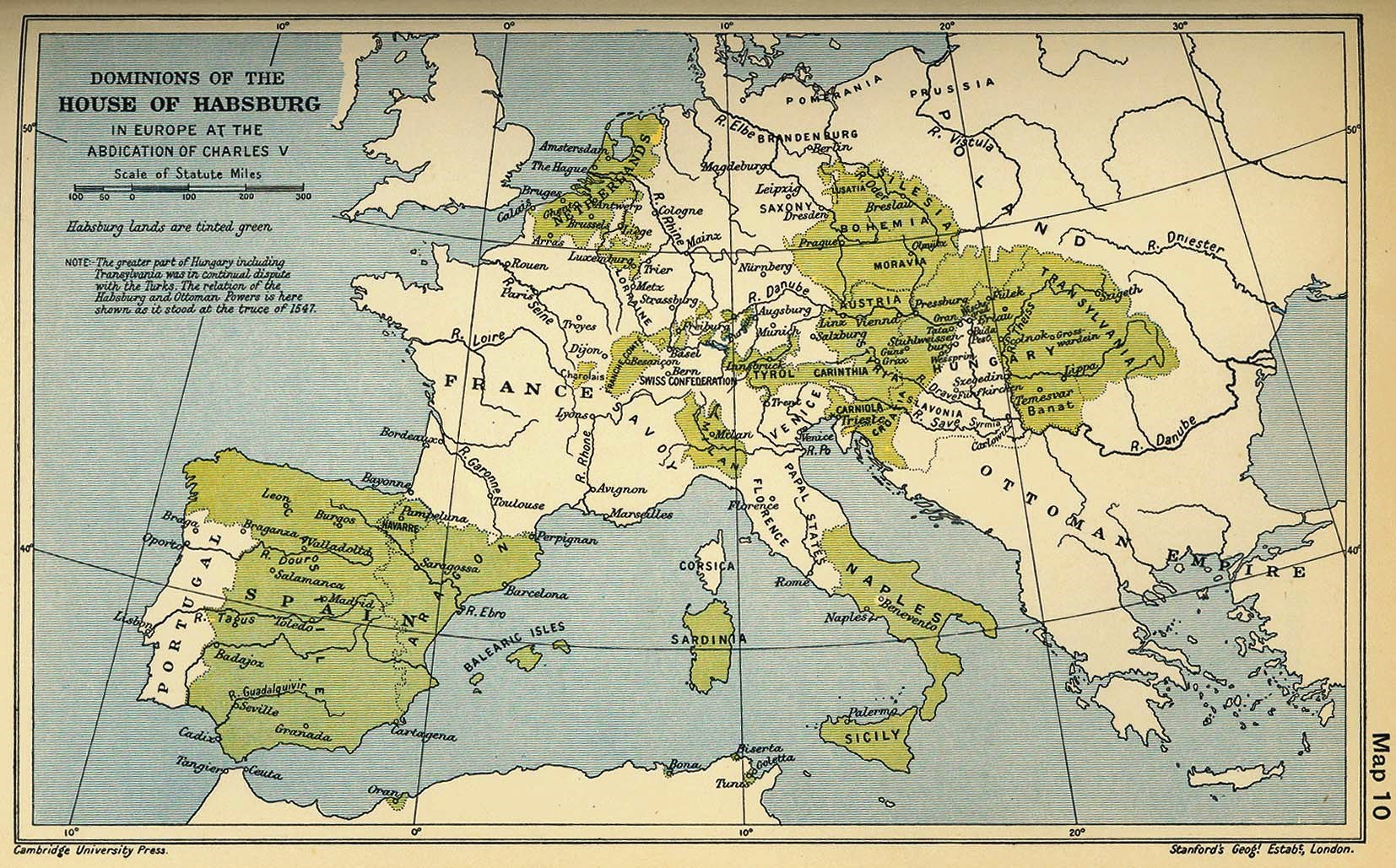
Possessions des Habsbourg en 1556.

Louis XIV poursuit d'abord la stratégie de ses prédécesseurs depuis François Ier pour dégager la France de l'encerclement hégémonique des Habsbourg en Europe, en menant une guerre continuelle contre l'Espagne, en particulier sur le front des Flandres. Toutefois, les guerres d'après les traités de Westphalie s'inscrivent dans un cadre différent. La France est alors perçue comme une menace par les autres pays et doit faire face à deux nouvelles puissances montantes : l'Angleterre protestante et les Habsbourg d'Autriche.

### Domaine réservé du roi
La politique étrangère est un domaine où le monarque s'implique personnellement. Il écrit dans ses mémoires : « On me vit traiter immédiatement avec les ministres étrangers, recevoir les dépêches, faire moi-même une partie des réponses et donner à mes secrétaires la substance des autres ». Un des grands moteurs de la politique étrangère de Louis XIV est la recherche de la gloire. Pour lui, la gloire n'est pas seulement une question d'amour-propre, mais tient aussi au désir de s'inscrire dans la lignée des hommes dont le souvenir perdure à travers les siècles. Un de ses premiers objectifs est de protéger le territoire national, le pré carré de Vauban. Le problème est que cette politique est vue, notamment après 1680 quand la puissance de la France s'affirme, comme une menace par les autres pays européens.
Pour mener cette politique, le roi s'entoure de collaborateurs de talent, tels Hugues de Lionne (1656-1671), puis Simon Arnauld de Pomponne (1672-1679), auquel succède Charles Colbert de Croissy (1679-1691), plus brutal et plus cynique, avant que Pomponne ne revienne en 1691, lorsqu'une politique plus accommodante est jugée nécessaire. Le dernier responsable des affaires étrangères, Jean-Baptiste Colbert de Torcy, fils de Colbert, est considéré par Jean-Christian Petitfils comme « un des plus brillants ministres des Affaires étrangères de l'ancien régime ».
La France dispose alors de quinze ambassadeurs, quinze envoyés et deux résidents dont certains sont d'excellents négociateurs. Autour d'eux gravitent des négociateurs officieux et des agents secrets parmi lesquels un certain nombre de femmes, telles la baronne de Sack, Madame de Blau ainsi que Louise de Keroual, qui devient la maîtresse de Charles II (roi d'Angleterre),. L'arme financière est aussi utilisée : bijoux offerts aux femmes ou maîtresses de puissants, attribution de pensions, etc. Deux ecclésiastiques, Guillaume-Egon de Fürstenberg, qui devint abbé de Saint-Germain-des-Prés, et son frère, figurent en tête de liste des pensionnés.
Si le roi est d'abord préoccupé par les affaires européennes, il s'intéresse également aux colonies françaises en Amérique, sans négliger l'Asie et l'Afrique. En 1688, il envoie des jésuites français auprès de l'empereur chinois et amorce ainsi les relations sino-françaises. Après avoir reçu en 1701 une lettre du négus Iyasou Ier d'Éthiopie à la suite du périple de Jacques-Charles Poncet, il envoie une ambassade sous la conduite de Lenoir Du Roule dans l'espoir de nouer des relations diplomatiques. Ce dernier et ses compagnons sont cependant massacrés en 1705 à Sennar.

### Alliance traditionnelle contre les Habsbourg (1643-1672)

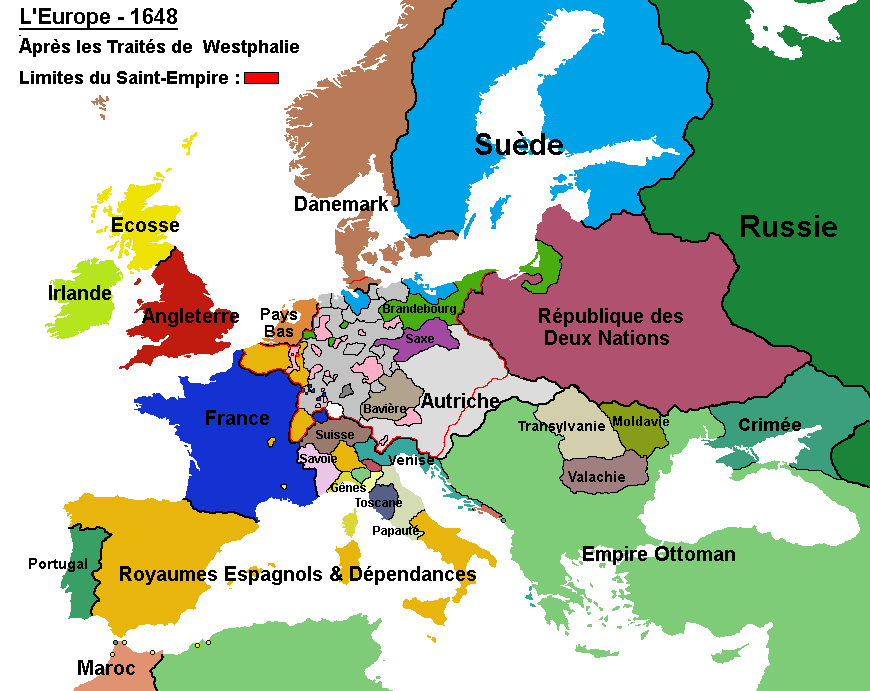
Carte simplifiée de l'Europe après la paix de Westphalie en 1648.

Dans un premier temps, pour se dégager de l'encerclement des Habsbourg, le jeune Louis XIV avec son ministre Mazarin fait alliance avec les principales puissances protestantes, reprenant ainsi la politique de ses deux prédécesseurs et de Richelieu.
Cette guerre franco-espagnole connaît plusieurs phases. Quand le règne débute, la France soutient directement les puissances protestantes contre les Habsbourg, notamment lors de la guerre de Trente Ans. Les traités de Westphalie signés en 1648 voient le triomphe du dessein européen de Richelieu. L'empire des Habsbourg est coupé en deux, avec d'un côté la maison d'Autriche et de l'autre l'Espagne, tandis que l'Allemagne reste divisée en multiples États. Par ailleurs, ces traités sanctionnent la montée en puissance des États nationaux et instaurent une forte distinction entre la politique et la théologie, raisons pour lesquelles, le pape Innocent X est fortement opposé à ce traité. Les processus ayant mené à ces traités serviront de base aux congrès multilatéraux des deux siècles à venir.
Durant la Fronde, l'Espagne tente d'affaiblir le roi en soutenant la révolte militaire du Grand Condé (1653) contre Louis XIV. En 1659, des victoires françaises et une alliance avec les puritains anglais (1655-1657) et les puissances allemandes (Ligue du Rhin) imposent à l'Espagne le traité des Pyrénées (soudé par le mariage entre Louis XIV et l'infante en 1659). Le conflit reprend à la mort du roi d'Espagne (1665) quand Louis XIV entame la guerre de Dévolution : au nom de l'héritage de son épouse, le roi réclame que des villes frontalières du royaume de France, en Flandre espagnole, lui soient dévolues.
À l'issue de cette première période, le jeune roi est à la tête de la première puissance militaire et diplomatique d'Europe, s'imposant même au pape. Il a agrandi son royaume vers le nord (Artois, achat de Dunkerque aux Britanniques) et conservé, au sud, le Roussillon. Sous l'influence de Colbert, il a aussi construit une marine et agrandi son domaine colonial pour combattre l'hégémonie espagnole.

### Guerre de Hollande (1672-1678)
La guerre de Hollande est souvent considérée comme « l'une des erreurs les plus graves du règne » et les historiens ont beaucoup glosé sur les raisons de cette guerre. Louis XIV a-t-il fait la guerre à la Hollande parce qu'elle est un des pivots de la propagande anti-française et qu'on y imprime des écrits sur sa vie scandaleuse et son arbitraire ? Ou bien parce que la Hollande est alors la puissance maritime dominante ainsi qu'un grand centre financier ? S'agit-il d'un conflit opposant les Hollandais protestants aux Français catholiques ? Pour l'auteur américain Paul Somino, il s'agit surtout, chez le roi, de poursuivre un rêve de gloire.

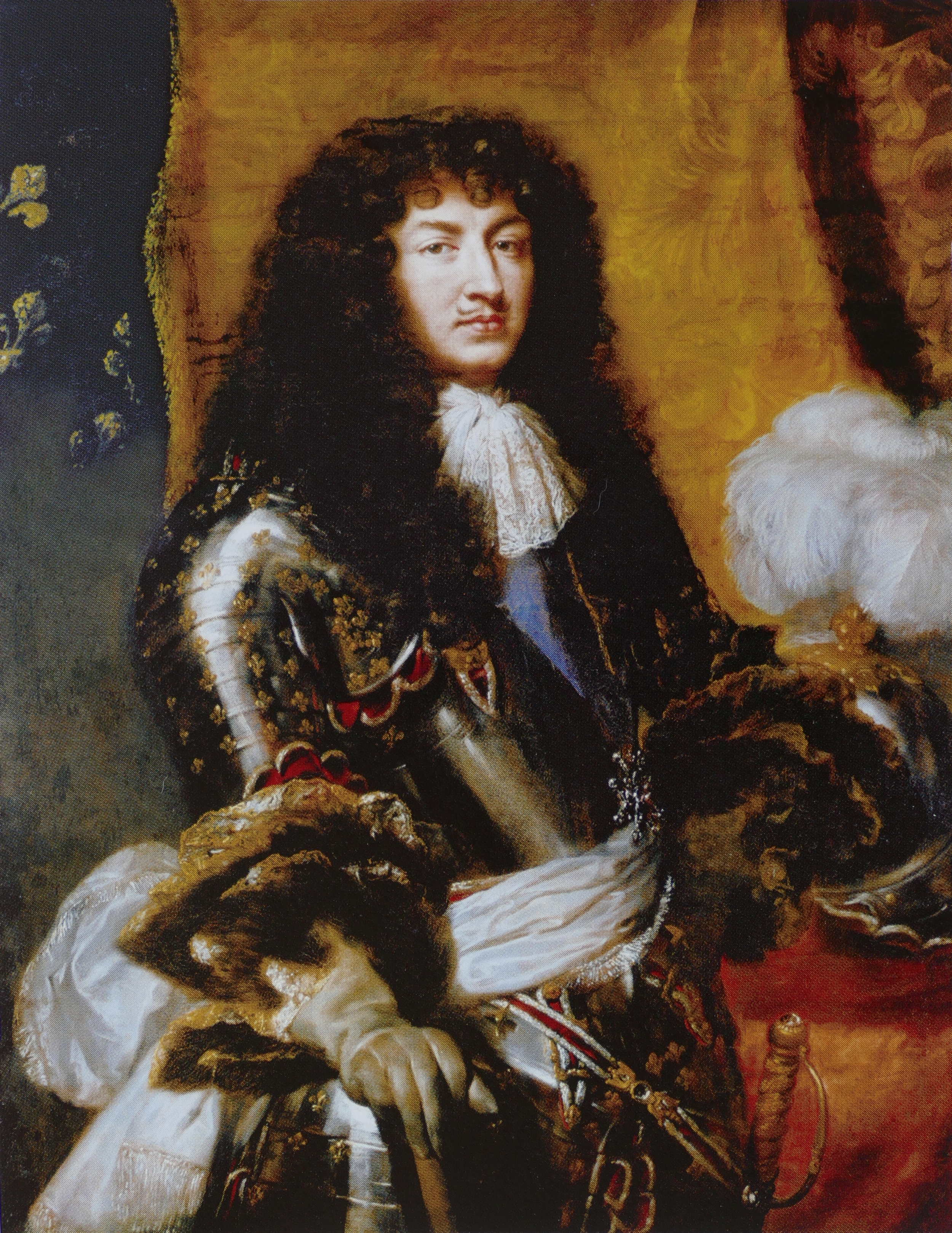
portant la moustache « à la royale », portrait de 1670 par Claude Lefèbvre.

Ni Le Tellier ni Louvois ne sont les instigateurs de cette guerre, même s'ils s'y rallient. De même, Colbert s'y oppose au début, car cela menace la stabilité économique du royaume. En fait, le mauvais génie pourrait bien avoir été Turenne qui pense que la guerre sera courte, ce dont le Grand Condé doute.
Au départ, les victoires succèdent aux victoires jusqu'à ce que les Hollandais ouvrent les écluses et inondent le pays, arrêtant la progression des troupes. Les Hollandais proposent alors la paix à des conditions avantageuses pour les Français, qui malgré tout refusent. La situation de blocage amène une révolution du peuple hollandais contre l'oligarchie temporisatrice et porte au pouvoir Guillaume d'Orange, un adversaire d'autant plus redoutable qu'il deviendra roi d'Angleterre. L'Espagne et plusieurs États allemands se mettent alors à aider la Hollande. Les massacres de population auxquels le maréchal de Luxembourg laisse ses troupes se livrer, servent la propagande anti-française de Guillaume d'Orange.
En mer, les forces alliées anglo-françaises ne sont pas très heureuses face à la Marine hollandaise ; sur terre, en revanche, le roi remporte une victoire en prenant la ville de Maëstricht. Mais cette victoire renforce la détermination des autres pays qui commencent à craindre la puissance française. En Angleterre en 1674, Charles II, menacé par le Parlement anglais, fait défection. Dès 1674, des négociations sont envisagées, qui ne débuteront réellement qu'en mai 1677 à Nimègue.
Par les Traités de Nimègue, la France reçoit « la Franche-Comté, le Cambrésis, une partie du Hainaut avec Valenciennes, Bouchain, Condé-sur-l'Escaut et Maubeuge, une partie de la Flandre maritime avec Ypres et Cassel, et le reste de l'Artois qui lui manquait ».
Mais ce traité défavorable à l'Empereur rompt la politique de Richelieu et de Mazarin qui visaient à ménager les États germaniques. En conséquence, si le peuple français de même que les grands seigneurs applaudissent le roi et si les élus parisiens lui décernent le titre de Louis le Grand, cette paix est porteuse de menaces futures.

### Réunions (1683-1684)

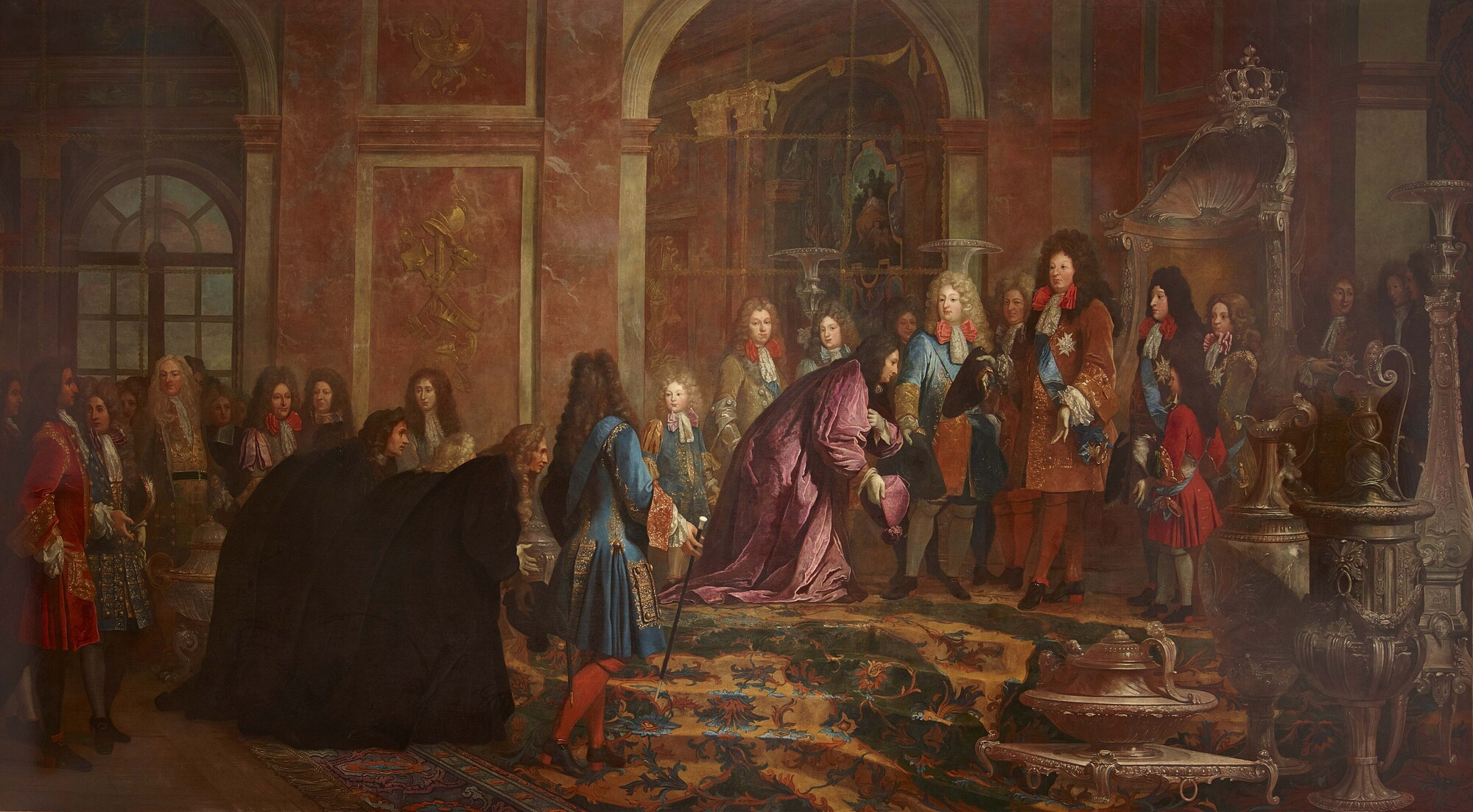
Le 15 mai 1685 : le doge de Gênes est contraint de venir s'excuser dans la galerie des Glaces de Versailles (par Claude Guy Hallé, château de Versailles).

Comme les traités précédents ne définissent pas exactement les frontières des nouvelles possessions, Louis XIV veut profiter de sa puissance pour rattacher à la France tous les territoires ayant un jour relevé de la souveraineté des villes ou territoires nouvellement acquis. À cet effet, des magistrats étudient les actes passés afin d'interpréter les traités au mieux des intérêts français. En Franche-Comté, par exemple, une chambre du Parlement de Besançon est chargée de cette tâche. Le cas le plus délicat est celui de Strasbourg, une ville libre. Au départ, Louis XIV modère ses juristes sur ce cas. Toutefois, lorsqu'un général de l'Empire se rend dans cette ville, il change d'avis et, à l'automne 1681, décide de l'occuper. Cette politique inquiète. En 1680, l'Espagne et l'Angleterre signent un pacte d'entraide. Louis XIV menace alors Charles II d'Angleterre de publier les termes du traité secret de Douvres qui le lie à la France et lui octroie des espèces sonnantes et trébuchantes, ce qui le fait changer d'avis. L'inquiétude persiste en Allemagne, même si la France accorde des subsides à des États comme le Brandebourg. Enfin, Louis XIV ne joue pas réellement franc-jeu avec l'Autriche qu'il soutient officiellement, tout en ménageant l'ennemi ottoman qui menace Vienne en 1683. Finalement, la Trêve de Ratisbonne confirme pour vingt ans la plupart des avancées françaises notamment à Strasbourg. Parmi les alliés de l'Espagne, Louis XIV a pris en grippe la république de Gênes qui n'a pas traité l'ambassadeur de France avec le respect qui lui était dû. Il fait bombarder la ville par la flotte française de Duquesne et la détruit en partie. En 1685, le doge de Gênes doit venir à Versailles s'incliner devant le roi.

### Guerre de neuf ans ou guerre de la Ligue d'Augsbourg (1688-1697)
Les causes du déclenchement de la nouvelle guerre sont multiples. Pour l'empereur Léopold Ier, le traité de Ratisbonne n'est que provisoire. Il doit être revu quand il aura vaincu les Turcs à l'est. Au contraire, Louis XIV insiste pour que la trêve de Ratisbonne soit prorogée. Par ailleurs, l'attitude de Louis XIV envers les protestants irrite les Hollandais qui inondent la France de libelles contre le régime tyrannique de Louis XIV et contre un roi qualifié d'Antéchrist. En Angleterre, le roi catholique, Jacques II, allié peu fiable de Louis XIV, est renversé pendant la Glorieuse Révolution de 1688-1689 et remplacé par le protestant Guillaume d'Orange. En Savoie, Louis XIV traite le Duc Victor-Amédée comme un vassal. En Allemagne, le roi veut faire valoir les droits de la princesse Palatine sur le Palatinat, de manière à éviter que le nouvel électeur ne soit un fidèle de l'empereur. En juillet 1686, craignant une nouvelle extension des « réunions », les princes allemands forment la ligue d'Augsbourg, qui comprend l'empereur, le roi d'Espagne, le roi de Suède, l'électeur de Bavière, celui du Palatinat et le duc de Holstein-Gottorp. Durant la même période, les rapports de la France avec Innocent XI, déjà tendus depuis l'affaire de la régale, ne s'améliorent pas.

#### Opérations militaires

Carte de la bataille navale du cap Béveziers.

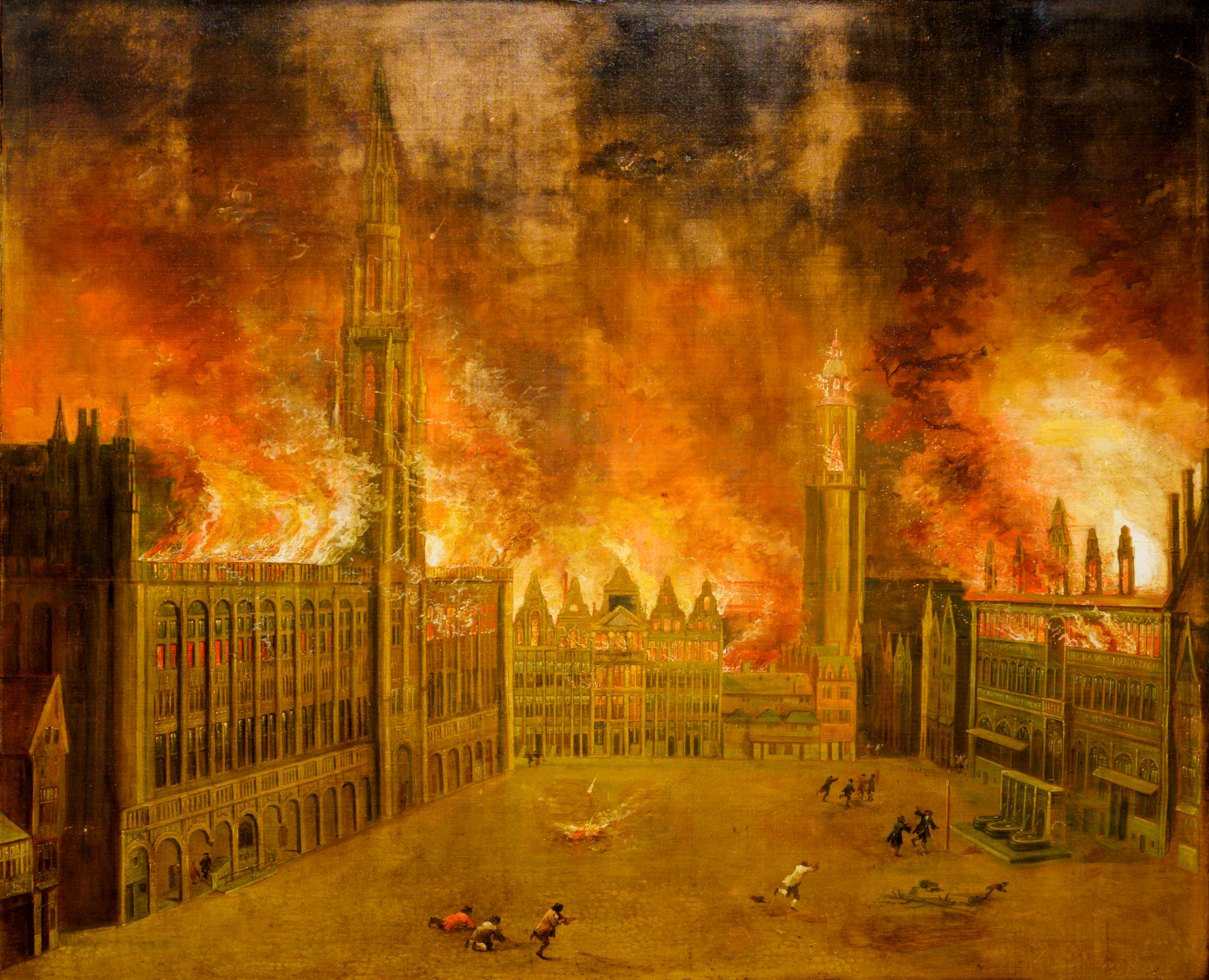
La Grand-Place de Bruxelles en feu pendant la nuit du 13 au 14 août 1695 (anonyme, musée de la Ville de Bruxelles).

Le 24 septembre 1688, le roi s'estimant menacé par la ligue d'Augsbourg et las des tergiversations concernant la trêve de Ratisbonne, se déclare contraint d'occuper Philippsburg si, sous trois mois, ses adversaires n'acceptent pas une conversion de la trêve de Ratisbonne en un traité définitif et si l'évêque de Strasbourg ne devient pas électeur de Cologne. Parallèlement, sans attendre la réponse, il fait occuper Avignon, Cologne et Liège et met le siège devant Philippsburg. En 1689, afin d'intimider ses adversaires, Louvois provoque le sac du Palatinat, action qui, loin d'effrayer ses adversaires, a pour effet de les renforcer, puisque l'électeur de Brandebourg, Frédéric Ier, l'électeur de Saxe, le duc de Hanovre et le Landgrave de Hesse rejoignent la coalition de l'empereur.
Les armées françaises connaissent d'abord des revers, tant et si bien qu'en 1689, Madame de Maintenon, le dauphin et le Duc du Maine poussent Louis XIV à changer ses généraux. Rentré en grâce, le maréchal de Luxembourg remporte la bataille de Fleurus (1690), un succès que Louis XIV et Louvois, peu habitués à la guerre de mouvement, n'exploitent pas. Sur mer, Tourville disperse une flotte anglo-hollandaise le 10 juillet à Cap Bézeviers. Par contre, en Irlande, les troupes de Jacques II et de Lauzun sont battues par Guillaume III d'Orange-Nassau nouveau roi d'Angleterre. Le 10 avril 1691, Louis XIV prend Mons après avoir assiégé la ville ; il entreprend ensuite le siège de Namur (1692), tandis que Victor-Amédée II envahit le Dauphiné.
L'année 1692 est aussi celle de l'échec de la bataille de la Hougue, où la flotte française, qui doit aider Jacques II à reconquérir son royaume, est battue. Cette défaite fait renoncer la France à pratiquer sur mer la guerre d'escadre et lui fait préférer le recours aux corsaires. En 1693, la bataille de Neerwinden, une des plus sanglantes du siècle, voit la victoire des Français qui s'emparent d'un grand nombre de drapeaux ennemis. En Italie, le maréchal Nicolas de Catinat bat Victor-Amédée à la Bataille de La Marsaille (octobre 1693). Sur mer en 1693, la flotte de la Méditerranée aide l'armée française de Catalogne à s'emparer de Rosas, puis de concert avec la flotte de Tourville, coule ou détruit 83 navires d'un convoi anglais qui, escorté par les Anglo-Hollandais, faisait route vers Smyrne. Malgré tout, la guerre s'enlise quand Charles XI de Suède décide de proposer une médiation.

#### Paix de Ryswick

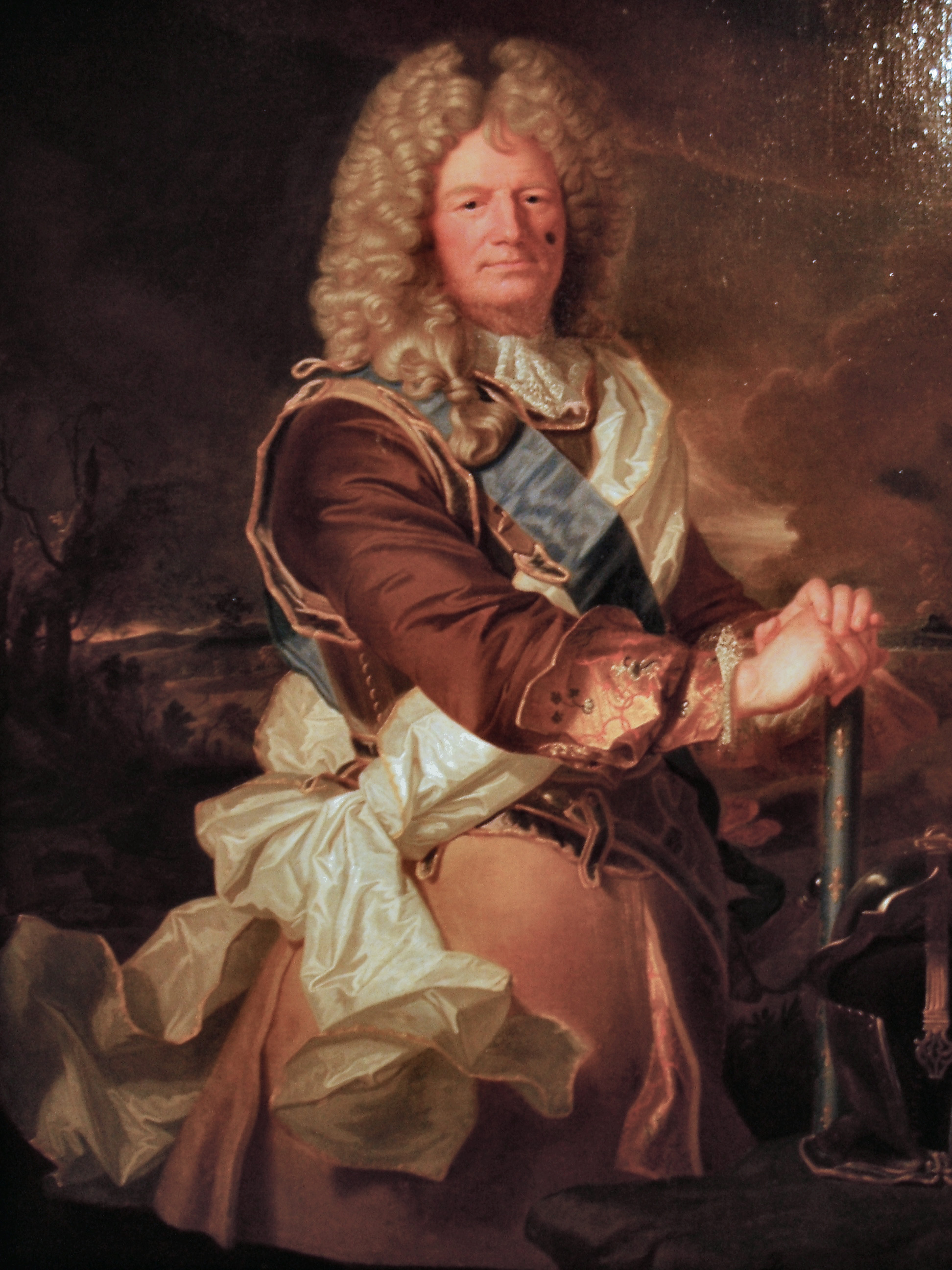
Sébastien Le Prestre de Vauban estime que la paix de Ryswick est la plus infâme depuis les traités de Cateau-Cambrésis.

La Savoie est la première à faire la paix avec la France, forçant ainsi ses alliés à une suspension des hostilités en Italie. Finalement l'Angleterre, la Hollande et l'Espagne signent un accord en septembre 1697 et sont rejoints le 30 octobre par l'empereur et les princes allemands. La France reçoit Saint Domingue (l'actuel Haïti) et conserve Strasbourg, tandis que les Hollandais lui rendent Pondichéry. En revanche, elle doit rendre Barcelone, Luxembourg ainsi que les places fortes des Pays-Bas occupées depuis le traité de Nimègue. Louis XIV reconnaît Guillaume d'Orange comme roi d'Angleterre, tandis que les Hollandais obtiennent de la France des avantages commerciaux. La France a certes obtenu des frontières plus linéaires, mais elle est placée sous la surveillance des autres pays. Guillaume d'Orange et l'Angleterre sortent renforcés et ont imposé leur concept de « balance de l'Europe », c'est-à-dire l'idée qu'il convient d'éviter qu'il y ait en Europe continentale une puissance dominante. La paix est mal accueillie en France. Les Français ne comprennent pas qu'après tant de victoires proclamées, il ait été fait tant de concessions. Vauban estime même qu'il s'agit de la paix la « plus infâme depuis celle de Cateau-Cambrésis ».

### Guerre de succession d'Espagne (1701-1714)

#### Contexte
La fragilité de la santé de Charles II d'Espagne, resté sans enfant, pose très tôt le problème de sa succession, que se disputent les Bourbons de France et les Habsbourg d'Autriche. Le problème est quasi insoluble : tant la solution française que l'autrichienne a pour effet de créer un déséquilibre des forces en Europe. Il s'ensuit nombre de pourparlers en vue d'élaborer un partage équilibré, qui n'aboutissent à rien de concret. Finalement, les Espagnols convainquent Charles II que le mieux serait un candidat français au trône, une position que, pour des raisons internes à l'Italie, le pape Innocent XII soutient. Louis XIV hésite beaucoup à accepter l'héritage que lui offre Charles II. Le Conseil d'en haut, qu'il consulte, est divisé. En effet, accepter le testament, c'est mettre un Bourbon sur le trône d'Espagne et non pas agrandir la France comme le permettrait un traité. C'est d'ailleurs la position défendue par Vauban. D'un autre côté, laisser l'Espagne aux Habsbourg, c'est risquer l'encerclement. Enfin, économiquement, l'Espagne est alors un pays exsangue, avec moins de 6 millions d'habitants en métropole, et difficile à redresser, comme le constateront les Français un temps employés à cette tâche. Finalement, Louis XIV accepte parce qu'il ne peut s'empêcher de voir le testament comme un « ordre de Dieu ».
Les Autrichiens prennent cette décision comme un casus belli et font alliance avec l'électeur palatin, l'électeur de Hanovre et celui de Brandebourg, que les princes germaniques autorisent à se nommer roi de Prusse. Guillaume d'Orange en Angleterre et Anthonie Heinsius en Hollande ne sont pas favorables au testament, mais se heurtent à des opinions publiques qui ne veulent pas de guerre. Si la guerre est malgré tout enclenchée, c'est en partie à la suite des maladresses de Louis XIV, qui veut conserver au nouveau roi d'Espagne des droits sur le royaume de France et qui « bouscule » des garnisons hollandaises en Belgique sans respecter les clauses prévues dans les traités.
De son côté, le nouveau roi d'Angleterre, Guillaume d'Orange, s'active à réarmer son nouveau pays et est d'autant plus opposé à Louis XIV que celui-ci a soutenu le roi déchu Jacques II. Aussi, et bien que le « Grand Roi » ait tenté le dialogue, le 14 mai 1702, l'Angleterre, la Hollande et l'empereur lui déclarent la guerre, rejoints par le Danemark, le roi de Prusse et de nombreux princes et évêques allemands. Les animateurs militaires de cette coalition sont le prince Eugène de Savoie, Anthonie Heinsius et le duc de Marlborough. De son côté, si la France compte des maréchaux médiocres comme Villeroy ou Tallard, elle compte aussi deux chefs, Vendôme et Villars, dont les capacités militaires sont à la mesure de celles de leurs adversaires, Marlborough et le prince Eugène.

#### Défaites militaires, pourparlers de paix dilatoires et appel au peuple

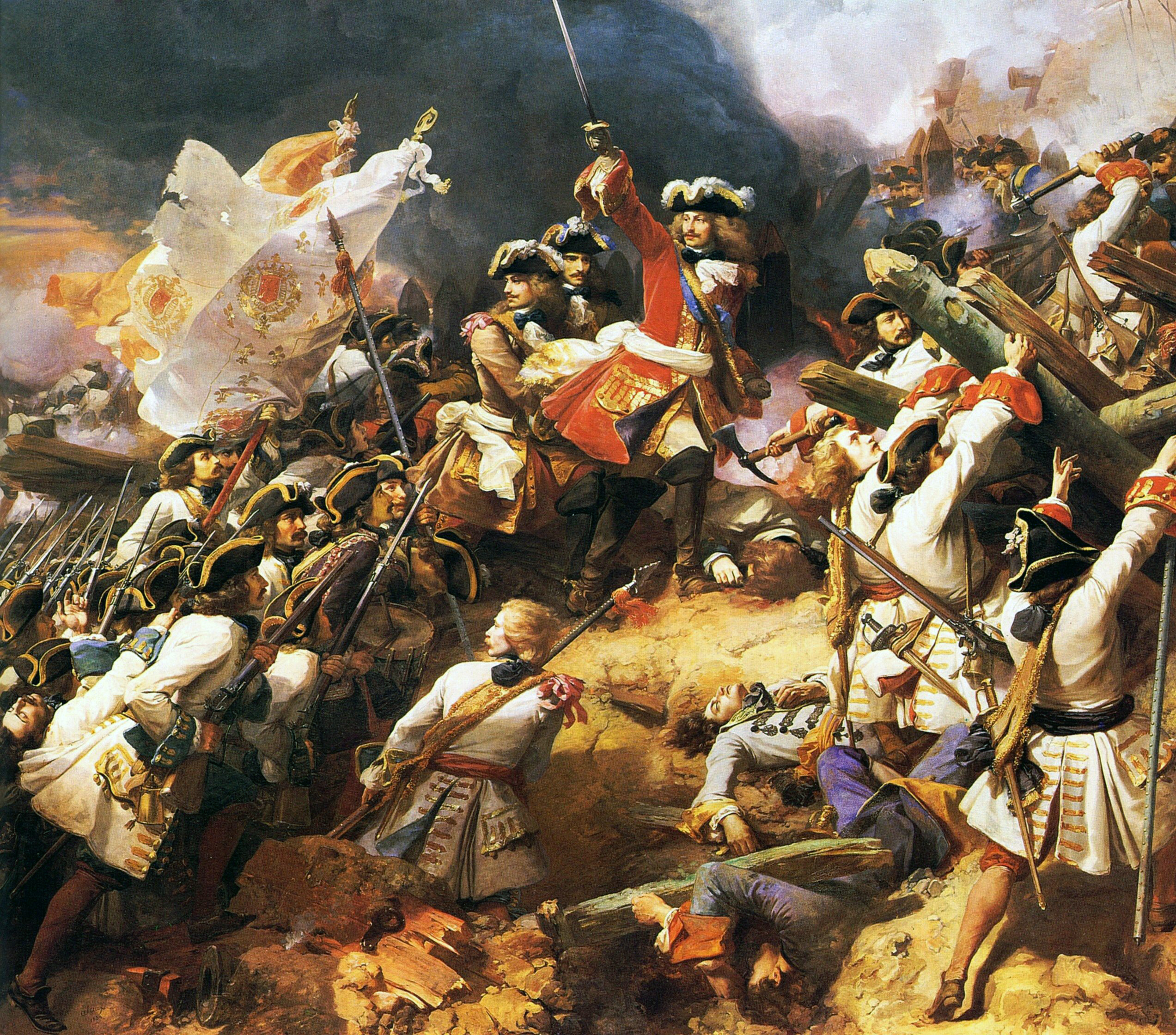
Villars à la bataille de Denain, peinture de Jean Alaux (1788-1858).

La guerre commence par une série de défaites, excepté la percée victorieuse de Claude Louis Hector de Villars en Allemagne. La Provence est envahie et Toulon assiégé en 1707. En Flandre, la mésentente entre le duc de Vendôme et le duc de Bourgogne conduit à une retraite désastreuse en 1708. Au Conseil d'en haut, des divergences se font jour tandis que la situation financière se dégrade. Aussi Louis XIV demande-t-il, en 1709, une suspension des combats et l'ouverture de négociations de paix. Le problème est que ses adversaires font preuve de beaucoup d'exigences. Ils veulent notamment le contraindre à reconnaître un Habsbourg comme souverain de l'Espagne.
Face à cette situation difficile, Louis XIV rédige ou fait rédiger par Torcy un appel au peuple, où il explique sa position. Il écrit notamment :

« Je passe sous silence les insinuations qu'ils ont faites de joindre mes forces à celle de la Ligue, et de contraindre le roi, mon petit-fils, à descendre du trône, s'il ne consentait pas volontairement à vivre désormais sans États, à se réduire à la condition d'un simple particulier. Il est contre l'humanité de croire qu'ils aient seulement eu la pensée de m'engager à former avec eux pareille alliance. Mais, quoique ma tendresse pour mes peuples ne soit pas moins vive que celle que j'ai pour mes propres enfants ; quoique je partage tous les maux que la guerre fait souffrir à des sujets aussi fidèles, et que j'aie fait voir à toute l'Europe que je désirais sincèrement de les faire jouir de la paix, je suis persuadé qu'ils s'opposeraient eux-mêmes à les recevoir à des conditions également contraires à la justice et à l'honneur du nom FRANÇAIS. »

Le mot français, écrit en majuscule dans le texte original, est un « appel au patriotisme ». Le roi, en opposition avec la pensée absolutiste, ne demande pas l'obéissance mais le soutien du peuple. La lettre, lue aux troupes par le maréchal de Villars, provoque un sursaut chez les soldats, qui, lors de la bataille de Malplaquet, font preuve d'une grande combativité. S'ils doivent finalement battre en retraite, ils infligent à leur ennemi des pertes deux fois plus importantes que celles qu'ils ont à déplorer.

#### Paix voulue par la France et l'Angleterre: traités d'Utrecht

Carte de l'Acadie.

En avril 1710, les Tories arrivent au pouvoir en Angleterre et, sous l'impulsion du vicomte Bolingbroke, considèrent que l'objectif premier de la politique étrangère anglaise se trouve désormais sur mer et dans les colonies. Selon J.-C. Petitfils, cette décision fait vraiment entrer ce pays « dans le concert des grandes puissances mondiales ». Les Anglais, qui ne veulent ni d'une Espagne française ni d'une Espagne autrichienne, acceptent, lors des Préliminaires de Londres, que Philippe V d'Espagne reste roi d'Espagne, à condition que Louis XIV s'engage à ce que le roi d'Espagne ne puisse pas être aussi roi de France. Les autres belligérants trouvent cela insuffisant. Mais les Anglais sont déterminés et exercent une pression notamment financière sur leurs alliés. Comme de son côté le maréchal de Villars gagne la bataille de Denain et triomphe d'une armée qui menaçait d'envahir la France, les membres de la Grande Alliance acceptent finalement de négocier et de signer les Traités d'Utrecht (1713). Philippe conserve le trône d'Espagne, les Anglais reçoivent l'île Saint-Christophe, la baie et le détroit d'Hudson, l'Acadie et Terre Neuve, et la France leur consent, au niveau commercial, la clause de la « nation amie ». Les Hollandais rendent Lille à la France, qui conserve l'Alsace. Les Habsbourg sont confirmés dans leur possession des ex-Pays-Bas espagnols, du Milanais, du royaume de Naples et de la Sardaigne. Victor-Amédée II recouvre la souveraineté de la Savoie et du comté de Nice.

## Économie

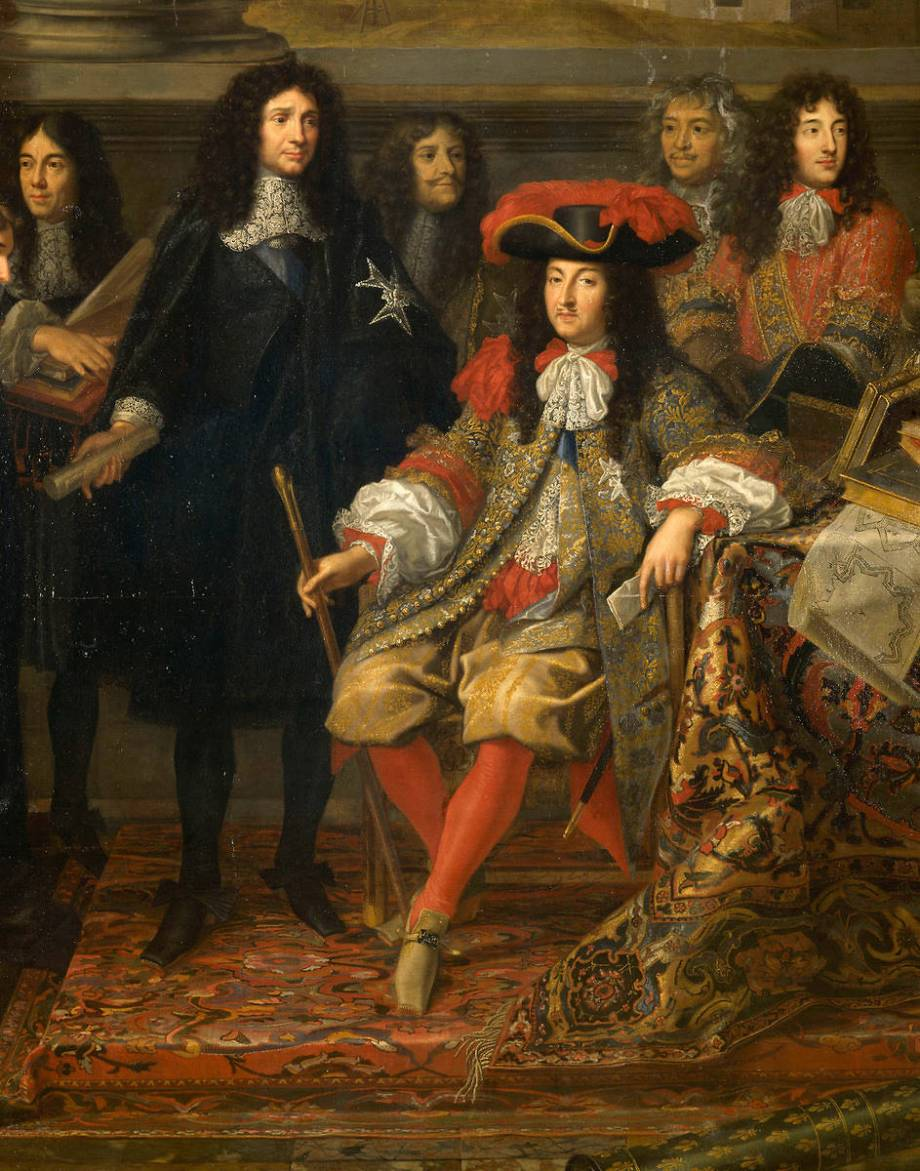
Le roi et Colbert par Charles Le Brun.

D'un point de vue économique, deux périodes sont à distinguer : celle d'avant 1680, assez brillante, et celle de 1680-1715, où le gouvernement de plus en plus solitaire de Louis XIV prive les forces économiques de moyens de se faire entendre, ce qui pénalise l'économie d'autant plus que l'état des finances devient inquiétant.
Les conditions climatiques furent très défavorables: le règne coïncide avec le minimum de Maunder (1645- 1715), une période extrêmement froide qui produit d'importantes disettes, plusieurs épidémies et épizooties; en 1693-1694, le printemps très pluvieux suivi d'un échaudage l'été provoque une famine suivie d'une épidémie qui tuent 1 300 000 personnes; lors du « grand hiver » 1708-1709 le froid a tué directement environ deux cent mille personnes, et indirectement quatre cent mille par famine et épidémie.

### Colbertisme
Le terme de « colbertisme » ne date que du XIXe siècle, lorsque les manuels scolaires de la Troisième République en font une « référence obligée ». Colbert, Sully et Turgot servant alors de contrepoint aux nombreux héros guerriers de l'histoire de France. Les travaux de cette époque confortent l'idée développée par Ernest Lavisse selon laquelle Colbert aurait proposé au roi Louis XIV une politique économique entièrement nouvelle, une politique qui leur paraît pouvoir servir de modèle à l'industrialisation de la France à la fin du XIXe siècle. En opposition avec cette version, en 1976, Alain Peyrefitte fait du colbertisme l'origine de ce qu'il nomme Le Mal français. Colbert, pour les historiens de la fin du XXe siècle suit la politique économique dominante entre 1450 et 1750, appelée mercantilisme au XIXe siècle. Selon Poussou, plutôt que du mercantilisme, la France pratique alors une économie de rattrapage visant à se mettre au niveau des Hollandais qui, vers 1661, sont la puissance maritime et commerciale dominante. Pour Richard Kuisel, Colbert inventerait un « style gaulois » de gouvernance économique mêlant État, corporations et forces du marché. Alain Guéry et Herbert Lüthy indiquent : « La tragédie de Colbert, dans ses succès comme dans ses échecs, c'est d'avoir dû remplacer partout l'esprit capitaliste, absent par l'intervention bureaucratique et par les artifices des privilèges, des monopoles, des concessions, des capitaux fournis par l'État et de la réglementation officielle. De ce point de vue, le Colbertisme apparaît comme un succédané du calvinisme dans le domaine de l'organisation sociale ».
Colbert, comme avant lui Louis XI, Sully et Richelieu, veut réduire le décalage existant entre le potentiel économique de la France et l'activité assez médiocre de l'économie réelle. Colbert conçoit le commerce extérieur comme un commerce d'État à État : aussi veut-il mettre fin à un commerce extérieur déficitaire. Pour inverser cette tendance, il souhaite donc diminuer les importations de produits de luxe italiens ou flamands et créer ou favoriser les industries du pays. Colbert n'hésite pas à pratiquer l'espionnage industriel, notamment au détriment de la Hollande et de Venise, à qui il « emprunte » les secrets de la verrerie. En octobre 1664, il peut ainsi créer la « manufacture de glaces, cristaux et verres », qui deviendra plus tard Saint-Gobain. Un édit de 1664 autorise l'établissement des manufactures royales de tapisserie de haute et basse lice à Beauvais et en Picardie. Cette politique d'entreprises créées en dehors des corporations a un certain succès ; en revanche, sa volonté de contrôler les corporations est un échec, d'autant qu'il entendait de la sorte regrouper des ateliers et arriver à une plus grande rationalisation de la production. Colbert essaye aussi d'améliorer la qualité de l'industrie textile établie depuis longtemps en Picardie et en Bretagne en publiant force édits. Il favorise aussi les voies de communication, notamment les voies fluviales (canal d'Orléans, canal de Calais à Saint-Omer, canal du Midi).
À partir du début du XVIIe siècle, la France se désole de voir le commerce maritime dominé par les Hollandais, les Flamands, les Anglais et les Portugais. Aussi le roi entreprend-il de bâtir une flotte et de créer des compagnies commerciales : Compagnie des Indes orientales (océan Indien), Compagnie des Indes occidentales (Amériques), Compagnie du Levant (Méditerranée et Empire ottoman) et Compagnie du Sénégal (Afrique) pour promouvoir le commerce triangulaire des esclaves. Mais cela n'aboutit qu'à des « demi-réussites » (comme la Compagnie des Indes orientales, qui s'éteint un siècle après sa fondation) ou « d'évidents échecs » (comme la Compagnie des Indes occidentales, dissoute dix ans après sa naissance).

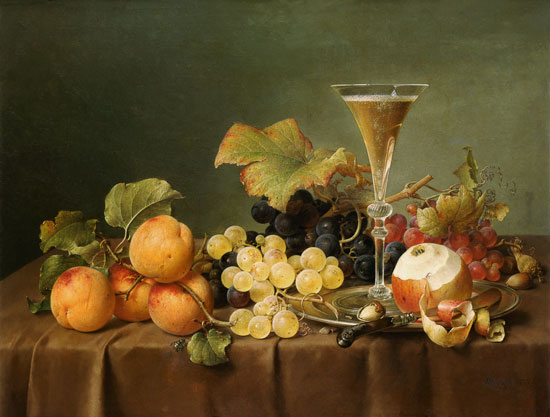
Le champagne a été inventé par Dom Pérignon sous.

Si les agents économiques privés sont réticents à rejoindre les grandes compagnies, ils font malgré tout preuve de dynamisme. À la fin du règne, les Bretons vendent leurs toiles en Espagne et les Malouins durant la guerre de Succession d'Espagne sont actifs dans l'Atlantique sud. Par ailleurs, c'est à cette époque qu'est inventé le champagne. Enfin la fabrication de drap fin se développe dans le Carcassonnais tandis que la soierie Lyonnaise s'impose au détriment de la production italienne. Toutefois, « les marchands et négociants s'accommodaient mal du dirigisme de Colbert » et se montreront plus dynamiques quand Pontchartrain prendra le relais, même si la révocation de l'édit de Nantes a privé la France de négociants et surtout d'artisans et ouvriers spécialisés protestants qui contribueront à l'émergence de concurrents dans les pays qui les accueilleront. Il convient de noter aussi que sur la période, les dépenses militaires ainsi que les constructions entreprises en grand nombre dans le royaume entretiennent une forte demande intérieure qui favorise la production et le commerce.

### Colonies

#### Colonies d'Amérique du Nord

L'Amérique du Nord vers 1702. Les territoires français sont représentés en bleu, les territoires anglais en rouge, les espagnols en orange.

En 1663, Louis XIV fait de la Nouvelle-France une province royale en prenant le contrôle de la Compagnie de la Nouvelle-France. Dans le même temps, la Société Notre-Dame de Montréal cède ses possessions à la Compagnie des prêtres de Saint-Sulpice. Pour peupler la colonie, le gouvernement paie le voyage des futurs colons. Parallèlement, pour favoriser la natalité dans la colonie même, il organise l'opération des « filles du roi » visant à envoyer au Canada de jeunes orphelines : entre 1666 et 1672, 764 à 1 000 orphelines débarquent au Québec. Avec cette politique, la population compte rapidement 3 000 personnes supplémentaires. En outre, de 1660 à 1672, l'État consent un effort budgétaire important et envoie un million de livres pour développer l'industrie et le commerce. Après 1672, les finances royales ne permettent plus d'investir fortement dans cette colonie.
En 1665, Louis XIV envoie au Québec une garnison française, le régiment de Carignan-Salières. Le gouvernement de la colonie est réformé et comprend un gouverneur général et un intendant qui dépendent tous deux du ministère de la Marine. Cette même année, Jean Talon est choisi par le ministre de la Marine, Colbert, pour devenir l'intendant de la Nouvelle-France. Dans les années 1660-1680, une réflexion intervient sur le devenir de cette colonie. À cette occasion, deux thèses s'affrontent : pour Talon et le comte de Frontenac, il convient de créer un État qui irait jusqu'au Mexique ; à Paris, Colbert soutient la thèse d'un peuplement et du développement d'un territoire limité compris entre Montréal et Québec. C'est la thèse des gens du Québec qui triomphe. Plusieurs raisons expliquent cette issue. Les trappeurs et les chasseurs en quête de fourrures et de richesses minières poussent à une expansion des territoires non désirée par Paris. Les missionnaires, poussés par la soif de convertir, vont également dans le même sens. C'est ainsi qu'en 1673, le père Marquette et Louis Jolliet, après avoir atteint le Mississippi, le descendent jusqu'à l'embouchure de l'Arkansas. C'est à cette époque qu'est construit le fort Frontenac, suivi en 1680 du fort Crèvecœur, puis du fort Prud'homme. Enfin, en 1682, l'explorateur René-Robert Cavelier de La Salle atteint le delta du Mississippi et en prend possession au nom de Louis XIV et nomme cette vaste région la Louisiane en l'honneur du roi. Cette expansion provoque un changement dans l'équilibre économique de la colonie, qui, dominée jusque vers 1650 par la pêche, devient à compter de cette date de plus en plus tournée vers les fourrures. Le commerce de la Nouvelle-France vers le continent européen transite quant à lui principalement par La Rochelle dont la flotte triple entre 1664 et 1682.
Durant la guerre de la ligue d'Augsbourg, les Français doivent faire face aux Iroquois jusqu'à ce qu'un traité de paix soit signé en 1701. Cette même année Louis XIV demande que la Nouvelle-France et la Louisiane servent de barrière à l'expansion anglaise à l'intérieur du continent américain et qu'à cette fin soit crée une chaîne de postes, une idée qui ne se concrétisera qu'après la fin de la guerre de Succession d'Espagne. Lors des Traités d'Utrecht (1713), qui mettent fin à cette guerre, la Nouvelle-France est amputée de l'Acadie et de Terre-Neuve. À compter de 1699, la France s'intéresse fort à la Louisiane à la fois pour des raisons géopolitiques, contenir l'Angleterre, et économiques : on espère que ce territoire sera aussi riche en minerais que le Mexique. Comme au Canada, les Français s'allient à des Indiens. Dans ce cas avec des tribus du golfe du Mexique elles-mêmes en lutte avec les Creeks et les Chicachas alliés des Anglais. En proie à des difficultés financières, le gouvernement veut confier le territoire à l'initiative privée, mais la bourgeoisie commerçante française n'est pas très enthousiaste. Finalement Antoine de Lamothe-Cadillac, le fondateur de Détroit, arrive à convaincre le financier Antoine Crozat à s'intéresser à cette colonie en lui faisant miroiter l'existence possible de mines. En 1712, un bail de quinze ans est signé avec Crozat qui reçoit mandat d'y envoyer annuellement deux navires chargés de vivres et de colons. Si les explorateurs ne trouvent ni or ni argent, seulement du plomb, du cuivre et de l'étain en Louisiane, la recherche de mines contribue malgré tout au peuplement du pays des Indiens Illinois. Par ailleurs, la révolte des Indiens contre les Anglais installés à Charleston et en Caroline du Sud permet aux Français, entre 1715-1717, d'étendre leur influence en Louisiane.

#### Colonies pratiquant le commerce triangulaire

Pavillon du Roi-Soleil.

##### Afrique
En 1659, un premier comptoir français, nommé « Saint-Louis » en hommage au roi, est installé sur l'île de Ndar au Sénégal. À la suite de l'échec de la Compagnie des Indes occidentales, le pays est cédé à la Compagnie du Sénégal en 1673 pour transférer des esclaves noirs aux Antilles. Le roi fournit une grande part des capitaux pour assurer la traite négrière, prêtant également des vaisseaux de guerre et des soldats. Des possessions sont arrachées aux Hollandais, comme Gorée en 1677 par le vice-amiral Jean d'Estrées, et des traités sont établis avec les rois locaux. Nommé par le roi, André Bruë noue ainsi des relations diplomatiques avec Lat Soukabé Ngoné Fall et d'autres souverains comme le roi de Galam.
Selon l'historien Tidiane Diakité, Louis XIV serait de tous les rois de France et de l'Europe le seul à s'être autant intéressé à l'Afrique, : il est celui qui eut la correspondance la plus fournie avec des rois d'Afrique, celui qui dépêcha auprès d'eux le plus d'émissaires et chargés de mission, et il reçut des Africains à la cour. Certains fils de rois noirs, comme le prince Aniaba, furent élevés à Versailles, baptisés par les soins du roi qui caressait l'espoir d'une évangélisation de l'Afrique ; il favorisa l'envoi de missionnaires, y compris en Éthiopie, royaume chrétien pourtant « infecté de plusieurs hérésies ». Cet objectif d'évangélisation est d'ailleurs associé à celui du développement du commerce avec l'Afrique ; le royaume de France était alors en concurrence avec les nations commerçantes d'Europe du Nord dans ce domaine.

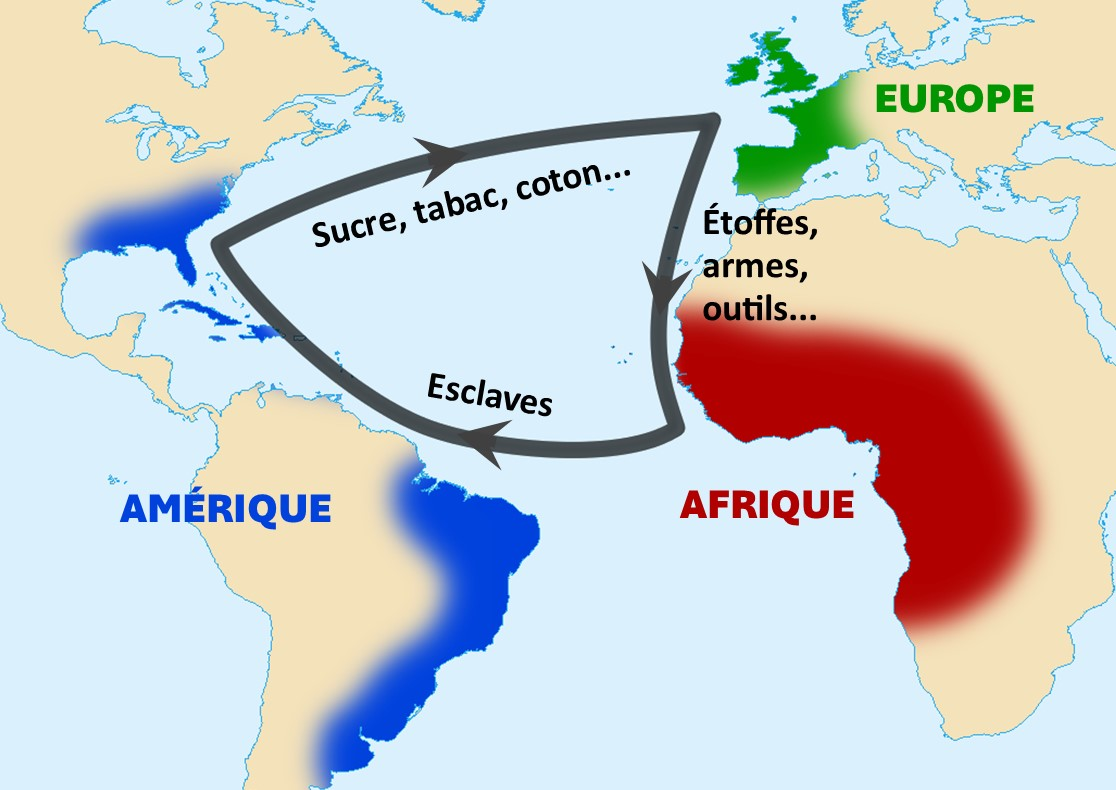
Schéma classique du commerce triangulaire entre l'Afrique, les Amériques et l'Europe.

Toujours selon Diakité, Louis XIV semble avoir été attiré par ce continent mystérieux, dominé par des rois méconnus, eux-mêmes fascinés par le prestige de celui que les explorateurs français s'attachaient à présenter comme le « plus grand roi de l'Univers ». Pour Louis XIV, l'Afrique était un des enjeux du rayonnement de la monarchie française, au-delà des questions économiques et religieuses. Les Hollandais cherchèrent d'ailleurs en vain à ruiner cette image en mettant en avant la médiocrité des Français dans le commerce, leurs prétentions et leurs mauvaises manières.

##### Antilles et Guyane
Le règne de Louis XIV marque un essor territorial, économique et démographique profond de la présence française dans les Antilles. Les possessions seigneuriales passent sous le contrôle direct de la monarchie ; la monoculture de la canne à sucre remplace peu à peu la production de tabac et la population évolue d'approximativement 12 000 individus à environ de 75 000 à 100 000 individus. L'expansion sera très forte à Haïti qui passe de 18 plantations en 1700 à 120 en 1704.
En 1664, sur ordre du roi, Joseph-Antoine Le Febvre de La Barre reprend la Guyane française aux Néerlandais alors même que la France leur est alliée. L'année suivante, Colbert rachète la Guadeloupe à Charles Houël, ancien directeur de la Compagnie des îles d'Amérique et l'île de la Martinique à Jacques Dyel du Parquet (?). Tous ces territoires sont confiés en gestion à la Compagnie des Indes occidentales. Quand celle-ci fait faillite en 1674, ces territoires sont rattachés au domaine royal. En 1697, le traité de Ryswick attribue à la France la moitié ouest de l'île de Saint-Domingue (aujourd'hui Haïti). En 1676, Jean II d'Estrées reconquiert véritablement la Guyane, qui est désormais un enjeu de politique internationale récurrent en raison des litiges avec les Portugais.
Dans le but de fournir une main-d’œuvre servile aux plantations, et dans le cadre de la codification absolutiste du Royaume, Louis XIV, en mars 1685, promulgue le « Code noir ». Par cette ordonnance, Louis XIV améliore la condition des esclaves : les dimanches et fêtes chrétiennes seront obligatoirement chômés ; une nourriture suffisante est exigée, les maîtres doivent habiller suffisamment leurs esclaves ; les époux et les enfants ne doivent pas être séparés lors d'une vente ; la torture est interdite ; pour éviter les viols, les rapports sexuels avec les esclaves sont interdits ; les maîtres ne peuvent tuer leurs esclaves ; et des limites sont fixées aux châtiments corporels. Le Code noir reconnaît également aux esclaves certaines formes de droits, très limités cependant, notamment religieux, juridiques, de propriété et de retraite. Mais toutes ces dispositions sont mal appliquées, du fait de la pression des colons sur la justice.
Par ailleurs, l'ordonnance expulse les Juifs des Antilles, définit les règles de métissage et régularise le plein usage des esclaves dans les colonies, auquel il donne un cadre juridique. Le Code noir entérine une législation différenciée sur le territoire, car un esclave en métropole est en principe affranchi, et impose leur christianisation. L'édit se voit étendu à Saint-Domingue en 1687, en Guyane en 1704, et par la suite aux Mascareignes et en Louisiane.
À la fin du XXe siècle, de nombreuses critiques dénonceront l'ordonnance, responsable d'une institutionnalisation de l'esclavage, et de ses sévices concernant les châtiments corporels (amputations par exemple, en cas de fuite…) ; le Code noir est considéré par le philosophe Louis Sala-Molins comme « le texte juridique le plus monstrueux qu'aient produit les Temps modernes ». Les thèses de Sala-Molins sont cependant critiquées par des historiens, qui lui reprochent de manquer entièrement de rigueur, et d'avoir une lecture partielle du Code noir. Jean Ehrard fait notamment remarquer que les châtiments corporels, qui sont limités par l'ordonnance, sont alors les mêmes qu’en métropole, pour toute personne non noble,. L'historien rappelle qu'à cette époque, il existe des dispositions équivalentes à celles du Code noir pour des catégories comme les marins, les soldats ou les vagabonds. Jean Ehrard rappelle enfin que les colons s’opposèrent même au Code noir, parce qu'ils étaient désormais censés fournir aux esclaves des moyens de subsistance, que normalement ils ne leur garantissaient pas.

### Agriculture importante ne mettant pas à l'abri de famines

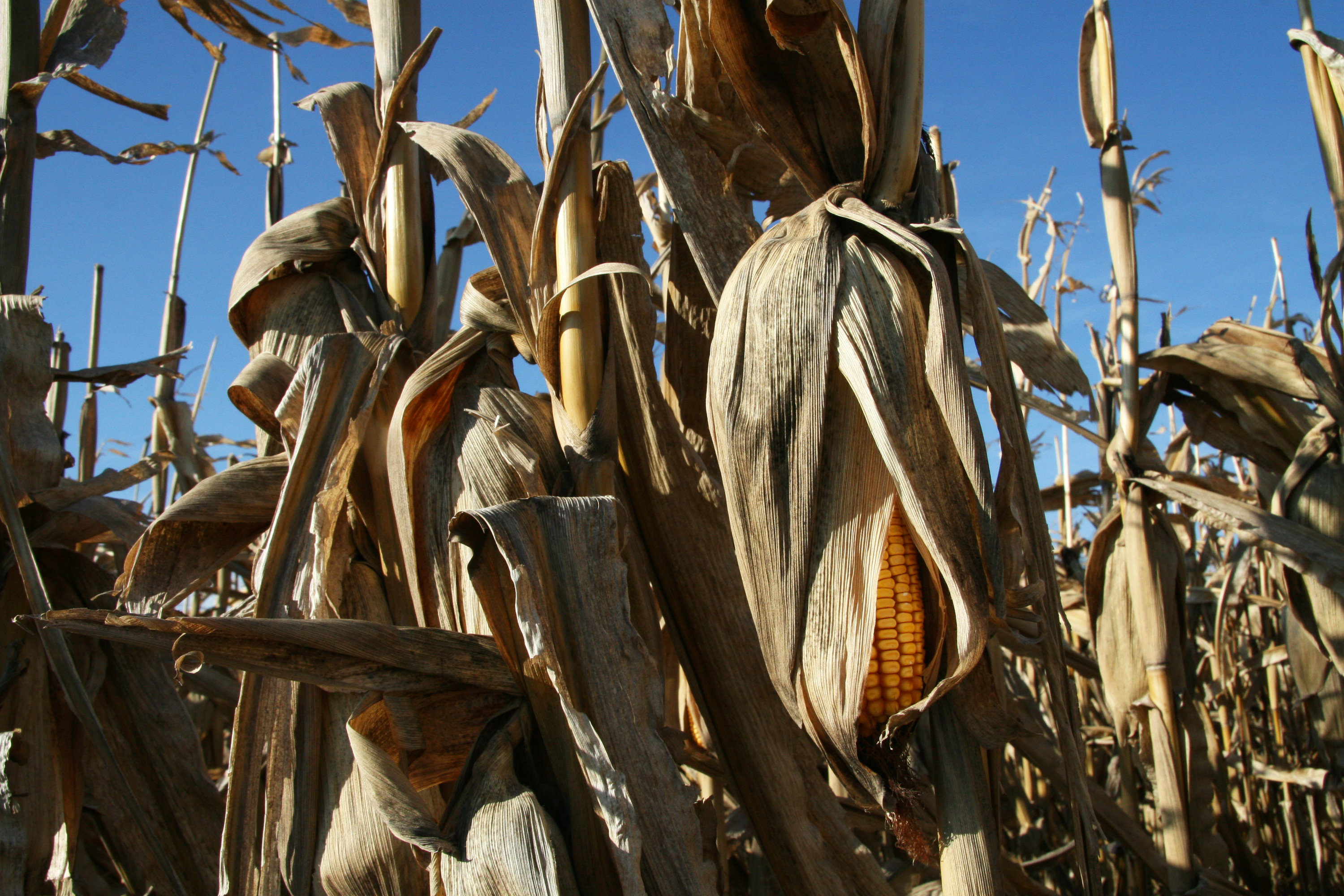
Le maïs (ou blé d'Inde, Zea mays), est originaire d'Amérique où il constituait la base de l'alimentation des Amérindiens, il se répand en France sous.

L'agriculture française est alors la plus importante d'Europe avec un primat donné aux céréales : le seigle associé ou non au millet comme dans les Landes de Gascogne, le sarrasin en Bretagne, et le blé. Sous Louis XIV, le maïs s'implante dans le Sud-Ouest et en Alsace. Le pain est alors fait soit de méture (mélange de froment, de seigle et d'orge) soit de méteil (froment et seigle). La culture de la vigne et l'élevage contribuent également à la prédominance de l'agriculture française. La vigne est alors cultivée jusqu'en Picardie et en Île-de-France, tandis que la fabrication d'eaux-de-vie se développe en Charente, dans la basse vallée de la Loire, dans la vallée de la Garonne et en Languedoc. Les Hollandais exportent les eaux-de vie et les excédents céréaliers du Toulousain. L'élevage est une ressource vitale en montagne où la transhumance prend des dimensions spectaculaires. L'élevage sert aux populations montagnardes à acheter des céréales et du vin. Dans les exploitations céréalières, l'élevage de mouton prédomine. Par, contre hormis les régions d'élevage comme l'Auvergne, le Limousin et la Normandie, les chevaux et les bêtes à cornes sont rares en campagne et se concentrent plutôt autour des villes.
L'agriculture céréalière française est pratiquée dans de petites exploitations. D'après l'historien Gérard Noiriel, sous le règne de Louis XIV, la moitié des paysans sont des journaliers (ouvriers agricoles). Ils disposent d'un lopin de quelques ares, sur lequel ils ont construit une maison d'une seule pièce. Ils cultivent aussi un potager, avec quelques poules et quelques brebis pour la laine. La fraction la plus pauvre de la paysannerie est composée de manœuvriers qui ne possèdent que quelques outils manuels (faucille, fourche). Du printemps jusqu'au début de l'automne, ils travaillent sur les terres d'un seigneur, d'un membre du clergé ou d'un riche laboureur. Ils participent aux moissons, aux foins et aux vendanges. En hiver, ils cherchent à se faire embaucher comme hommes de peine. Plus de moitié des revenus des paysans sont ponctionnées par divers impôts : taille, dîme, auxquels s'ajoutent les taxes sur le sel, sur le tabac, sur l'alcool et les droits seigneuriaux. Toutefois, la misère paysanne n'est pas générale, et il existe « une paysannerie aisée », comprenant de grands exploitants, des fermiers, des laboureurs, de petits vignerons en Val de Seine, ou des « haricotiers » dans le Nord.
La France va connaître sous Louis XIV deux grandes famines. Celle de 1693-1694 n'est pas liée à un hiver trop rude mais à un été assez froid, marqué par des pluies diluviennes qui gâchent les récoltes. Le gouvernement ayant ravitaillé prioritairement Paris et l'armée, des séditions éclatent tandis que la population afflue vers les villes. Le bilan est de 1 300 000 morts, soit presque autant que durant la guerre de 1914. Lors du grand hiver de 1709 la Seine, le Rhône et la Garonne sont pris par les glaces. Les oliviers meurent et les semis ne donnent que peu de fruits. Il s'ensuit une famine sévère, malgré des importations de blé étranger. Le bilan de la famine s'élève à 630 000 morts.
On peut se demander pourquoi ces famines alors que l'agriculture française est la plus importante d'Europe. Pour répondre à cette question, il convient de noter que les exploitations céréalières ont en moyenne moins de cinq hectares et qu'elles n'ont pas modernisé leur mode de production comme le font au XVIIe siècle les Hollandais et les Anglais, de sorte qu'en réalité, l'agriculture céréalière française en temps normal arrive juste à nourrir la population française alors la plus importante d'Europe. Aussi, pour Jean-Pierre Poussou, de 30 % à 40 % du territoire est « de manière chronique, pour des raisons géographiques en situation de fragilité alimentaire ». Le commerce intérieur des céréales pourrait remédier à cela, mais il est rendu difficile par des problèmes de transport et freiné par des lourdeurs administratives. Par ailleurs, lors des deux grandes famines, les Hollandais qui auraient pu apporter en France du blé de la Baltique sont en guerre avec Louis XIV. En fait, ce n'est qu'au XVIIIe siècle que l'agriculture permettra de faire franchir la « barrière des 20 à 23 millions d'habitants à laquelle elle se heurtait depuis des siècles ».

### Problèmes financiers et impôts
Lorsqu'il prend le pouvoir, le 13 avril 1655, le roi, alors âgé de 16 ans, décrète dix-sept édits visant à renflouer les caisses de l'État, ce qui a pour effet de faire passer le total des revenus fiscaux du royaume de 130 millions de livres en 1653 à plus de 160 millions en 1659-1660. La guerre entraîne dès 1675 un accroissement du déficit public, qui passe de 8 millions en 1672 à 24 millions en 1676. Pour faire face, Colbert augmente les impôts existants, ressuscite d'anciens impôts et en crée d'autres. Il invente aussi une sorte de bons du trésor et crée une caisse des emprunts. La guerre de Hollande marque la fin du colbertisme, car l'État n'est plus en mesure de soutenir l'industrie ni directement par des aides ni indirectement par ses commandes.

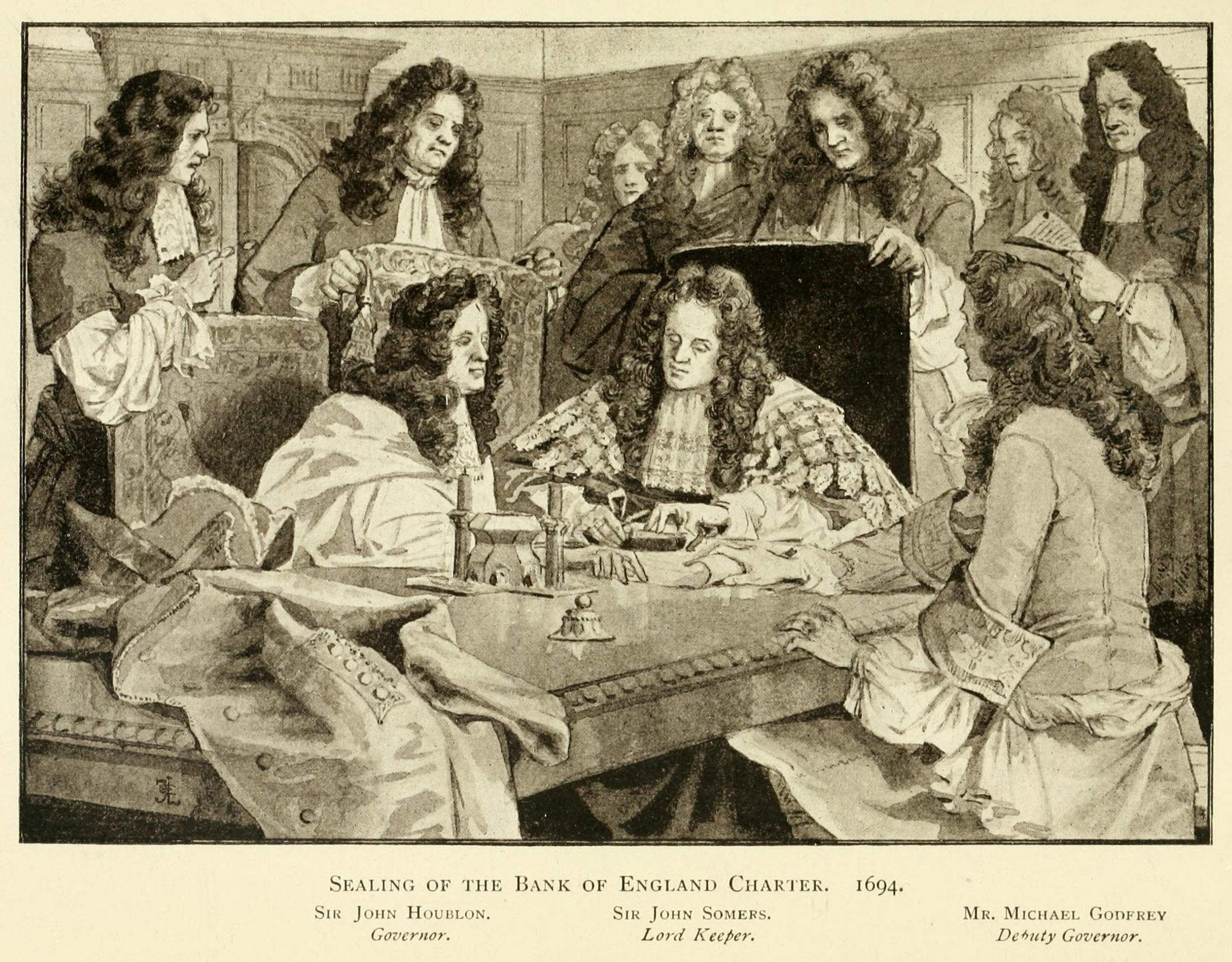
Établissement de la charte de la Banque d'Angleterre (1694), par Lady Jane Lindsay.

En 1694, pour faire face aux dépenses notamment militaires, Louis XIV crée un impôt sur le revenu qui touche tout le monde, y compris le dauphin et les princes : l'impôt de capitation. Cet impôt distingue vingt-et-une classes de contribuables à partir d'une analyse multicritère qui ne tient pas seulement compte des trois classes (noblesse, clergé, tiers état), mais aussi des revenus réels des personnes. La capitation sera supprimée en 1697 puis rétablie en 1701, mais elle perd alors sa fonction d'impôt sur le revenu, car celui-ci est repris par le dixième denier (« dixième ») inspiré par la dîme royale, préconisée par Vauban. En 1697, la monarchie établit une taxe sur les étrangers et leurs héritiers, abandonnée au bout de quelques années et dont le résultat financier est décevant.
Selon Jean-Christian Petitfils, Il ne faudrait pas exagérer le poids des impôts en France sous Louis XIV. Une étude anglaise a en effet montré que, en 1715, les Français sont moins taxés que les Anglais. Les impôts ne représentent alors que 0,7 hectolitres de grain de froment par contribuable en France, contre 1,62 en Angleterre. En fait, la France est alors un pays qui thésaurise beaucoup, et de ce point de vue ce ne sont pas tant les sujets dans leur ensemble qui sont pauvres, que l'État qui n'a pas réellement modernisé son système fiscal. Des études menées dans les années 1980 se sont interrogés sur la question du financement de l'État. En particulier deux choses les ont frappés, tout d'abord les impôts sont toujours payés et d'autre part le pays au moins jusque vers 1780 a été de plus en plus prospère.
Les études montrent que le roi et l'appareil d'État délèguent à des financiers le prélèvement des impôts tout en exigeant d'eux en contrepartie le paiement de sommes forfaitaires. De la sorte, ils font supporter par les financiers les aléas économiques. Ces financiers que très longtemps on a cru de basse extraction sont en fait très bien intégrés dans la société et servent de prête-noms à des aristocrates fortunés. De sorte que comme l'écrit Françoise Bayard « l'État réussit ce tour de force inouï de faire payer volontairement les riches » même si ceux-ci reçoivent en compensation des intérêts. Par ailleurs, le Conseil du roi conserve la maîtrise des financiers et si nécessaire n'hésitent pas à recourir à la justice comme ce fut le cas pour Fouquet. C'est à cette époque que se développe la notion de rente. C'est-à-dire de prêt à l'État qui rapporte un revenu fixe, relativement bien assuré. La rente constitue rapidement une part notable du patrimoine non seulement des gens d'affaires mais aussi de la dot des épouses.
À la mort de Louis XIV, la France connaît une « crise financière sans précédent », conséquence des guerres incessantes et des grands travaux. Les embarras financiers de l'État deviennent « l'élément le plus fâcheux de la situation du royaume » en 1715, ce qui compliquera la tâche du régent Philippe d'Orléans. À la mort de Louis XIV, la dette s'élève à 3,5 milliards de livres — soit entre 25 et 50 milliards d'euros en 2010 — équivalant à dix années de recettes fiscales. Louis XIV n'a pas su doter la France d'une Banque centrale comme l'ont fait les Anglais avec la Banque d'Angleterre, ce qui aurait permis de rationaliser le financement de l'État. Sous la régence, John Law créera une nébuleuse de sociétés autour de la Banque générale, au capital de 6 millions de livres, fondée le 2 mai 1716 sur le modèle de la Banque d'Angleterre, avec des actions échangeables contre les créances sur l'État, mais qui se soldera par un échec financier.

## Religion
Roi de droit divin, Louis XIV est profondément imprégné par la religion qui lui a été inculquée par sa mère.

### Roi très chrétien
Dès son enfance, sa journée, sa semaine et son année sont ponctuées de nombreux rites religieux afin de signifier aux yeux du public la grandeur de la fonction royale. Anne d'Autriche lui impose des exercices de piété réguliers, dès sa première éducation religieuse, confiée à Hardouin de Péréfixe. D'après l'abbé de Choisy, elle recourt à des méthodes rigoureuses pour lui inculquer un esprit religieux : « Il n'y avait que sur le chapitre de la religion qu'on ne lui pardonnait rien ; et parce qu'un jour la reine mère, alors régente, l'entendit jurer, elle le fit mettre en prison dans sa chambre, où il fut deux jours sans voir personne, et lui fit tant d'horreur d'un crime qui va insulter Dieu jusque dans le Ciel, qu'il n'y est presque jamais retombé depuis, et qu'à son exemple le blasphème a été aboli par les courtisans qui en faisaient alors vanité ». Le roi se confesse dès l'âge de 9 ans — au père Charles Paulin — et il fait sa première communion le jour de Noël 1649 (en mémoire du baptême de Clovis, au lieu de la traditionnelle date de Pâques) quelques jours après sa confirmation. Le lendemain des cérémonies du sacre du 7 juin 1654, il devient grand-maître de l'ordre du Saint-Esprit.
Avant de sortir de son lit, et le soir au coucher, le roi reçoit l'eau bénite apportée par son chambellan, se signe et, assis, récite l'office du Saint-Esprit, dont il est grand-maître. Habillé, il s'agenouille et prie en silence. Au lever, il indique l'heure à laquelle il souhaite assister à la messe quotidienne, qu'il ne manque qu'exceptionnellement, en cas de campagne militaire. En tenant compte des jours où il assiste à plusieurs messes, on estime qu'il a été présent à environ trente mille messes dans sa vie. L'après-midi, il se rend régulièrement à l'office liturgique des vêpres, célébrées et chantées les jours solennels.
Chaque résidence royale est dotée d'une chapelle palatine à deux niveaux, avec tribune intérieure permettant au roi d'assister à la messe sans avoir à descendre au rez-de-chaussée,. Le roi ne communie qu'en certaines occasions, lors des « bons jours du roi » : le Samedi saint, les vigiles de la Pentecôte, de la Toussaint et de Noël, le jour de l'Assomption ou de l'Immaculée Conception. Il assiste au salut du Saint-Sacrement, célébré tous les jeudis et dimanches en fin d'après-midi, ainsi que durant toute l'octave de la Fête-Dieu.

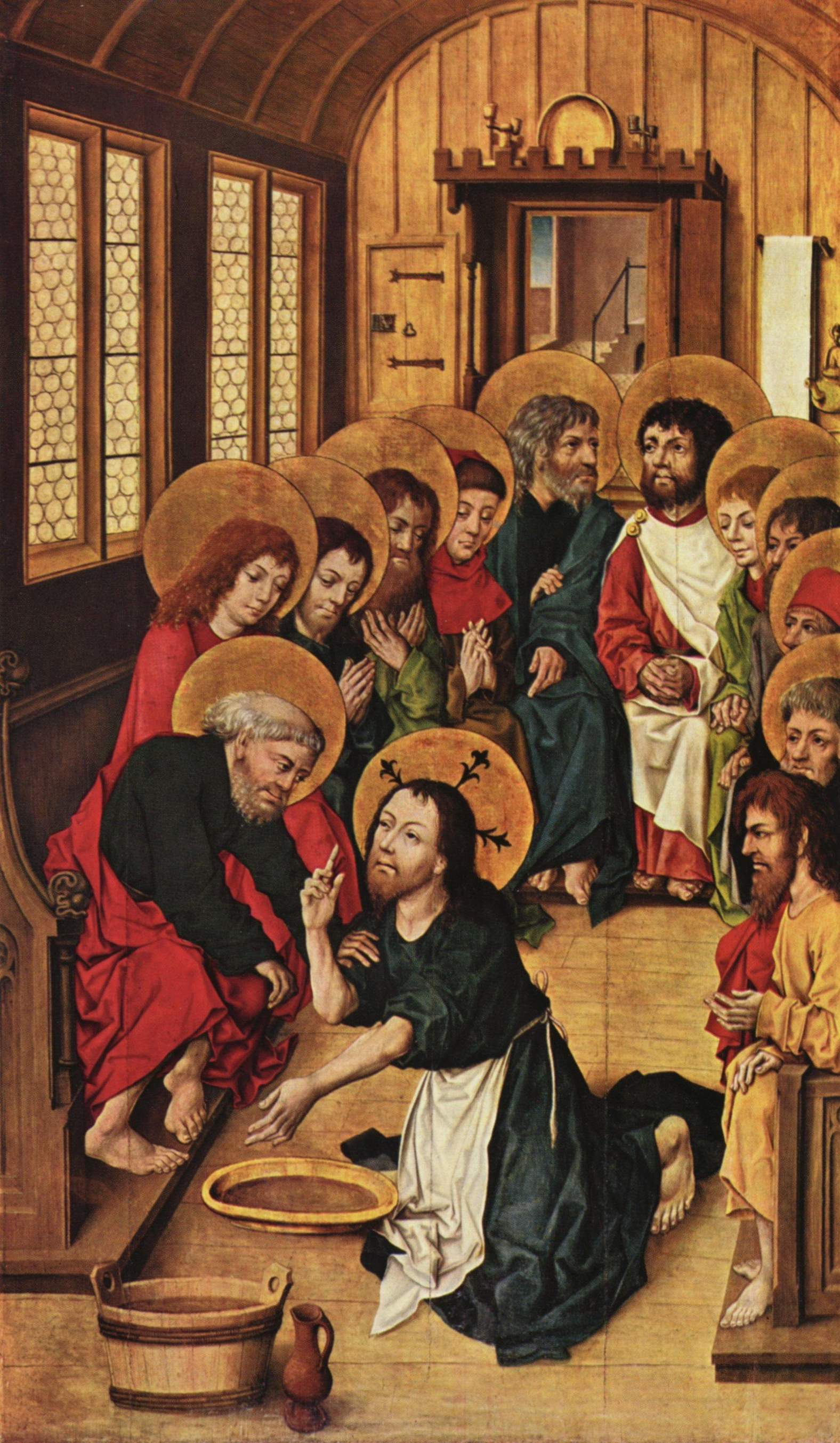
Scène de lavement des pieds : panneau gauche d'un retable de la Passion du Christ, Maître du Livre de Raison, v. 1475, Gemäldegalerie de Berlin.

#### Stricte observance des rites
En raison du sacre, certains rites religieux s'appliquent au roi de France pour rappeler son statut particulier de roi très chrétien. Louis XIV les assume avec une dévotion croissante. D'abord, la présence du roi à la messe entraîne des actions liturgiques proches de celles prévues en présence d'un cardinal, d'un archevêque métropolitain ou d'un évêque diocésain. Il est assimilé à un évêque sans juridiction ecclésiastique. De plus, dès l'âge de quatre ans, chaque jeudi saint, comme tous les évêques catholiques, le roi procède à la cérémonie du lavement des pieds ou mandé royal (Mandatum ou de Lotio pedum). Sélectionnés la veille, examinés par le premier médecin du roi, lavés, nourris et revêtus d'une petite robe de drap rouge, treize garçons pauvres sont amenés dans la grande salle des gardes, à l'entrée de l'appartement de la reine. Enfin, en vertu d'un pouvoir thaumaturgique dérivé du sacre, le roi de France est censé pouvoir guérir les écrouelles, une forme ganglionnaire de la tuberculose. Cette dimension quasi sacerdotale est le signe que les rois de France, qui ainsi « font les miracles de leur vivant […] ne sont pas purs laïques, mais que participant à la prêtrise, ils ont des grâces particulières de Dieu, que même les plus réformés prêtres n'ont pas ». Le roi, qui apparaît comme un intermédiaire du pouvoir de Dieu, prononce la formule « le Roi te touche Dieu te guérisse » (et non plus « Dieu te guérit »), le subjonctif, laissant à Dieu seul la liberté de guérir ou non. Versailles devient ainsi un lieu de pèlerinage et les malades y sont accueillis sous les voûtes de l'Orangerie. Au cours de son règne, le roi a touché près de 200 000 crofuleux, mais il ne s'en plaignait pas, d'après le chroniqueur du Mercure Galant.

#### Monarque à l'écoute des sermons
Le roi assiste à des sermons, des oraisons et à au moins vingt-six prédications lors de l'Avent et du Carême. Les prédicateurs viennent d'horizons variés, Don Cosme appartient à l'ordre des Feuillants, le père Séraphin est de l'ordre des Capucins,. Les thèmes de prédication sont libres, même si traditionnellement le sermon du 1er novembre porte sur la sainteté, celui du 2 février sur la pureté. C'est un des seuls espaces de critique possible sous l'absolutisme : les sermonneurs ne sont pas complaisants et mettent régulièrement en cause certains comportements du roi ou de la cour, et le lien entre la vertu du roi et le bonheur de son peuple est régulièrement mis en avant. Bossuet, défenseur du droit divin et théoricien de la supériorité de la monarchie prône une politique royale en faveur des pauvres, insiste sur les devoirs du roi et défend un programme de politique chrétienne : protection de l'Église et de la foi catholique, éradication de l'hérésie protestante, répression des blasphèmes et des crimes publics, pratique des vertus et notamment de la justice.

### Du libertinage à la dévotion

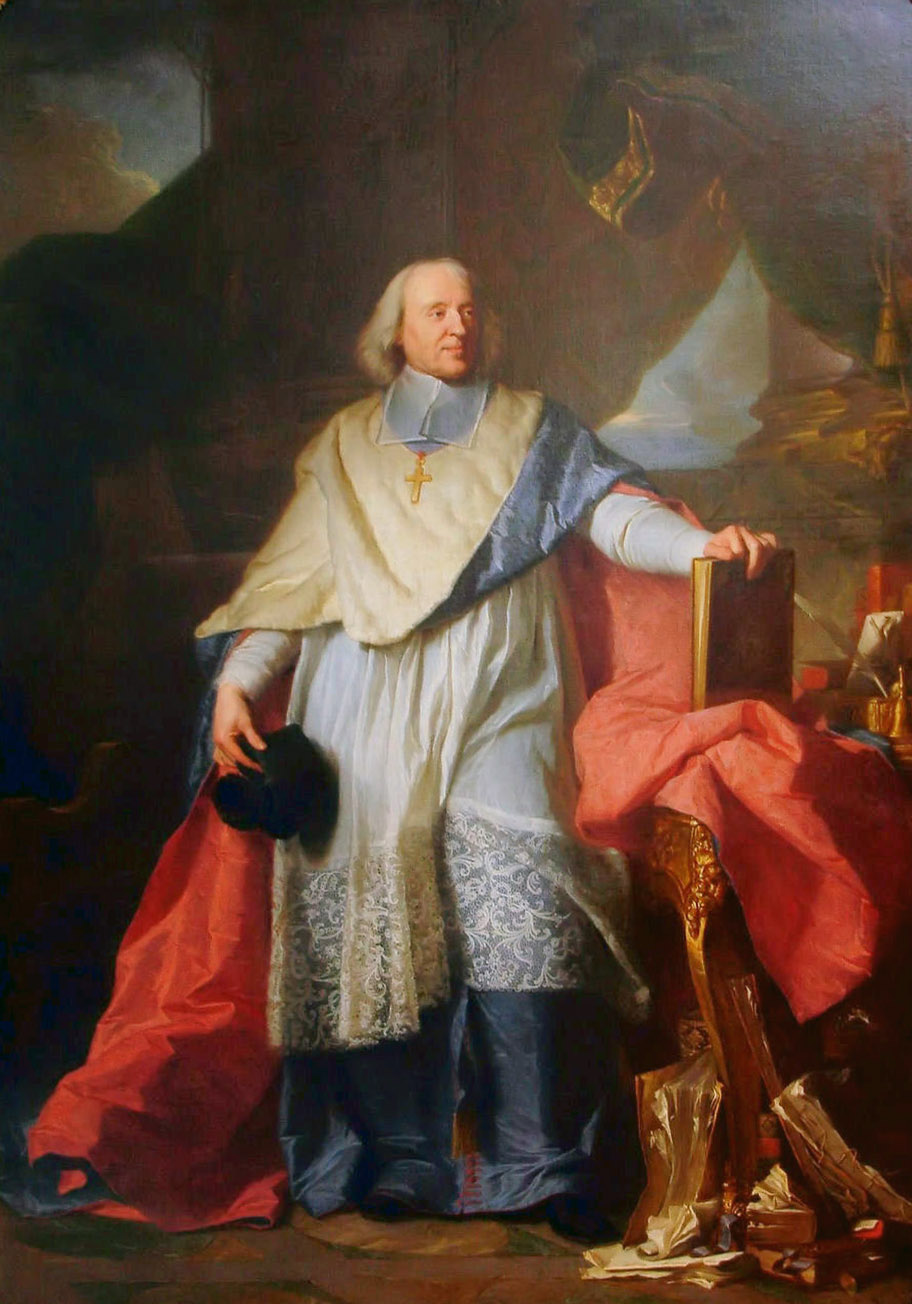
Jacques-Bénigne Bossuet, évêque et précepteur du Dauphin.

Le jeune roi ne se laisse cependant pas dicter sa conduite par les religieux. Ainsi, il sait conserver le secret, même vis-à-vis de son confesseur comme c'est le cas lors de l'arrestation, en 1652, du coadjuteur de Paris impliqué dans la Fronde. Il ne ménage pas non plus les dévots, suivant en cela Mazarin qui était défavorable à ce parti que soutient alors la reine mère ; on le soupçonne même d'avoir soufflé à Molière l'idée du Tartuffe, comédie visant les « faux-dévots ». Jusqu'à la fin des années 1670, le roi et la cour s'adonnent à un fort libertinage qui choque les dévots. Le roi se convertit au moment où il se remarie secrètement avec Madame de Maintenon.
Dès qu'il occupe réellement le pouvoir, à partir de 1661, Louis XIV affirme vouloir soumettre les factions religieuses du royaume dans une unité d'obéissance. Le 13 décembre 1660, il fait savoir au Parlement qu'il a décidé d'éradiquer le jansénisme, car il y voit un rigorisme rendant impossibles les hardiesses requises d'un chef d'État dans l'exercice de son autorité et l'obéissance due par les sujets. Par ailleurs, il affirme son autorité et l'indépendance du clergé français par rapport au pape. Alexandre VII est même menacé de guerre en 1662, car il veut réduire l'extraterritorialité de l'ambassade de France à Rome pour des raisons diplomatiques et de police. À cette occasion, le roi fait occuper Avignon.
En 1664, il dissout les congrégations secrètes, notamment la compagnie du Saint-Sacrement qui compte autant de dévots jésuites que jansénistes. Cette dissolution n'est pas seulement liée à la dévotion de ses membres, elle tient surtout au fait que le roi s'inquiète de la constitution d'un groupe échappant à son contrôle.

### Relations avec les jansénistes

#### Épineuse question de la grâce

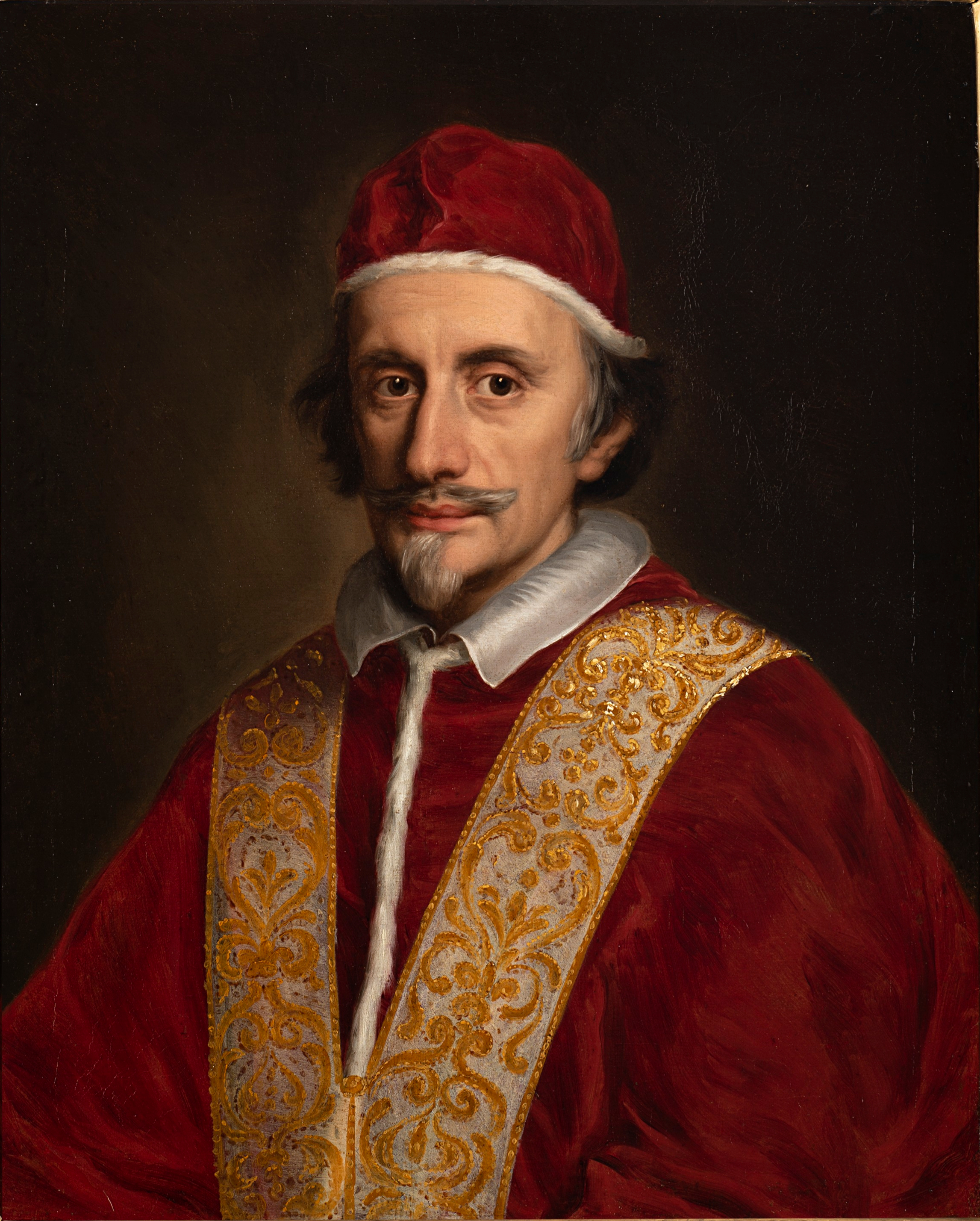
Pape Innocent XI (1611-1689), Bienheureux de l'Église catholique et adversaire résolu du roi.

Deux visions de la grâce s'opposent à l'intérieur du christianisme depuis Pélage et Augustin d'Hippone. Pour le premier, l'homme peut faire son salut par lui-même, sans recourir à la grâce divine. Pour Augustin, au contraire, la nature corrompue des êtres humains ne permet pas le salut sans l'intervention de Dieu. Traditionnellement, l'Église opte pour un moyen terme entre les deux. La Renaissance, en pariant sur la liberté humaine, a eu tendance à revenir au pélagianisme, ce qui a entraîné les réactions de Luther et de Calvin, proches sur ce point de l'augustinisme. Les jésuites, sous l'influence notamment de Tirs de Molina, développent quant à eux la notion de grâce suffisante, qui est proche de la vision pélagienne de la grâce et débouche sur une religion humaine qui nie le côté tragique de la vie. Cela entraîne, en réaction, une réformation catholique plus augustinienne où s'illustrent de nombreux hommes d'Église français tels Pierre de Bérulle, François de Sales ou Vincent de Paul. Au départ, les jansénistes peuvent être vus comme participant de ce courant de réforme.

#### Politiques
Richelieu connait Saint-Cyran, un des fondateurs du jansénisme. Voyant en lui le successeur de Bérulle à la tête du parti dévot, il le fait enfermer. En 1642, la bulle In eminenti (1642) condamne certaines des thèses de l'Augustinus, un livre de Jansénius. Paradoxalement, le jansénisme en sort renforcé car cela donne l'occasion à Antoine Arnauld d'écrire De la fréquente communion (1643), un livre clair et compréhensible qui s'oppose à la religion mondaine (tournée vers le monde) des jésuites. En 1653, le pape Innocent X émet la bulle Cum occasione, qui condamne cinq propositions dont il est sous-entendu qu'elles figurent dans le livre de Jansénius. Mazarin, désireux de se concilier le pape, décrète, après avoir consulté les évêques, que ces propositions figurent effectivement dans l'Augustinus. Les jansénistes commencent alors à être victimes de rumeurs et de pressions de l'appareil d'État. Le début du gouvernement personnel du roi voit les persécutions s'intensifier. Les religieuses de Port-Royal sont dispersées en 1664. Commence alors un jansénisme souterrain qui se poursuivra tout au long du XVIIIe siècle. Si la politique de Mazarin est uniquement marquée par des considérations de politique politicienne, les décisions de Louis XIV portent plus sur des questions de fond. Il se méfie des jansénistes car leur volonté d'autonomie les amène à s'opposer à un pouvoir absolu de droit divin. De plus, ils sont portés sur l'austérité alors que le roi aime les divertissements, la pompe, les arts.

### Du droit de régale au gallicanisme
Le droit de régale repose sur une coutume qui permet au roi de France de percevoir « les revenus des évêchés vacants et de nommer aux canonicats des chapitres, jusqu'à ce que le nouvel évêque ait fait enregistrer son serment par la cour des Comptes ». Se fondant sur la jurisprudence du Parlement de Paris, le roi décide en février 1663 d'étendre cette pratique à tout le royaume, alors qu'elle n'en touchait que la moitié. Les évêques de tendance janséniste de Pamiers et d'Alet-les-Bains en appellent au pape au nom de la liberté de l'Église face au pouvoir séculier. Le pape Innocent XI leur donne raison par trois brefs. En juillet 1680, l'assemblée du clergé soutient la position royale. À la suite de divers incidents, le pape excommunie un des évêques nommés par le roi. Une nouvelle assemblée du clergé en juin 1681 cherche à ménager les parties. Le roi cherche aussi un compromis en renonçant à certaines prérogatives. Le pape restant sur ses positions, l'assemblée du clergé adopte en mars 1682 la Déclaration des Quatre articles qui servira de base au gallicanisme. L'article 1 affirme la souveraineté du roi sur les affaires temporelles ; l'article 2 accorde « la plénitude de puissance » au pape sur les affaires spirituelles, tout en y apportant des restrictions ; l'article 3 rappelle les principes de base du gallicanisme concernant la spécificité des règles, mœurs et constitutions du royaume de France ; le quatrième article émet de façon subtile des doutes sur la doctrine de l'infaillibilité pontificale. Devant le refus du pape d'accepter ces articles, les évêques français déclarent que « l'Église gallicane se gouverne par ses propres lois ; elle en garde inviolablement l'usage ». Le Parlement de Paris enregistre les articles en mars 1682.
Cette épreuve de force a deux conséquences : le pape refuse d'approuver les nominations au poste d'évêque proposées par le roi, provoquant la vacance de nombreux postes ; l'appui du clergé français au roi oblige en quelque sorte ce dernier à adopter la ligne dure de l'Église de France face aux protestants. Malgré son opposition au pape Innocent XI, Louis XIV ne songe pas à établir une Église gallicane indépendante de Rome, sur le modèle de l'Église anglicane anglaise. Selon Alexandre Maral, il veut « être considéré davantage comme un collaborateur que comme un subordonné » du pape. Son approbation des quatre articles du gallicanisme est liée au fort sentiment d'injustice ressenti face à un pape « usant et abusant d'armes spirituelles pour soutenir des intérêts temporels contraires à ceux de la France ». Le gallicanisme du « Grand Roi » n'est pas mû par une volonté d'indépendance comme chez les anglicans, mais par une volonté de ne pas être un vassal de Rome.
L'affaire de la régale est compliquée à partir de 1679 par la querelle des Franchises : Innocent XI souhaite mettre fin aux privilèges que les ambassadeurs des cours européennes détiennent à Rome, dans leurs quartiers respectifs. À la mort du duc d'Estrées, en janvier 1687, la police pontificale pénètre dans le quartier du palais Farnèse pour mettre fin aux droits de douane et de police des diplomates français, et le pape menace d'excommunication ceux qui tenteraient de relever les franchises. Le nouvel ambassadeur, le marquis de Lavardin, reçoit du roi la mission de maintenir les franchises françaises, ce dont il s'acquitte en faisant occuper militairement une partie de Rome.

### Avec les protestants

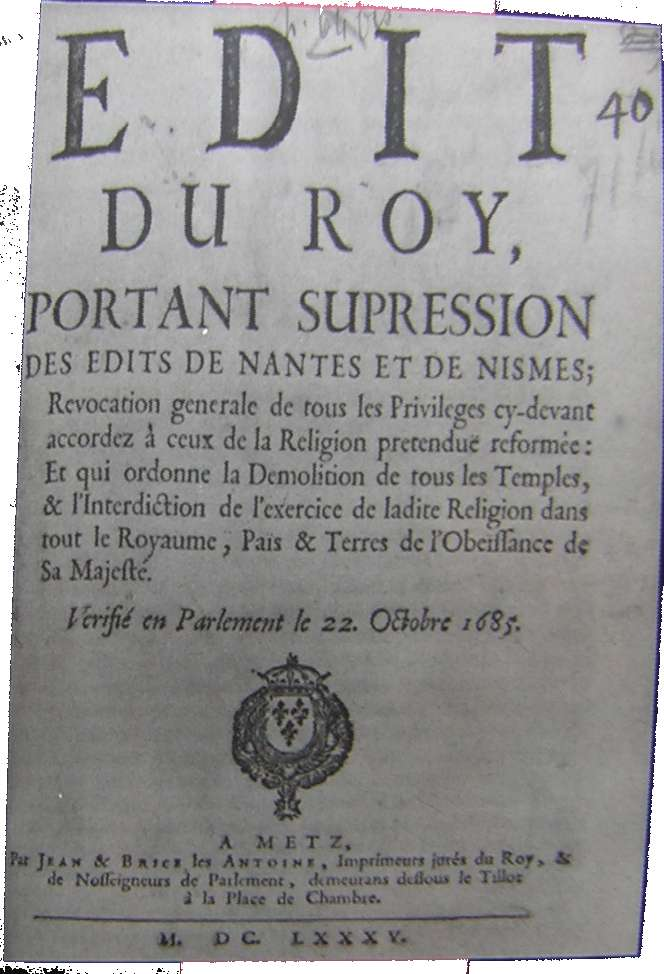
La révocation de l'édit de Nantes interdit le protestantisme dans le royaume.

#### Persécutions
Le protestantisme est, à l'époque de Louis XIV, minoritaire en France, comme il l'a toujours été. Rappelons ici qu'il n'a jamais constitué plus de 10 % de la population y compris lors des guerres de religion du XVIe siècle. En 1660-1670, on estime le nombre des protestants à environ 787 400. L'édit, signé à Nantes le 13 avril 1598 par le roi de France Henri IV, est un compromis qui laisse la liberté de culte aux protestants dans certaines limites et la possession de certaines places fortes militaires. Cette possibilité de conserver des places fortes est révoquée sous le règne de Louis XIII lors de la paix d'Alès en 1629.
À la cour, le parti nobiliaire protestant est en voie de disparition : la conversion d'Henri IV et l'édit d'Alès l'a affaibli. Louis XIV, en « domestiquant » la noblesse, « domestiqua » aussi la religion : bon nombre de nobles protestants doivent, pour acquérir une charge, se convertir à la religion du roi, le catholicisme.
Sur le plan local, par des arrêts du Conseil, Louis XIV restreint peu à peu les libertés accordées aux protestants par l'édit de Nantes, vidant le texte de sa substance. La logique du « tout que ce qui n'était pas autorisé par l'édit est interdit » conduit à l'interdiction de tout prosélytisme et de certains métiers pour les membres de la religion prétendument réformée. Avec l'arrivée au pouvoir de Louvois, la pression sur les protestants s'alourdit par l'obligation qui leur est faite de loger les troupes, les dragonnades. Les dragonnades ont été d'abord utilisées en Bretagne en 1675, pour venir à bout de la révolte du papier timbré, mais la radicalisation de cette politique accélère les conversions contraintes. Louis XIV, qui reçoit de son administration des listes de conversions, y voit « l'effet de sa piété et de son autorité ». Si le roi est mal informé par ses services et ses courtisans qui lui cachent la cruelle réalité, il n'en demeure pas moins que celui-ci, « formé par des confesseurs jésuites, nourri dès l'enfance de sentiments anti-protestants », ne demande qu'à croire ce qu'on lui dit.

#### Révocation de l'édit de Nantes
Le 17 octobre 1685, le roi signe l'édit de Fontainebleau, contresigné et inspiré par le chancelier Michel Le Tellier. Il vaut révocation de l'édit de Nantes (promulgué par Henri IV en 1598) et fait du royaume un pays exclusivement catholique. Le protestantisme est interdit sur tout le territoire et des temples sont transformés en églises. À défaut de se convertir au catholicisme, nombre de huguenots choisissent de s'exiler vers des pays protestants : l'Angleterre, les États protestants d'Allemagne, les cantons protestants de Suisse, les Provinces-Unies et ses colonies, comme celle du Cap. On estime à environ 200 000 le nombre d'exilés, dont beaucoup d'artisans ou de membres de la bourgeoisie. Néanmoins, les récents travaux de Michel Morrineau et de Janine Garrisson ont nuancé les conséquences économiques de la révocation : l'économie ne s'effondre pas en 1686 et la formation d'une diaspora française en Europe favorise l'exportation ou l'essor européen de la langue française, il n'en demeure pas moins que les conséquences humaines et religieuses sont sérieuses.
Ce geste politique est souhaité par le clergé et par le groupe des anti-protestants, proches de Michel Le Tellier. Il semble que ceux-ci n'ont que très partiellement informé le roi de la situation des protestants, en profitant du fait que le camp des modérés est affaibli par la mort de Colbert.
À l'époque, l'unité religieuse est considérée comme nécessaire à l'unité d'un pays, en vertu de l'adage latin « cujus regio ejus religio (à chaque pays sa religion) », mis en avant par Guillaume Postel. Une telle fusion du politique et du religieux n'est d'ailleurs pas propre à la France : l'Angleterre, après l'exécution de Charles Ier — que Louis XIV a connu à l'époque de la Fronde — impose en 1673 le Test Act, qui interdit aux catholiques l'accès aux fonctions publiques et aux Chambres des lords et des communes, mesure qui restera en vigueur jusqu'en 1829.
L'édit de Fontainebleau est bien accueilli en général et pas seulement par les « papistes » et les dévots : « La Bruyère, La Fontaine, Racine, Bussy-Rabutin, le Grand Arnauld, Madeleine de Scudéry et beaucoup d'autres applaudirent », tout comme Madame de Sévigné. Cette décision redore le prestige de Louis XIV vis-à-vis des princes catholiques et lui restitue « sa place parmi les grands chefs de la chrétienté ». Bossuet qualifie le roi, dans une oraison de 1686, de « nouveau Constantin ».
Le pape Innocent XI n'est pas enthousiasmé par l'action du roi. Selon Alexandre Maral, ce pape, qui n'est pas hostile à la rigueur morale des jansénistes, semble avoir voulu la réunification des deux branches séparées (catholiques et protestants) de l'Église. Cette thèse est confortée par le fait qu'il fait cardinal en 1686 l'évêque de Grenoble Étienne Le Camus, favorable à cette politique.
Chez beaucoup de protestants convertis, l'adhésion au catholicisme reste superficielle, comme le montrent des soulèvements de protestants dans le Languedoc, dont la guerre des Cévennes entre les camisards et les troupes royales constitue le paroxysme.

### Judaïsme
Louis XIV fut moins hostile aux Juifs que ses prédécesseurs. Le début de son règne marque en effet une évolution dans la politique du pouvoir royal vis-à-vis du judaïsme. Dans l'esprit de la politique pragmatique de Mazarin, lorsqu'en 1648 les traités de Westphalie attribuent les Trois-Évêchés, la Haute-Alsace et la Décapole à la France, le pouvoir choisit de ne pas exclure les Juifs qui y habitent, bien que l'édit de 1394 qui les expulse de France soit encore théoriquement applicable.
En 1657, le jeune Louis XIV est reçu solennellement, avec son frère, à la synagogue de Metz. Concernant les Juifs alsaciens, si au départ ils gardent le même statut que sous l'empire germanique, peu à peu les choses vont s'améliorer avec les lettres patentes de 1657. Enfin, les ordonnances de 1674, publiées par l'intendant Jacques de La Grange, font que le statut des Juifs de l'Alsace royale est aligné sur celui des Juifs de Metz, et que le péage corporel est aboli pour eux. Ceux du reste de la province restent cependant assimilés à des étrangers, et donc soumis à ce péage corporel. Les Juifs d'Alsace royale ayant le même statut que les Juifs messins, un rabbinat des Juifs d'Alsace est créé en 1681.
Un certain nombre de Juifs hollandais, qui ont immigré à Pernambouc, au Brésil, sous domination hollandaise de 1630 à 1654, doivent quitter ce pays quand les Portugais en reprennent le contrôle et y rétablissent l'Inquisition. Certains s'établissent alors aux Antilles françaises et la tradition veut que la capitale de la Guadeloupe, Pointe-à-Pitre, doive son nom à un Juif hollandais, appelé Peter ou Pitre selon la transcription en français. Toutefois, les Juifs quittent la Martinique quand ils en sont expulsés en 1683, expulsion élargie à toutes les Antilles françaises par le Code noir de 1685, dont le premier article enjoint à « tous nos officiers de chasser de nos dites îles tous les Juifs qui y ont établi leur résidence, auxquels, comme aux ennemis déclarés du nom chrétien, nous commandons d'en sortir dans trois mois à compter du jour de la publication des présentes »,.

### Opposition royale au quiétisme de Fénelon

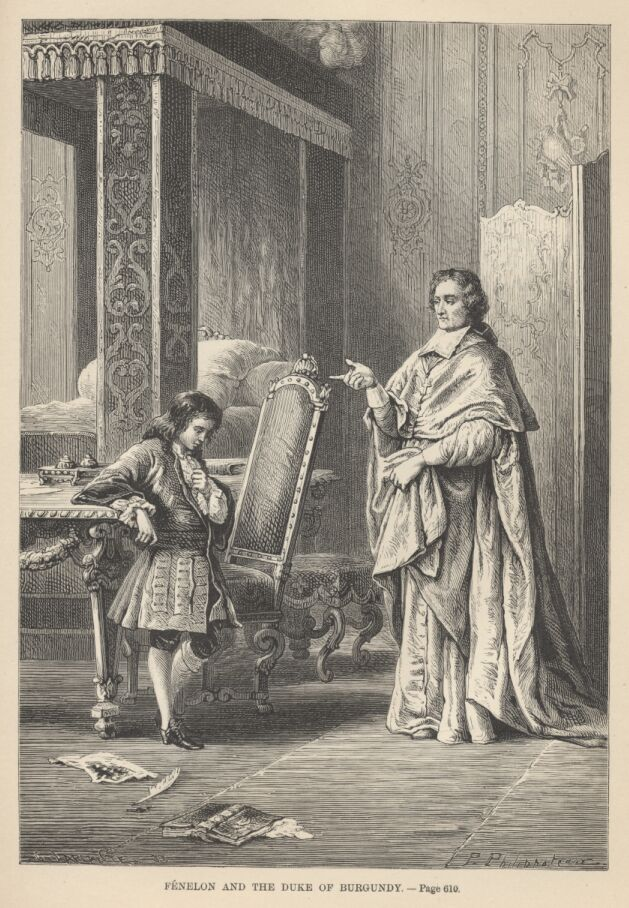
Fénelon et le duc de Bourgogne, par Alphonse de Neuville (1835-1885).

L'oraison (ou prière d'adoration) est en vogue aux XVIe et XVIIe siècles, avec notamment Sainte Thérèse d'Avila, Saint Jean de la Croix et en France, Pierre de Bérulle et François de Sales. En Espagne, Miguel de Molinos publie un Guide spirituel (1675), dans lequel il soutient une vision extrême de l'oraison où l'âme peut s'anéantir en Dieu et échapper au péché. D'abord favorable à cette position, le pape Innocent XI finit par condamner 68 des propositions de ce livre, par la bulle Caelestis Pastor (1687). En France, cette pensée inspire Madame Guyon, qui à son tour influence non seulement des dames de la cour, mais également Fénelon, précepteur du duc de Bourgogne, fils du Grand Dauphin.
C'est le directeur spirituel de Saint-Cyr, où l'épouse secrète de Louis XIV s'occupe de l'éducation des jeunes filles, qui, le premier, en mai 1693, s'inquiète de la progression de la doctrine de Madame Guyon dans cet établissement. Mis au courant, le roi soupçonne une cabale et enjoint à son épouse de rompre ses relations avec la dame en question. Par ailleurs, le roi en appelle à l'arbitrage de Bossuet qui passe alors pour le chef de l'Église catholique en France. De son côté, Fénelon, qui a rédigé en décembre 1693 de façon anonyme une violente diatribe contre la politique royale, se voit refuser l'évêché de Paris. L'affaire religieuse se double maintenant d'une affaire politique. Les jésuites, qui ont fait condamner les thèses de Miguel de Molinos inspirateur du quiétisme, soutiennent maintenant Madame Guyon, sa disciple. Cette attitude est dictée par leur volonté de s'opposer aux gallicans qui mènent l'attaque contre elle et contre Fénelon. Précisons ici que les gallicans sont partisans d'une certaine indépendance de l'Église de France vis-à-vis du pape, alors que les jésuites qui soutiennent le pape sont ultramontains. Finalement, le souverain pontife se garde bien de condamner formellement Madame Guyon et se contente de réprouver vaguement quelques thèses.
Les choses auraient pu en rester là si Fénelon n'avait pas fait paraître, en 1699, Les Aventures de Télémaque, composé à l'intention des enfants royaux et exposant une critique de l'absolutisme royal. Le roi fait saisir cet ouvrage qui le renforce dans sa volonté de ne jamais faire revenir son auteur à la cour. L'opposition de Fénelon à la politique de Louis XIV semble basée sur un fort sentiment anti-machiavélisme qui refuse « la séparation entre la religion et la politique, la morale chrétienne et la morale d'État ». La pensée de Fénelon nourrira tout un courant aristocratique marqué par l'idée d'une « monarchie patriarcale et tempérée, ennemie de la guerre, vertueuse, philanthropique ».

### Problèmes religieux de la fin du règne

#### Amélioration des relations avec le Vatican
Le rapprochement entre Louis XIV et Innocent XI était très difficile voire impossible, en raison d'une opposition de fond. Quand il est élu, le pape ambitionne de devenir le directeur spirituel du roi. Dans une lettre de mars 1679, il demande au chargé d'affaires de la nonciature que, par l'intermédiaire du père de La Chaize, confesseur du roi, il soit conseillé à Louis XIV de bien vouloir « réfléchir au moins pendant dix minutes et bénir le Seigneur tout en s'efforçant aussi de méditer souvent sur la vie éternelle et sur la caducité de la gloire et des biens temporels ». Par ailleurs, ce pape n'est pas sans sympathie pour l'austérité et la rigueur des jansénistes. Dans l'affaire de la régale, il donne d'ailleurs raison à deux évêques jansénistes, ce qui pousse le roi à adopter une attitude strictement gallicane. Enfin, leurs politiques respectives envers les musulmans et les protestants sont radicalement différentes : le pape voudrait que le roi soutienne l'empereur dans sa lutte contre les Turcs, ce que Louis XIV ne fait qu'à reculons, car ce n'est pas dans l'intérêt de la France. De même, au moment de la guerre de Neuf Ans, ce pape favorisera les intérêts de l'empereur lors de la succession à l'évêché de Cologne. En ce qui concerne les protestants, ce pape est plutôt en faveur de la concorde et guère favorable à l'édit de Fontainebleau.
L'élection d'Alexandre VIII en 1689 change la donne. Celui-ci fait cardinal Forbin-Janson, que soutient le roi et qui, par reconnaissance, lui restitue Avignon et le Comtat Venaissin. Son successeur Innocent XII, élu en juillet 1691, commence à régler la question des évêques dont la nomination n'avait pas été validée par le Vatican depuis 1673. En 1693, le roi obtient des évêques français le retrait des quatre articles fondateurs du gallicanisme puis, peu à peu, l'affaire de la régale s'éteint. En 1700, au début de la guerre de Succession d'Espagne, le nouveau pape Clément XI aide Louis XIV en soutenant son candidat pour l'archevêché de Strasbourg, contre celui de l'Empereur.

##### BulleVinean domini

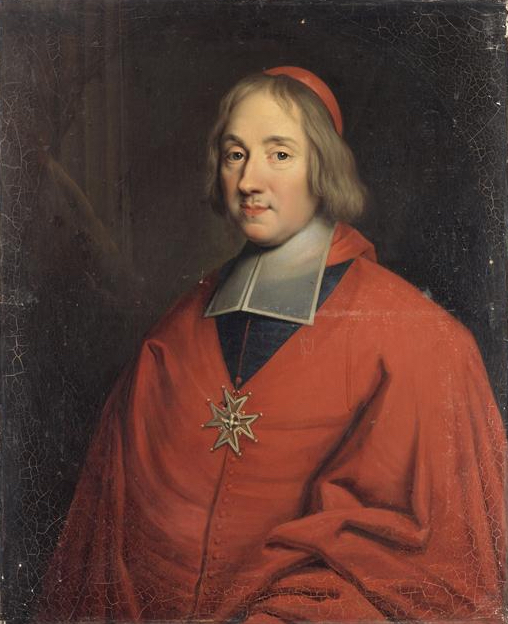
Portrait du cardinal Louis-Antoine de Noailles, archevêque de Paris.

À la fin du règne de Louis XIV, le clergé français est majoritairement proche d'un augustinisme modéré teinté de jansénisme, animé par l'archevêque de Paris Louis-Antoine de Noailles, par l'archevêque de Reims Charles-Maurice Le Tellier (frère de Louvois), et par Jacques-Bénigne Bossuet, évêque de Meaux, prédicateur et rédacteur des Quatre articles de l'église gallicane. Le père Pasquier Quesnel, vu comme un continuateur du jansénisme, vient interrompre cette progression lente du jansénisme, en défendant des thèses d'un gallicanisme radical dans la continuité de la pensée d'Edmond Richer. Il veut notamment l'élection des évêques et des curés par les chrétiens. Parallèlement, les jansénistes durs lancent « l'affaire du cas de conscience », portant sur l'absolution à donner ou non à un prêtre qui n'admet pas que les cinq propositions du jansénisme condamnés par le pape figurent dans l'Augustinus. Fénelon, qui veut s'imposer contre Bossuet, adopte les thèses jésuites et insiste pour que Rome se prononce pour le refus de l'absolution, ce que fait le pape en promulguant la bulle Vinean Domini Sabaoth en 1705. Parallèlement, on assiste à un durcissement de l'attitude des dernières sœurs de Port-Royal, qui refusent d'accepter la position conciliante de l'archevêque de Paris. Elles sont alors excommuniées et le roi fait raser l'abbaye par un arrêt de janvier 1710.

##### BulleUnigenitus
Le père Le Tellier, nouveau confesseur du roi, et Fénelon, veulent obtenir une condamnation franche des thèses du père Quesnel, à la fois pour des raisons religieuses et peut-être par ambition personnelle. En effet, ils espèrent ainsi obtenir la révocation ou la démission du cardinal de Noailles, archevêque de Paris proche des thèses gallicano-augustiennes.
Le pape, d'abord réticent par crainte de relancer un conflit dans le clergé français, finit par céder et publie la bulle Unigenitus (1713), qui développe une vision hiérarchisée et dogmatique de l'Église. Les instigateurs français de la bulle imposent alors une interprétation dure du texte à l'intention du clergé français. Le cardinal de Noailles s'y oppose tout comme une large partie du bas clergé et des fidèles. Le roi et le pape ne parviennent pas à s'accorder sur la manière de faire obéir le cardinal, car le roi s'oppose à tout acte d'autorité pontificale qui mettrait en cause les libertés gallicanes. Le Parlement et la haute administration s'opposent de leur côté à l'enregistrement de la bulle, et le roi meurt sans avoir pu les y forcer.

## Culture, arts et sciences: instruments de rayonnement et de pouvoir
La recherche de gloire chez Louis XIV ne passe pas seulement par la politique et la guerre : elle inclut les arts, les lettres et les sciences ainsi que la construction de palais somptueux et des spectacles à grand déploiement. Même si le succès et l'instrumentalisation politique des références antiques s'intensifient dès la Renaissance, la mythologie gréco-romaine se trouve particulièrement sollicitée à des fins de prestige et de propagande royale.

### Sens du spectacle

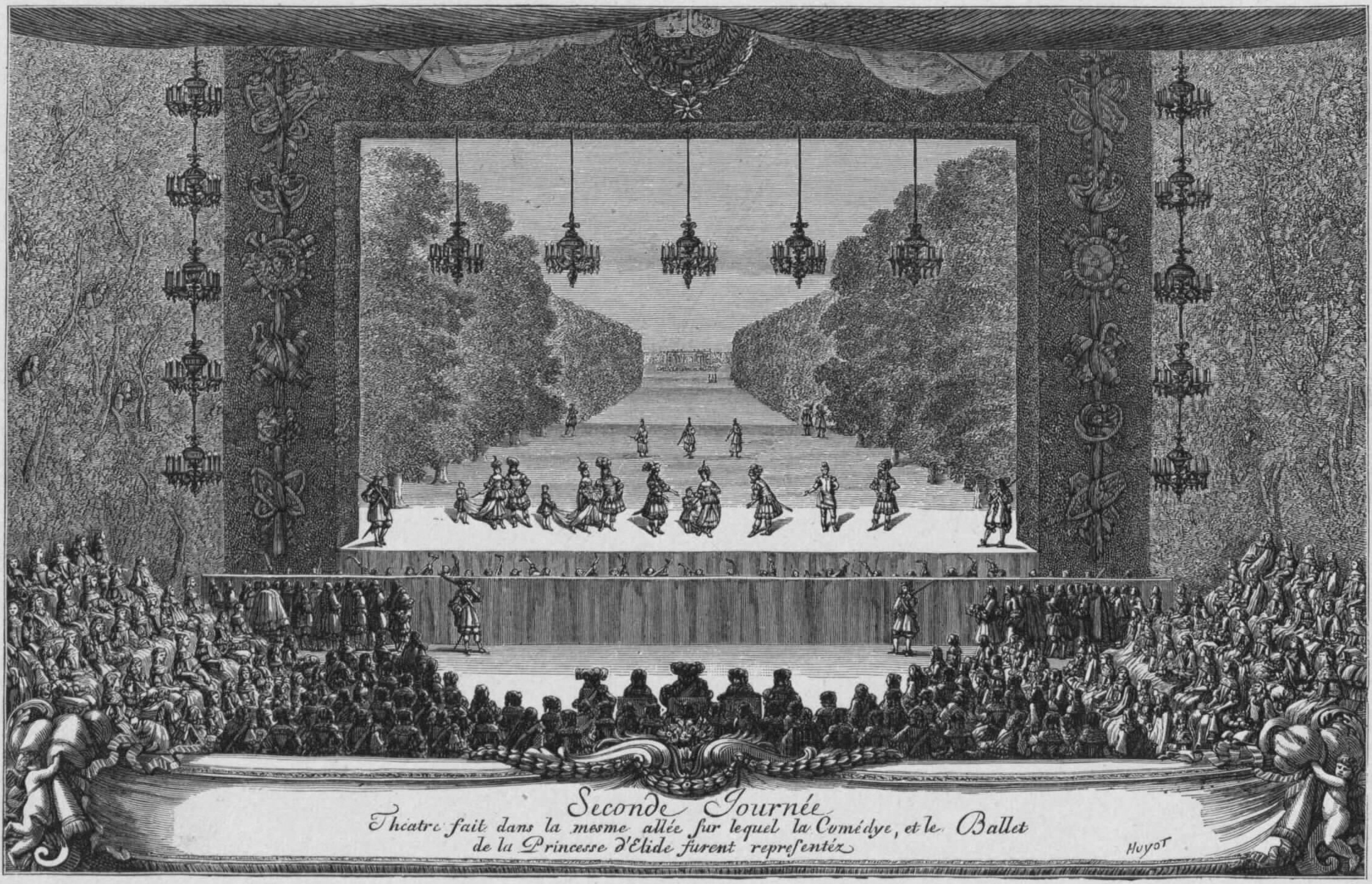
Représentation de La Princesse d'Élide à Versailles en 1664, dans le cadre de la somptueuse fête des Plaisirs de l'Île enchantée.

Le roi accorde une grande importance aux fêtes spectaculaires (voir « Fêtes à Versailles »), ayant appris de Mazarin l'importance du spectacle en politique et la nécessité de montrer sa puissance pour renforcer l'adhésion populaire. Dès 1661, alors que Versailles n'est pas encore construit, il détaille, de façon précise pour l'instruction du Grand Dauphin venant de naître, les raisons qui doivent pousser un souverain à organiser des fêtes :

« Cette société de plaisirs, qui donne aux personnes de la Cour une honnête familiarité avec nous, les touche et les charme plus qu'on ne peut dire. Les peuples, d'un autre côté, se plaisent au spectacle où, au fond, on a toujours pour but de leur plaire ; et tous nos sujets, en général, sont ravis de voir que nous aimons ce qu'ils aiment, ou à quoi ils réussissent le mieux. Par là nous tenons leur esprit et leur cœur, quelquefois plus fortement peut-être, que par les récompenses et les bienfaits ; et à l'égard des étrangers, dans un État qu'ils voient d'ailleurs florissant et bien réglé, ce qui se consume en ces dépenses qui peuvent passer pour superflues, fait sur eux une impression très avantageuse de magnificence, de puissance, de richesse et de grandeur […]. »

Afin d'éblouir la cour et la favorite du moment, il organise des fêtes fastueuses, pour lesquelles il n'hésite pas à faire venir des animaux d'Afrique. La plus célèbre et la mieux documentée de ces fêtes est sans doute Les Plaisirs de l'île enchantée, en 1664. L'historien Christian Biet décrit ainsi l'ouverture de ces fêtes : 

« Précédé d'un héraut d'armes vêtu à l'antique, de trois pages dont celui du roi, M. d'Artagnan, de huit trompettes et de huit timbaliers, le roi s'est montré tel qu'en lui-même, sous un déguisement grec, sur un cheval au harnais couvert d'or et de pierreries. […] Les comédiens de la troupe de Molière furent particulièrement admirés. Le Printemps, sous les traits de la Du Parc, parut sur un cheval d'Espagne. On la savait très belle, on l'aimait en coquette, elle fut superbe. Ses manières hautaines et son nez droit enthousiasmèrent les uns, ses jambes qu'elle savait montrer et sa gorge blanche mirent les autres dans tous leurs états. Le gros Du Parc, son mari, avait quitté ses rôles de grotesque pour jouer l'Été sur un éléphant couvert d'une riche housse. La Thorillière, habillé en Automne, défilait sur un chameau, et tous s'émerveillèrent de ce que cet homme si fier imposât sa prestance naturelle à l'exotique animal. Enfin l'Hiver, représenté par Louis Béjart, fermait la marche sur un ours. De mauvaises langues affirmèrent que seul un ours maladroit pouvait s'attacher à la claudication du préposé aux emplois de valets. Leur suite était composée de quarante-huit personnes, dont la tête était ornée de grands bassins pour la collation. Les quatre comédiens de la troupe de Molière récitèrent alors des compliments pour la reine, sous les feux de centaines de chandeliers peints de vert et d'argent, chargés chacun de vingt-quatre bougies. »

### Bâtisseur

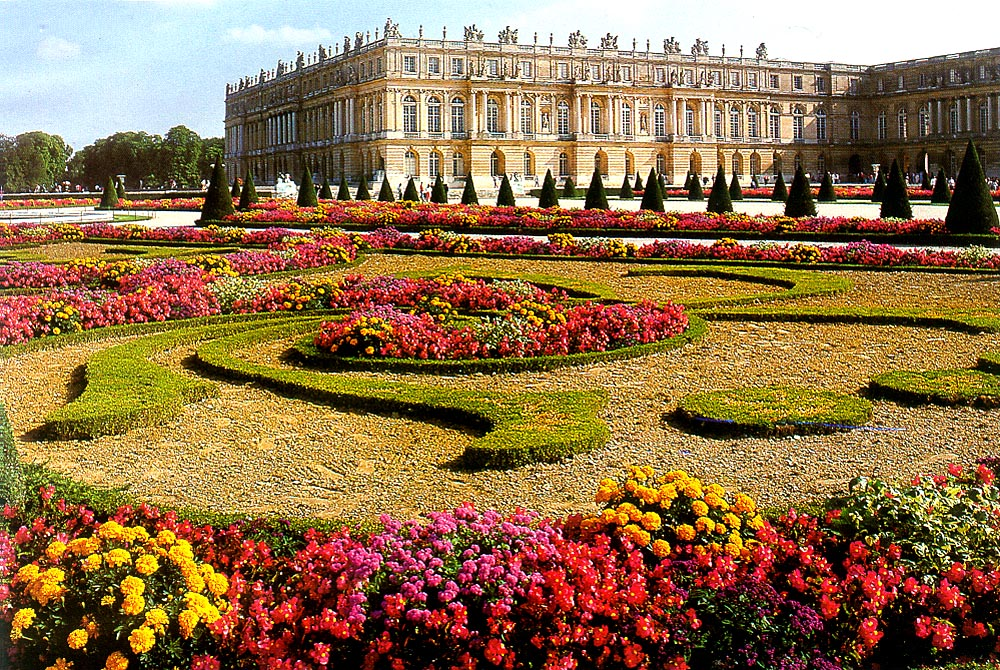
Le château de Versailles vu des jardins sud-ouest.

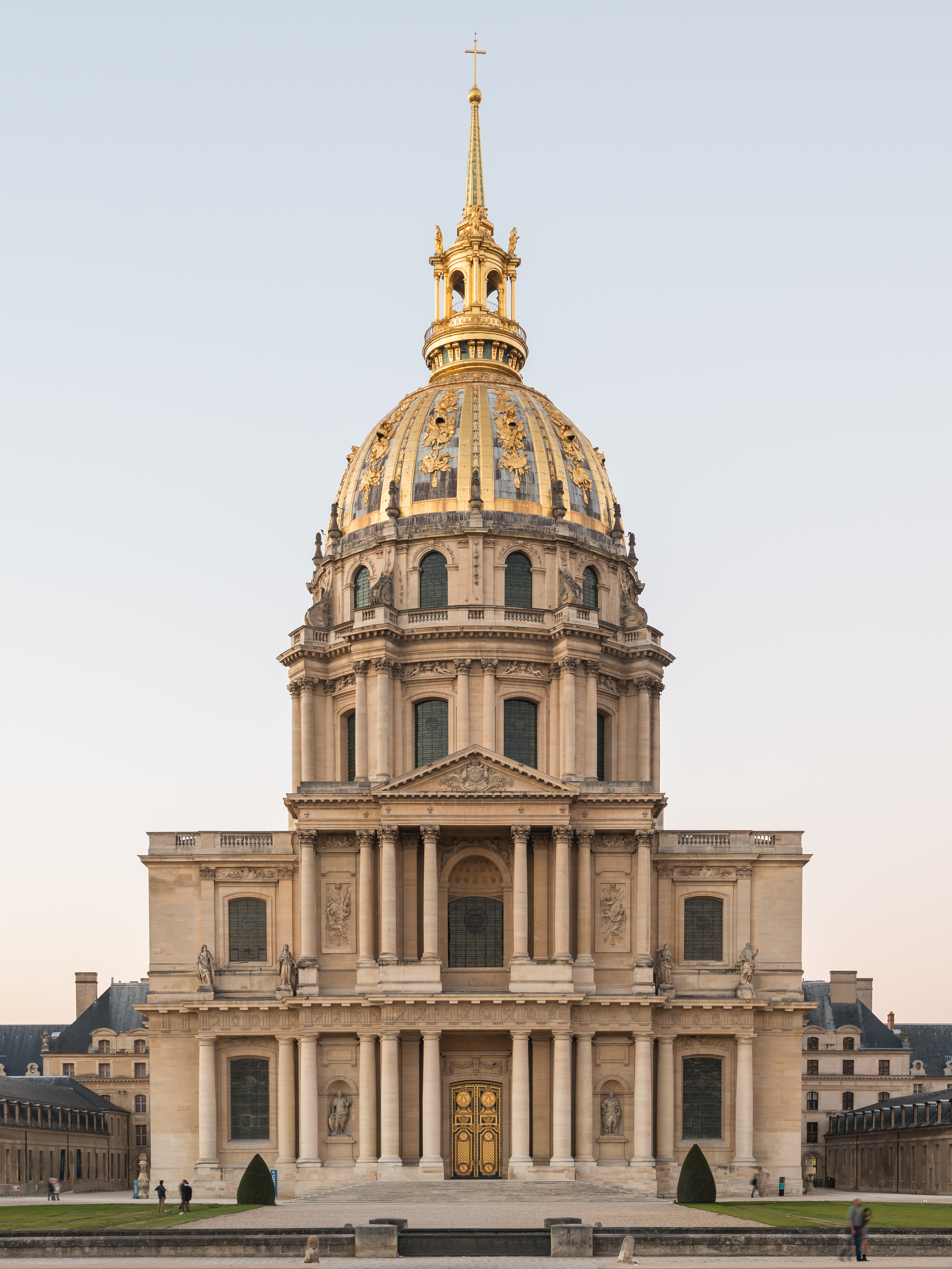
Le dôme de l'hôtel des Invalides.

Dans l'esprit du roi, la grandeur d'un royaume doit aussi se mesurer à son embellissement. Sur les conseils de Colbert, un des premiers chantiers du roi sera la restauration du palais et du jardin des Tuileries, confiée à Louis Le Vau et à André Le Nôtre. Les décors intérieurs sont l'œuvre de Charles Le Brun et des peintres de la brillante Académie royale de peinture et de sculpture.
Après l'arrestation de Fouquet, dont il semble vouloir imiter la vie fastueuse symbolisée par le château de Vaux-le-Vicomte, le roi dépense d'importantes sommes dans l'embellissement du Louvre (1666-1678) — dont le projet est confié à Claude Perrault, au détriment du Bernin, pourtant venu exprès de Rome. Il confie la restauration des jardins du château de Saint-Germain-en-Laye, sa demeure principale avant Versailles, à Le Nôtre. Louis XIV emménage au château de Versailles en 1682, après plus de vingt ans de travaux. Ce château coûte moins de 82 millions de livres, soit à peine plus que le déficit budgétaire de 1715. En 1687, la construction du Grand Trianon est confiée à Jules Hardouin-Mansart. Outre le château de Versailles, qu'il fait agrandir petit à petit tout au long de son règne, le roi fait aussi construire le château de Marly afin d'y recevoir ses intimes.
Paris lui doit aussi, entre autres, le pont Royal (financé sur ses propres deniers), l'Observatoire, les Champs-Élysées, les Invalides, la place Vendôme ainsi que la place des Victoires (commémorant la victoire sur l'Espagne, l'Empire, le Brandebourg et les Provinces-Unies). Deux arcs de triomphe, la porte Saint-Denis et la porte Saint-Martin, célèbrent les victoires du Roi-Soleil lors de ses guerres européennes.
Il fait aussi modifier profondément la structure de plusieurs villes françaises — Lille, Besançon, Belfort, Briançon — en les fortifiant grâce aux travaux de Vauban. Il crée ou développe certaines villes, tel Versailles pour la cour, ou Neuf-Brisach et Sarrelouis pour défendre les acquisitions de l'Alsace et de la Lorraine. En 1685, la ceinture de fer des fortifications défendant la France est pour l'essentiel achevée.
Pour faciliter le développement de la marine royale, il développe les ports et arsenaux de Brest et de Toulon, crée un port de guerre à Rochefort, des ports de commerce à Lorient et Sète et fait construire le port franc et l'arsenal des galères à Marseille.

### Langue française et classicisme littéraire
Sous Louis XIV se poursuit le processus engagé par Louis XIII, conduisant le français à devenir la langue des lettrés en Europe ainsi que la langue de la diplomatie, qu'elle continue à être au XVIIIe siècle. Cette langue est alors peu parlée en France, hors des cercles du pouvoir et de la cour, qui joue un rôle central dans sa diffusion et dans son élaboration. Le grammairien Vaugelas définit d'ailleurs le bon usage comme « la façon de parler de la plus saine partie de la cour ». Poursuivant sur la lancée de ce dernier, Gilles Ménages et Dominique Bouhours (auteur des Entretiens d'Ariste et d'Eugène) insistent sur la clarté ainsi que sur la justesse de l'expression et de la pensée. Parmi les grands grammairiens de ce siècle figurent également Antoine Arnauld et Claude Lancelot, auteurs en 1660 de la Grammaire de Port-Royal. Les femmes jouent un rôle important dans l'élaboration de la langue française, comme le montre, d'une certaine façon, la pièce de Molière Les Précieuses ridicules. Ce sont elles qui lui apporte son souci de la nuance, son attention à la prononciation et son goût de la néologie. La Bruyère écrit à leur sujet : « Elles trouvent sous leur plume des tours et des expressions qui souvent en nous ne sont l'effet que d'un long travail et d'une pénible recherche ; elles sont heureuses dans le choix des termes, qu'elles placent si juste que, tout connus qu'ils sont, ils ont le charme de la nouveauté, semblent être faits seulement pour l'usage où elles les mettent ». De son côté, Nicolas Boileau, dans son Art poétique, paru en 1674, résume selon Pierre Clarac, « la doctrine classique telle qu'elle avait été élaborée en France dans la première moitié du siècle. L'ouvrage n'a rien - et ne pouvait rien avoir - d'original dans son inspiration. Mais ce qui le distingue de tous les traités de ce genre, c'est qu'il est en vers et qu'il cherche à plaire plus qu'à instruire. Composé à l'usage des gens du monde, il obtient auprès d'eux le plus éclatant succès ». Vers 1660, le roman héroïque, qui remonte à Henri IV, décline, tandis que de nouvelles formes d'écrits, nouvelles, lettres se développent et font l'objet de théorisation à travers notamment le Traité de l'origine des romans de Pierre-Daniel Huet (1670) et des Sentiments sur les lettres et sur l'histoire, avec des scrupules sur le style de Du Plaisir (1683).
Les Français de province parlent alors des langues régionales, le français ne deviendra la langue populaire commune que sous la Troisième République. De plus, durant cette période, même si les religions, afin de mieux être comprises de leurs ouailles, font un effort de scolarisation, le taux d'alphabétisation reste modeste et atteint dans les régions les plus favorisées jusqu'à 60 % des hommes et 30 % des femmes. Les élites administratives et politiques sont obligées d'être bilingues (français, langue régionale), ou trilingues quand on ajoute le latin. Malgré cela, il se forme un public de cour (modèle de l'honnête homme) qui valorise l'homme de lettres et lui attribue un « statut spécifique ». Les hommes de lettres sont formés, comme les gens aisés, dans les collègues jésuites (une centaine), dans les collèges de l'Oratoire ou encore, comme Jean Racine, aux « petites écoles » de Port-Royal où l'enseignement repose sur l'étude des classiques latins, Cicéron, Horace, Virgile, Quintilien. Devenus écrivains, ils veulent les imiter non pas servilement mais de façon à les dépasser. Les auteurs de l'époque de Louis XIV, notamment Corneille, Racine, Molière, La Fontaine, La Bruyère, Charles Perrault, Fénelon, Madame de La Fayette, Madame de Sévigné, ne sont appelés à leur tour classiques qu'à partir de Stendhal, qui les nomme ainsi pour les opposer aux romantiques. Lorsqu'éclate la querelle des Anciens et des Modernes à la fin du règne, la France a su édifier une littérature et une langue dont le rayonnement durera au moins deux siècles.
Au XVIIIe siècle, Voltaire célèbre dans deux de ses livres, Le Temple du goût (1733) et Le Siècle de Louis XIV, la littérature et la langue française de cette époque, symboles de l'excellence française. Fin du XIXe siècle, au moment où la Troisième République entreprend son œuvre de scolarisation de masse, Gustave Lanson voit, dans la langue française et la littérature de l'époque de Louis XIV, un instrument de la « prépondérance française ». Si, à la fin du XIXe siècle et au début du XXe siècle, les autorités se méfient de Louis XIV, elles magnifient malgré tout les auteurs classiques qu'elles donnent massivement à lire aux lycéens.

### Patron des arts et des sciences

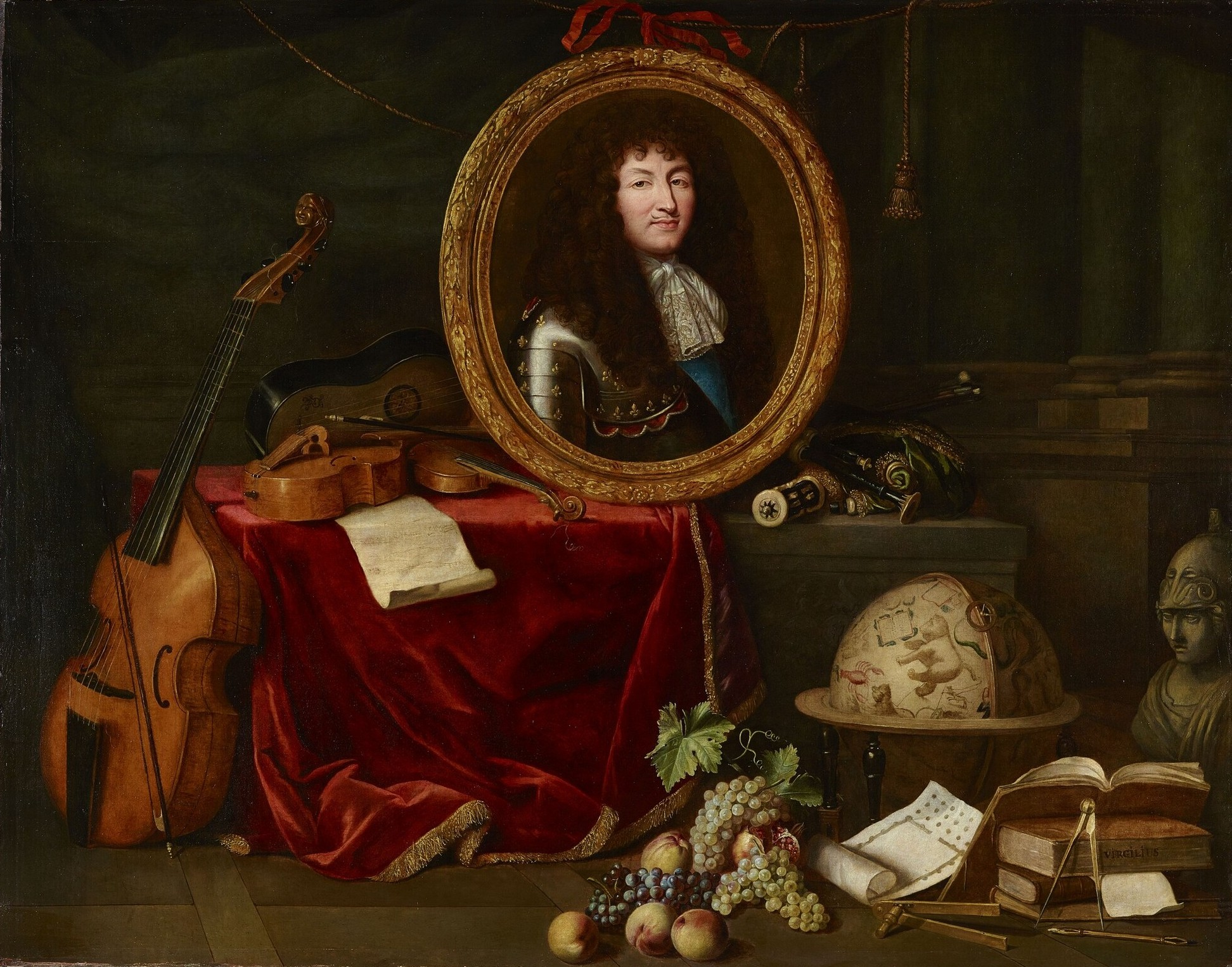
avec instruments de musique, fleurs et fruits, par Jean Garnier (1632-1705).

Dans sa jeunesse, Louis XIV danse lors des ballets donnés à la cour, tel le Ballet des Saisons, à l'été 1661. Il dansera son dernier ballet en 1670. Au ballet succéderont les comédies-ballets tel Le Bourgeois gentilhomme de Molière. En 1662, est fondée l'Académie royale de danse. Le roi chante aussi en s'accompagnant à la guitare. Robert de Visée, musicien à la Chambre du Roi, compose deux livres de pièces pour la guitarre dédiées au Roy. La musique fait partie de la vie de cour. Il ne passe pas un jour sans musique à Versailles. Tous les matins, après le conseil, Louis XIV écoute trois motets à la chapelle royale.
Grand amateur de musique italienne, Louis XIV fait de Jean-Baptiste Lully le surintendant de la musique et le maître de musique de la famille royale. Toujours à l'affût de nouveaux talents, le roi lance des concours de musique : en 1683, Michel-Richard de Lalande devient ainsi sous-maître de la Chapelle royale et composera plus tard ses Symphonies pour les Soupers du Roy.
Accordant une grande place au théâtre, Louis XIV « a orienté certains écrivains, moins par son goût et sa culture que par son prestige, vers la décence et la noblesse, vers le bon sens et la justesse ». Son influence est considérable car il se comporte en mécène et finance les grandes figures culturelles de l'époque, dont il aime s'entourer. Artistes et écrivains rivalisent d'efforts et de talent pour mériter son appréciation. Ayant très tôt découvert le génie comique de Molière, il fait restaurer pour lui, en 1661, la salle du Palais-Royal, où le comédien jouera jusqu'à sa mort. Pour le récompenser, le roi octroie six mille livres de pension à sa troupe, qui devient officiellement « La Troupe du Roi au Palais-Royal » (1665) ; la même année, il devient le parrain de son premier enfant.
En même temps que la comédie acquiert avec Molière ses lettres de noblesse, la tragédie continue de s'épanouir et « tend à devenir une institution d'État », atteignant un sommet avec Racine, que le roi récompensera du succès de Phèdre (1677) en le nommant son historiographe. Selon Antoine Adam,

« La grandeur historique de Louis XIV avait été de donner au royaume un style. Que ce soit Bossuet ou La Rochefoucauld, ou Mme de Lafayette, que ce soient les héroïnes de Racine, tous et toutes ont en commun le sens de l'attitude, non pas théâtrale, mais magnifique. Ils sont comme portés à ce haut niveau par l'orgueil de la race ou du rang social, par le sentiment de leurs devoirs et de leurs droits. C'est aux environs de 1680 que ce style s'est affirmé avec le plus de force, c'est à cette époque que la France monarchique a eu le mieux conscience de vivre un moment exceptionnel de l'histoire. »

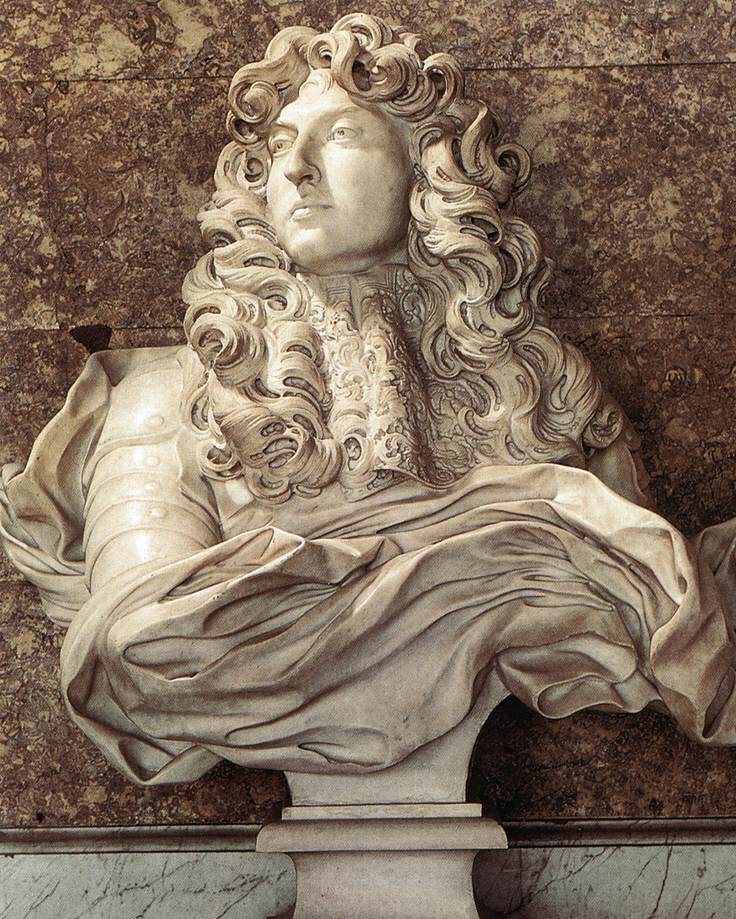
Buste de par Le Bernin.

La référence à l'Antiquité romaine s'impose en art. Le roi est représenté par les peintres comme étant le nouvel Auguste, comme Jupiter, vainqueur des Titans, comme Mars, dieu de la guerre ou Neptune. La nouvelle cosmologie s'oppose à la morale héroïque de Corneille. Elle vise à « redéfinir autour de la monarchie un nouvel ordre, un nouvel ensemble de valeurs ». À partir de 1660-1670, Nicolas Boileau fait l'éloge du bon sens et de la raison, ce qui contribue à ruiner « l'emphase tragique à la Corneille » caractéristique de l'aristocratie frondeuse du début du siècle. L'art vise alors à imposer à l'aristocratie des valeurs plus « romaines » destinées à « discipliner ses folles impulsions ». Vers la fin du siècle, la tragédie s'essouffle et subit la désaffection du public.
En 1648, est fondée l'Académie royale de peinture et de sculpture, où sont formés tous les grands artistes du règne. Placée sous la protection de Colbert, elle est dirigée par Charles Le Brun et compte parmi ses fondateurs les plus grandes figures de la peinture française du milieu du siècle, tels Eustache Le Sueur, Philippe de Champaigne, et Laurent de La Hyre. Conçue sur le modèle des académies italiennes, elle permet aux artistes titulaires d'un brevet du roi d'échapper aux règles contraignantes des corporations urbaines, qui régissent depuis le Moyen Âge le métier de peintre et de sculpteur. Les membres de l'Académie mettent au point un système élaboré d'enseignement, de copie d'après les maîtres, de conférences destinées à théoriser le « beau » au service du monarque, et créent même une Académie de France à Rome, où sont envoyés les élèves les plus méritants. La plupart des grandes commandes du règne, dont les décors peints et sculptés du château de Versailles, sont réalisées par les élèves formés dans cette nouvelle Académie royale. En 1664, Colbert invite Le Bernin, alors au sommet de sa gloire, pour la restructuration du Louvre; si son projet est écarté, l'architecte-sculpteur italien réalise cependant un buste du roi en marbre blanc et une statue équestre qu'il livre vingt ans après son retour à Rome : d'abord « exilée » dans un coin peu prestigieux du parc de Versailles, celle-ci est aujourd'hui conservée dans l'Orangerie du château (tandis qu'une copie orne actuellement la place devant la Pyramide du Louvre à Paris). Cette dernière statue a été dévoilée à Versailles en même temps que le Persée et Andromède du sculpteur français Pierre Puget, dont le célèbre Milon de Crotone orne déjà le parc depuis 1682.
En 1672, Louis XIV devient le protecteur officiel de l'Académie française : « Sur les conseils de Colbert, le roi lui offrit un domicile — au Louvre — un fonds pour couvrir ses besoins, des jetons pour récompenser la présence aux séances ; il lui offrit aussi quarante fauteuils — signe de l'égalité totale entre académiciens. » En 1666, il fonde l'Académie des sciences, destinée à concurrencer la Royal Society de Londres. Son règne voit aussi la réorganisation du Jardin des plantes et la création du Conservatoire des machines, arts et métiers.

## Profil et caractéristiques

### Personnalité

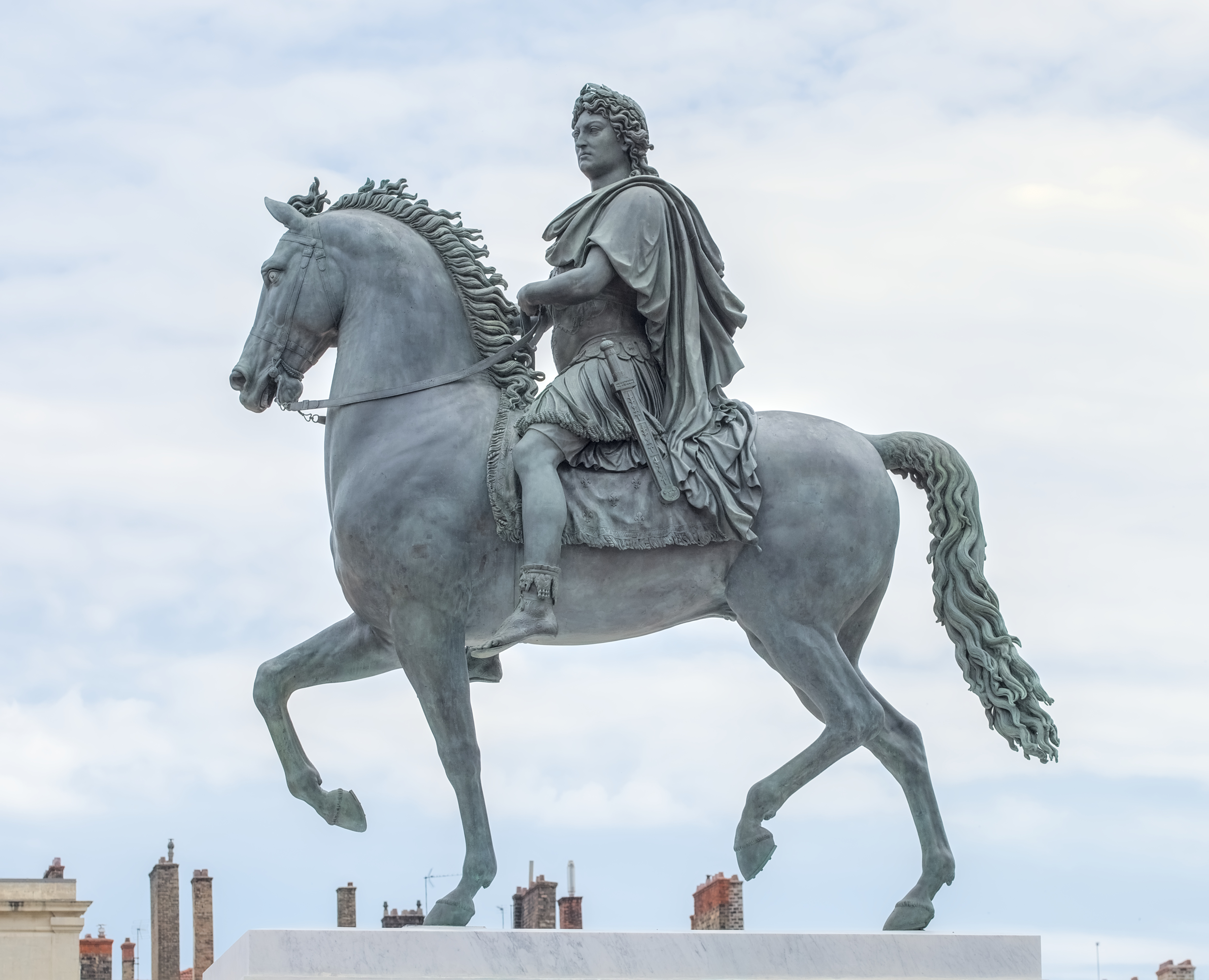
Statue équestre de sur la place Bellecour (Lyon).

Le « portrait de Louis XIV » occupe une place de choix dans les Mémoires de Saint-Simon (381 pages dans l'édition Boislisle de 1916). Pour le mémorialiste, tout le « caractère » du roi découle de son trait fondamental, l'orgueil, alimenté par la flatterie dont il fait sans cesse l'objet, et par son esprit qui est, dit-il, « au-dessous du médiocre […] mais capable de se former et de se raffiner ». Selon l'historien moderne Thierry Sarmant, l'orgueil de Louis XIV vient du sentiment d'appartenir à la plus ancienne, la plus puissante et la plus noble dynastie d'Europe, les Capétiens, de même que de la grande confiance en sa capacité de gouverner qu'il gagne après des débuts hésitants.
Certains de ses contemporains tel le maréchal de Berwick ont souligné sa grande politesse, et sa belle-sœur Madame Palatine son affabilité. Il traite ses domestiques avec respect, Saint-Simon note d'ailleurs que sa mort n'est regrettée « que de ses valets inférieurs, de peu d'autres gens ». Il a d'ailleurs comme principal homme de confiance son fidèle valet Alexandre Bontemps, organisateur de son mariage secret avec Madame de Maintenon et l'un des rares témoins de ce remariage.
Malgré son surnom de « roi soleil », il est de nature timide, ce qui n'est pas sans rappeler son père Louis XIII et ses successeurs Louis XV et Louis XVI. Il redoute les conflits et les scènes, ce qui l'amène à s'entourer de plus en plus de ministres effacés et dociles tels que d'Aligre, Boucherat, mais surtout Chamillart, l'un de ses favoris. Au demeurant, il n'est en confiance que dans un cercle restreint de parents, domestiques, ministres de longue date et quelques grands seigneurs.
Au fil des années, il a su maîtriser sa timidité, sans la surmonter, et la fait paraître comme maîtrise de soi. Primi Visconti, un chroniqueur du XVIIe siècle, relate qu' « en public, il est plein de gravité et très différent de ce qu'il est en son particulier. Me trouvant dans sa chambre avec d'autres courtisans, j'ai remarqué plusieurs fois que, si la porte vient par hasard à être ouverte, ou s'il sort, il compose aussitôt son attitude et prend une autre expression de figure, comme s'il devait paraître sur un théâtre ». S'exprimant de manière laconique et préférant réfléchir seul avant de prendre une décision, une de ses répliques célèbres est « je verrai », en réponse à des requêtes de toutes sortes.
Le roi lit moins que la moyenne de ses contemporains cultivés. Il préfère se faire lire les livres. Il aime en revanche la conversation. Un de ses interlocuteurs favoris, Jean Racine, est aussi un de ses lecteurs préférés. Louis XIV lui trouve « un talent particulier pour faire sentir la beauté des ouvrages ». Racine lui lit notamment La Vie des hommes célèbres de Plutarque. À partir de 1701, le roi se met à constituer une bibliothèque de livres rares, parmi lesquels figurent : Les Éléments de la politique de Thomas Hobbes, Le Prince parfait de Jean Bauduin, Le portrait du gouverneur politique de Mardaillan et La Dîme royale de Vauban,.

### Emblème, devise et monogramme

#### Emblème

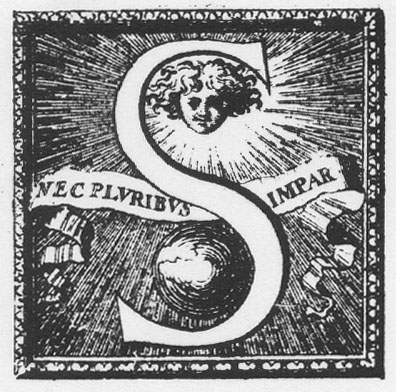
Nec pluribus impar (« supérieur à tous »), la devise du roi.

Louis XIV choisit pour emblème le soleil. C'est l'astre qui donne vie à toute chose, mais c'est aussi le symbole de l'ordre et de la régularité. Les courtisans assistaient à la journée du roi comme à la course journalière du soleil. Il apparaît même déguisé en soleil lors d'une fête donnée à la cour en 1653.

#### Devise
Voltaire rappelle, dans son Histoire du siècle de Louis XIV, la genèse de la devise du Roi-Soleil. Louis Douvrier, spécialiste des monnaies antiques, en prévision du carrousel de 1662, a l'idée d'attribuer un emblème et une devise à Louis XIV, qui n'en a pas. Cet ensemble ne plaît pas au roi qui le trouve ostentatoire et prétentieux. Douvrier, pour assurer malgré tout le succès de sa production, la promeut discrètement auprès de la cour qui s'enthousiasme de cette trouvaille et y voit l'occasion de montrer son éternel esprit de flatterie. Le blason comporte un globe éclairé par un soleil étincelant et la devise latine : nec pluribus impar, formule construite en litote dont le sens a prêté à discussion, signifiant littéralement « sans son pareil même dans un grand nombre ». Louis XIV refuse toutefois de s'en parer et ne la porte jamais dans les carrousels. Il semble que, par la suite, il ne fit que la tolérer, pour ne pas décevoir ses courtisans. Charles Rozan rapporte la parole que Louvois adresse au roi quand celui-ci déplore le sort de Jacques II d'Angleterre chassé de son pays : « Si jamais devise a été juste à tous égards, c'est celle qui a été faite pour votre Majesté : Seul contre tous ».

#### Monogramme
Le monogramme de Louis XIV représente deux lettres "L" affrontées :

Monogramme de Louis XIV.
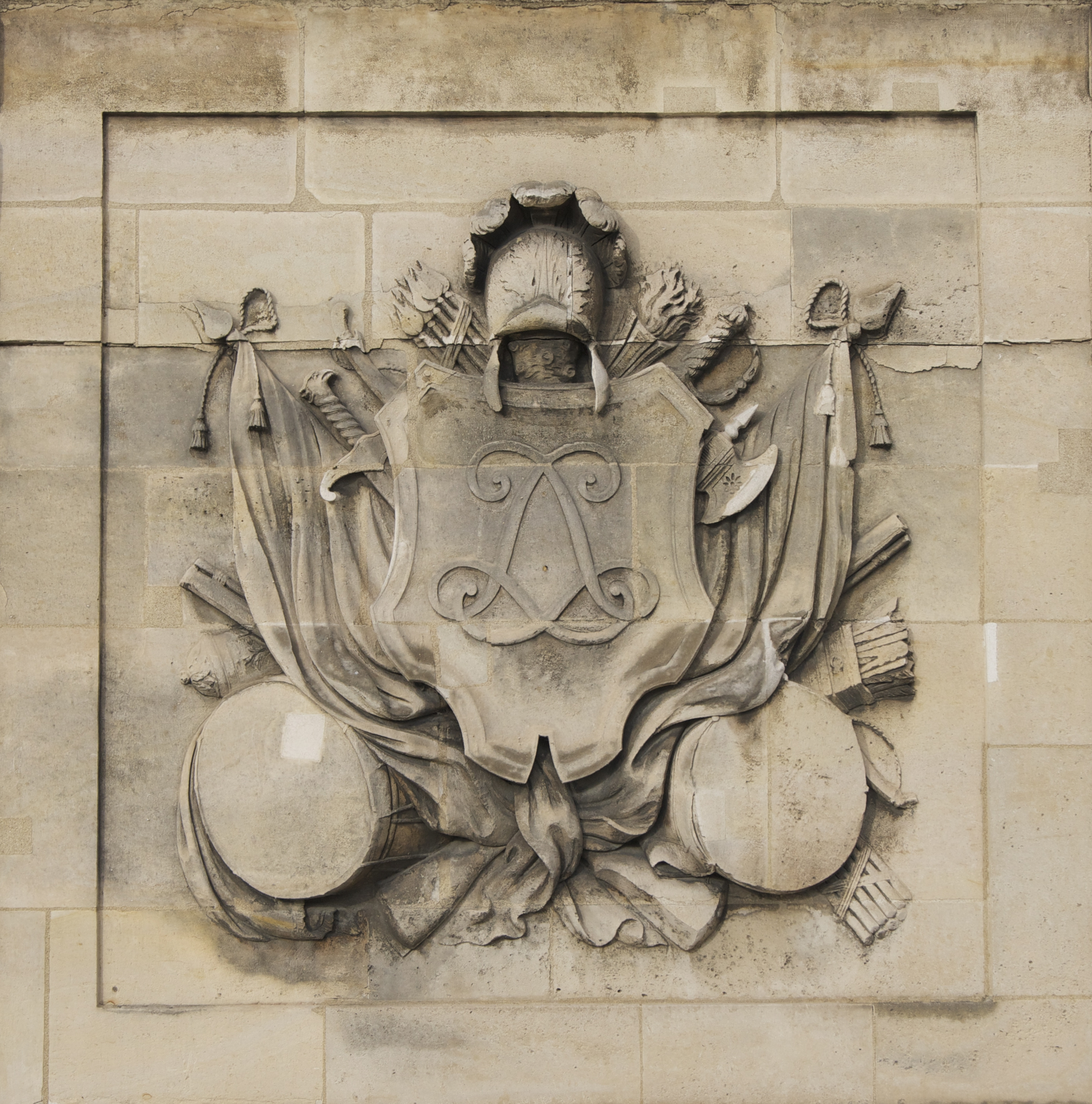
Aux Invalides.
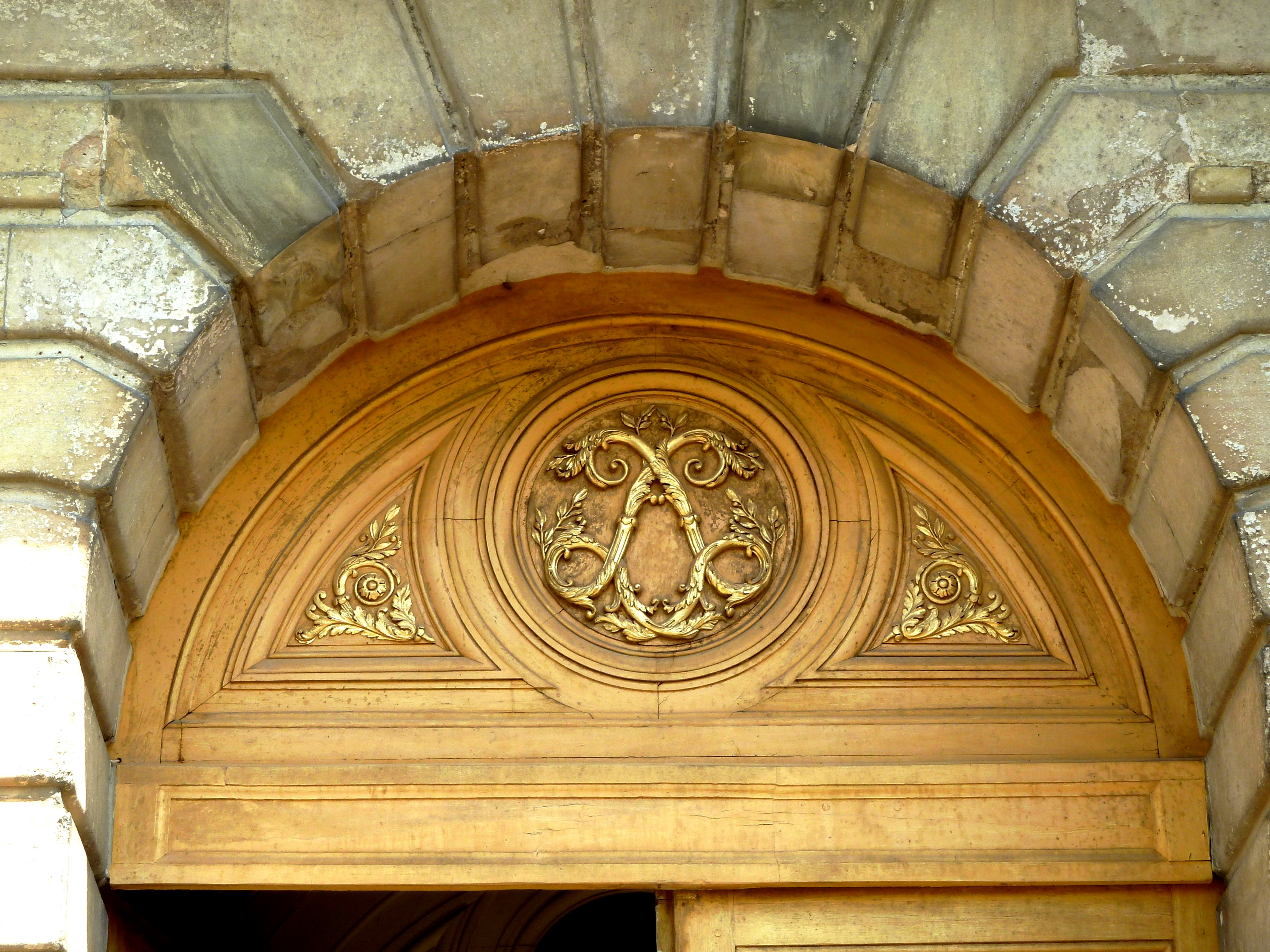
Porte de l'Orangerie, château de Versailles.
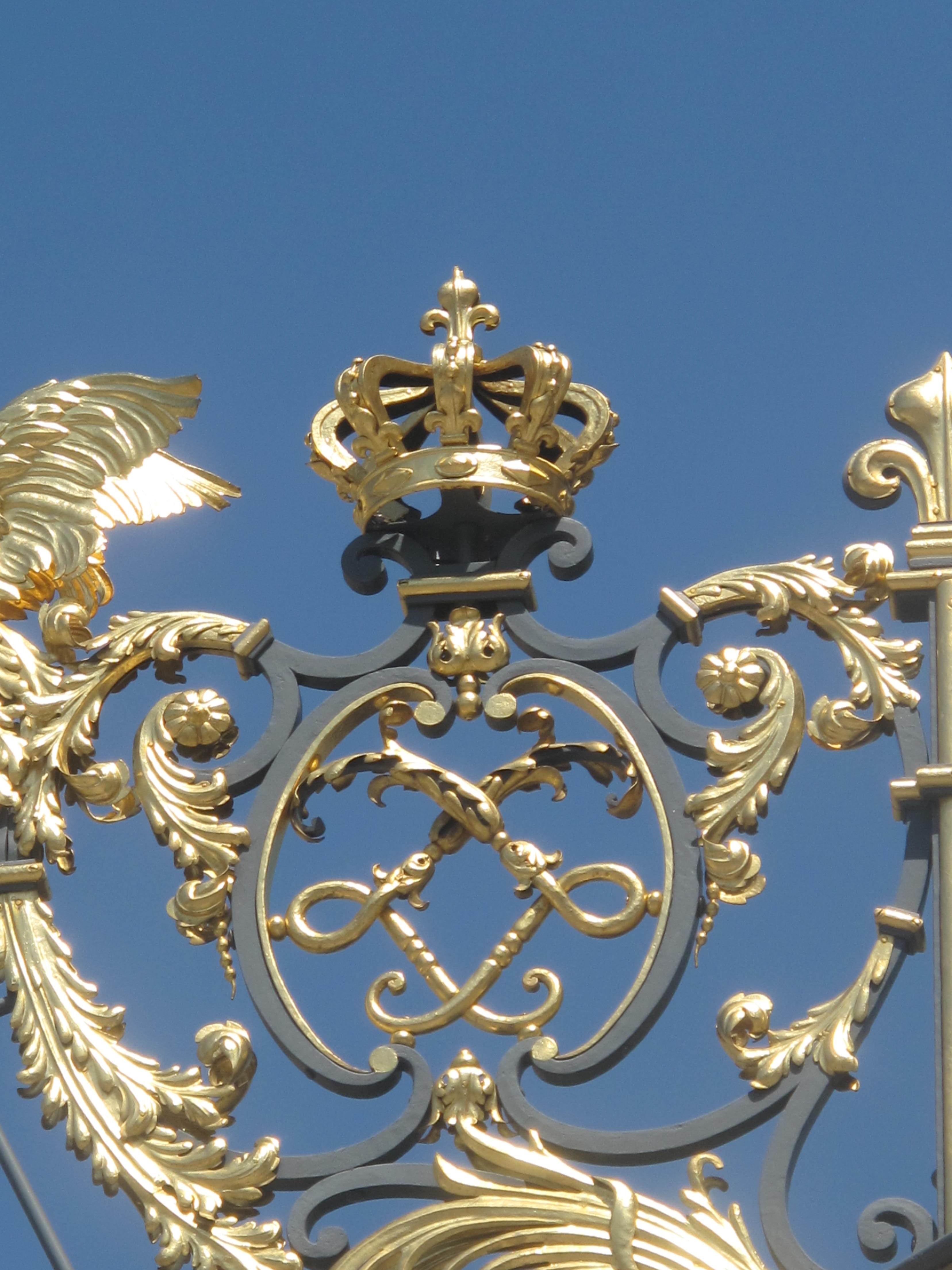
Place Vendôme.

### Travail
Louis XIV travaille environ six heures par jour : de 2 à 3 heures le matin et l'après-midi, sans compter le temps consacré à la réflexion et aux affaires extraordinaires, à la participation aux différents conseils et à la liasse c'est-à-dire aux tête-à-tête avec les ministres ou ambassadeurs. Le roi tient également à se tenir informé de l'opinion de ses sujets. C'est lui qui traite directement les demandes de grâce car, de la sorte, il peut s'instruire de l'état de ses peuples. Après dix ans d'exercice du pouvoir, il écrit :

« C'est ici la dixième année que je marche, comme il me semble, assez constamment dans la même route ; écoutant mes moindres sujets ; sachant à toute heure le nombre et la qualité de mes troupes et l'état de mes places ; donnant incessamment mes ordres pour tous leurs besoins ; traitant immédiatement avec les ministres étrangers; recevant et lisant les dépêches ; faisant moi-même une partie des réponses et donnant à mes secrétaires la substance des autres. »

Si l'historien François Bluche admet l'existence « d'accords instinctifs, implicites ou intuitifs entre le souverain et ses sujets », il pointe malgré tout « la relative insuffisance de relations entre le gouvernement et les sujets de Sa Majesté ».

### Physionomie

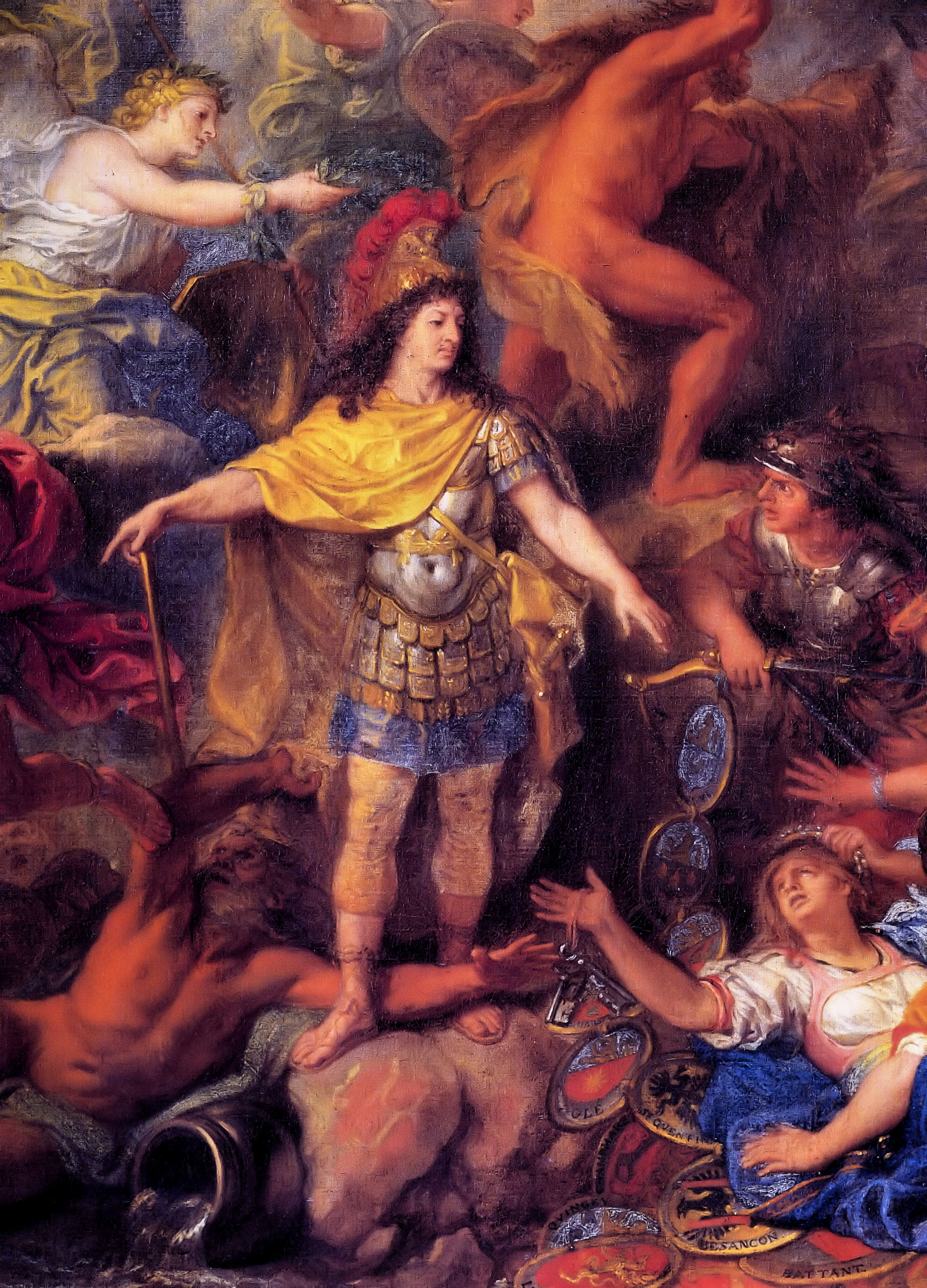
représenté en Alexandre le Grand.

Il a souvent été dit du roi qu'il n'était pas grand. En 1956, Louis Hastier a déduit, à partir des dimensions de l'armure qui lui a été offerte en 1668 par la république de Venise, que le roi ne pouvait mesurer plus de 1,65 m. Cette déduction est aujourd'hui contestée car cette armure a pu être fabriquée selon un standard moyen de l'époque. En effet, il s'agissait d'un présent honorifique n'étant pas destiné à être porté, si ce n'est dans les tableaux peints à sujet antique. Certains témoignages confirment que le roi était d'une belle prestance, ce qui laisse supposer que, pour son temps, il avait au moins une taille moyenne et une silhouette bien proportionnée. Madame de Motteville raconte, par exemple, que lors de l'entrevue sur l'île des Faisans, en juin 1660, entre les jeunes promis présentés par les deux parties — française et espagnole — que l'Infante Reine « le regardait avec des yeux tout à fait intéressés par sa bonne mine, parce que sa belle taille le faisait dépasser les deux ministres [Mazarin, d'un côté et don Louis de Haro, de l'autre] de toute la tête ». Enfin, un témoin, François-Joseph de Lagrange-Chancel, maître d'hôtel de la Princesse Palatine, belle-sœur du roi, avance une mesure précise : « Cinq pieds, huit pouces de hauteur », soit 1,84 m.

### Santé
Si le règne de Louis XIV est d'une longueur exceptionnelle, malgré tout sa santé n'a jamais été bonne, ce qui lui vaut d'être quotidiennement suivi par un médecin : Jacques Cousinot de 1643 à 1646, François Vautier en 1647, Antoine Vallot de 1648 à 1671, Antoine d'Aquin de 1672 à 1693, enfin Guy-Crescent Fagon jusqu'à la mort du roi. Tous ont abondamment recours à des saignées, à des purgations et à des lavements aux clystères — le roi aurait reçu plus de 5 000 lavements en 50 ans. Par ailleurs, comme l'expliquent des notes sanitaires, il eut de nombreux ennuis peu « royaux ». Ainsi, il arrive à Louis d'avoir fort mauvaise haleine à cause de ses ennuis dentaires, apparus en 1676 selon le journal de son dentiste Dubois ; il arrive alors à ses maîtresses de placer un mouchoir parfumé devant leur nez. Par ailleurs, en 1685, alors qu'on lui arrache un des nombreux chicots de son maxillaire gauche, une partie de son palais est arrachée, provoquant une « communication bucco-nasale ».
La lecture du journal de santé du roi Louis XIV, minutieusement entretenu par ses médecins successifs, est édifiante : il se passe peu de jours sans que le souverain soit l'objet d'une purgation, d'un lavement, d'un emplâtre, d'une pommade ou d'une saignée. On y trouve entre autres consignés :
- petite vérole en 1647 ;
- troubles gastriques et dysenteries, indispositions chroniques chez ce monarque, réputé gros mangeur ;
- tumeurs : téton droit cautérisé en janvier 1653 ;
- gonorrhée : tenue secrète, cette maladie le tenaille régulièrement depuis mai 1655, époque de ses premières liaisons ;
- vapeurs et douleurs dorsales fréquentes : certaines (novembre 1647) attribuées à une attaque de syphilis ; avec pustules sur tout le visage et d'autres parties du corps, suivie d'un début de « gangrène » des orteils ;
- langueurs et fièvres variées: la fièvre typhoïde de juin 1658 lui fait perdre ses cheveux et le condamne à porter des perruques toute sa vie ;
- maux de dents : en 1685, toute sa dentition supérieure côté gauche est « arrachée », avec le voile du palais qui sera cautérisé plusieurs fois aux pointes de feu (les liquides lui ressortent parfois par le nez) ;
- fistule anale : cette malformation handicapante lui fera finalement subir une opération expérimentale la plus douloureuse qui soit (par le chirurgien Félix) en novembre 1686 (voir Fistule anale de Louis XIV) ;
- ennuis urinaires, accompagnés de probables calculs (mictions accompagnées de « pelotons de sable ») ;
- goutte : des attaques insupportables au pied droit et à la cheville gauche le tiennent longtemps immobilisé ou gênent sa marche — ses dernières années tiendront du supplice.

### Maîtresses et favorites
Louis XIV a de très nombreuses maîtresses dont Louise de La Vallière, Athénaïs de Montespan, Marie-Élisabeth de Ludres, Marie Angélique de Fontanges, et Madame de Maintenon (qu'il épouse secrètement après la mort de la Reine, sans doute dans la nuit du 9 au 10 octobre 1683, en présence du Père de La Chaise qui donne la bénédiction nuptiale).

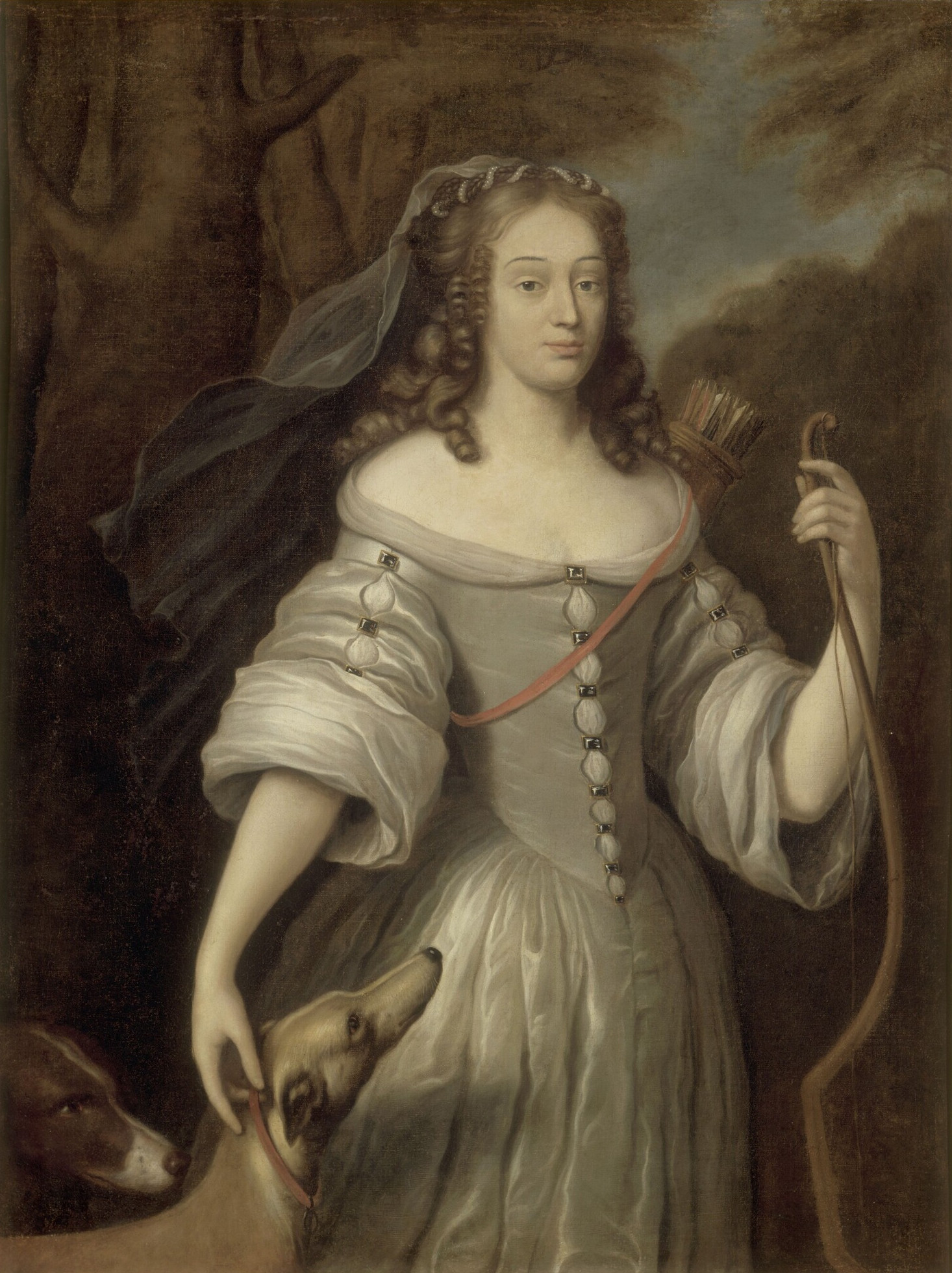
Mademoiselle Louise de La Vallière.

Le roi adolescent fait, à 18 ans, la rencontre d'une nièce du cardinal Mazarin, Marie Mancini. S'ensuit entre eux une grande passion, qui mène le jeune roi à envisager un mariage, que ni sa mère, ni le cardinal ne consentent à accepter. Le monarque menace alors d’abandonner la couronne pour cette Italienne, française dans sa culture. Il s'effondre en sanglots lorsqu’elle est contrainte de quitter la cour, en raison de l’insistance de l’oncle de la jeune fille, qui est aussi parrain du roi, Premier ministre du royaume et prince de l'Église. Le primat préfère faire épouser au roi sa pupille, l'infante d'Espagne. En 1670, Jean Racine s'inspire de l'histoire du roi et de Marie Mancini pour écrire Bérénice.
Plus tard, le roi fait aménager des escaliers secrets dans Versailles pour rejoindre ses différentes maîtresses. Ces liaisons irritent la compagnie du Saint-Sacrement, un parti de dévots. Bossuet, comme Madame de Maintenon, tentent de ramener le roi à plus de vertu.
Louis XIV, s'il aime les femmes, est conscient qu'il doit d'abord veiller aux affaires de l'État. Il note dans ses mémoires « il faut que le temps que nous donnons à nos amours ne soit jamais pris au préjudice de nos affaires ». Il a une certaine méfiance vis-à-vis de l'influence que les femmes peuvent exercer sur lui. C'est ainsi qu'il refuse un bénéfice à une personne soutenue par Mme de Maintenon en disant « je ne veux absolument pas qu'elle s'en mêle ».
On dénombre au moins quinze favorites et maîtresses supposées du roi, avant son mariage avec Madame de Maintenon :
- Marie Mancini, nièce du cardinal de Mazarin qui devient par la suite la femme du Connétable de Colonna[424] ;
- Olympe Mancini, comtesse de Soissons (1655), sœur de la précédente[425] ;
- Henriette Anne Stuart d'Angleterre, sa belle-sœur — le statut de maîtresse est contesté par des historiens, notamment par Jean-Christian Petitfils qui parle de relation platonique[426] ;
- Louise Françoise de La Baume Le Blanc, duchesse de La Vallière et de Vaujours (1644-1710 (liaison avec le roi de 1661 à 1667)[427] ;
- Catherine Charlotte de Gramont, princesse de Monaco, épouse du prince de Monaco[427] ;
- Françoise-Athénaïs de Rochechouart de Mortemart, marquise de Montespan (1667 à 1681)[428] ;
- Bonne de Pons, marquise d'Heudicourt (1665 ou 1666) ;
- Anne-Julie de Rohan-Chabot, princesse de Soubise (1674 à 1676)[429] ;
- Marie-Élisabeth de Ludres (1676 à 1677)[430] ;
- Lydie de Rochefort-Théobon[429] ;
- Marie Angélique de Scoraille de Roussille, marquise puis duchesse de Fontanges († 1681), dite « Mademoiselle de Fontanges »[431] ;
- Claude de Vin des Œillets, dite « mademoiselle des Œillets » ;
- Charlotte-Éléonore de La Mothe-Houdancourt[429] ;
- Françoise d'Aubigné, marquise de Maintenon, veuve du poète Paul Scarron dite « la belle Indienne », qu'il épouse en secret (mariage morganatique) après le décès de la reine[430].

À propos des maîtresses du roi, Voltaire remarque, dans Le Siècle de Louis XIV : « C'est une chose très remarquable que le public, qui lui pardonna toutes ses maîtresses, ne lui pardonna pas son confesseur ». Par là, il fait allusion au dernier confesseur du roi, Michel Le Tellier, auquel une chanson satirique attribue la bulle Unigenitus.

### Titulature
- 1638-1643 : Son Altesse Royale le dauphin de France (naissance) ;
- 1643-1715 : Sa Majesté le roi de France et de Navarre.

## Famille

### Descendance
Louis XIV a de nombreux enfants légitimes et illégitimes.

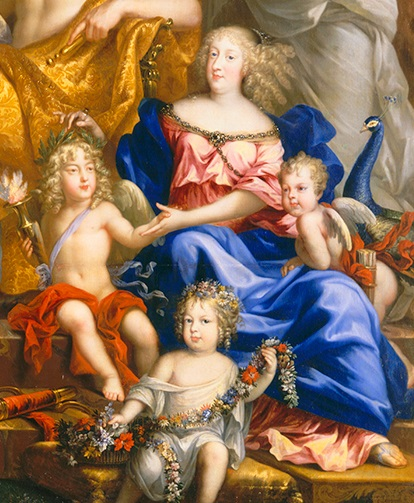
La reine Marie-Thérèse d'Autriche avec trois de ses enfants, le Grand Dauphin, la Petite Madame et le duc d'Anjou (1670)

De la reine, Marie-Thérèse d'Autriche, le roi a six enfants (trois filles et trois garçons) dont un seul, Louis de France, le « Grand Dauphin », survécut à l'enfance :
| Nom                                                        | Naissance         | Décès            |
| Louis de France, fils de France, le Grand Dauphin          | 1er novembre 1661 | 14 avril 1711    |
| Anne-Élisabeth de France, fille de France                  | 18 novembre 1662  | 30 décembre 1662 |
| Marie-Anne de France, fille de France                      | 16 novembre 1664  | 26 décembre 1664 |
| Marie-Thérèse de France, fille de France, la Petite Madame | 2 janvier 1667    | 1er mars 1672    |
| Philippe Charles de France, fils de France, duc d'Anjou    | 5 août 1668       | 10 juillet 1671  |
| Louis-François de France, fils de France, duc d'Anjou      | 14 juin 1672      | 4 novembre 1672  |

De ses deux principales maîtresses, il eut 10 enfants légitimés dont 5 seulement survivent à l'enfance :
De l'union du roi avec Louise de La Baume Le Blanc, duchesse de La Vallière naissent cinq ou six enfants dont deux survivent à l'enfance,.
| Nom                                                                                  | Naissance | Décès |
| Charles de La Baume Le Blanc, mort sans être légitimé                                | 1663      | 1666  |
| Philippe de La Baume Le Blanc, mort sans être légitimé                               | 1665      | 1666  |
| Louis de La Baume Le Blanc, mort sans être légitimé                                  | 1665      | 1666  |
| Marie-Anne, mademoiselle de Blois (1666-1739), mariée au prince de Conti             | 1666      | 1739  |
| Louis de Bourbon, comte de Vermandois. Mort à seize ans lors de sa première campagne | 1667      | 1683  |

De Françoise-Athénaïs de Rochechouart, marquise de Montespan, dite Madame de Montespan naissent :
| Nom                                                                                     | Naissance | Décès |
| Louis-Auguste de Bourbon, duc du Maine, marié à Louis-Bénédicte de Bourbon-Condé        | 1670      | 1736  |
| Louis-César de Bourbon, comte de Vexin                                                  | 1672      | 1683  |
| Louise-Françoise de Bourbon, « Mademoiselle de Nantes », mariée au prince de Condé      | 1673      | 1743  |
| Louise-Marie-Anne de Bourbon, mademoiselle de Tours                                     | 1674      | 1681  |
| Françoise-Marie de Bourbon, Mademoiselle de Blois (1677-1749), mariée au duc d'Orléans  | 1677      | 1749  |
| Louis-Alexandre de Bourbon, comte de Toulouse (1678-1737), marié à Victoire de Noailles | 1678      | 1737  |
|                                                                                         |           |       |

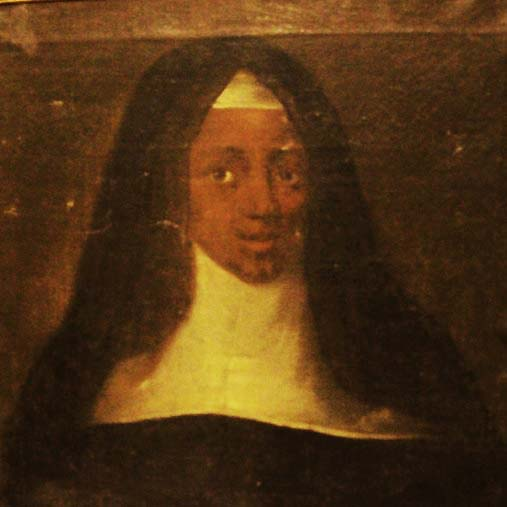
Portrait de sœur Louise Marie Thérèse, retrouvé dans les combles du musée de Melun en 2014 (attribué à Pierre Gobert, vers 1700).

En 1679, l'affaire des poisons consomme la disgrâce dans laquelle Madame de Montespan, ex-favorite du roi, était tombée quelques mois auparavant.
Le roi aurait eu d'autres enfants, mais qu'il n'a pas reconnus, comme Louise de Maisonblanche (1676-1718), avec Claude de Vin des Œillets. Il est également possible de noter le cas mystérieux des origines de Louise Marie Thérèse, dite « la Mauresse de Moret ». Trois hypothèses sont avancées, ayant pour point commun de voir en elle « la fille du couple royal ». Il pourrait s'agir de la fille adultérine de la reine Marie-Thérèse (cette hypothèse ayant été réfutée à cause de ses incohérences) , d'un enfant caché du roi Louis XIV avec une comédienne ou plus simplement d'une jeune femme baptisée et parrainée par le roi et la reine.

## LouisXIVdans les arts et la culture
Louis XIV apparaît dans de nombreuses œuvres de fiction, romans, films, comédies musicales. Le cinéma et la télévision, suivant les époques, ont montré des images très diverses du roi, avec une prédilection pour l'épisode du masque de fer.

## Dans l'historiographie

### Points de vue des historiens
Les historiens sont divisés quant à la personnalité de Louis XIV et à la nature de son règne. Les divergences existent dès son époque, car la tendance est de confondre ce qui relève de l'individu et ce qui tient à l'appareil d'État. Aussi les historiographies oscillent entre une tentation apologétique, exaltant l'époque comme un âge d'or français, et une tradition critique attentive aux conséquences néfastes d'une politique belliciste.

#### Francophones
En France, alors que la discipline historique s'institutionnalise au XIXe siècle, Louis XIV fait l'objet de biographies contradictoires. Jules Michelet lui est hostile et insiste sur le côté sombre de son règne (dragonnades, galères, disettes, etc.). L'historiographie se renouvelle sous le Second Empire par l'entremise des opposants politiques, qu'ils soient orléanistes ou républicains. Pour les premiers, elle permet de minimiser la place de la Révolution et de la dynastie bonapartiste au sein de l'histoire française, pour les seconds d'opposer la grandeur du passé à la vulgarité du présent. Les études sur l'administration sont largement représentées, comme en témoignent les œuvres d'Adolphe Chéruel et de Pierre Clément, ainsi que, dans une moindre mesure, celles consacrées à la politique religieuse et aux figures aristocratiques. La dénonciation générale de la révocation de l'édit de Nantes est associée, chez les historiens libéraux tels que Augustin Thierry, à la valorisation du souverain établi comme un acteur majeur de la construction de l'État-nation moderne. Dans la seconde moitié du XIXe siècle, Ernest Lavisse apporte des nuances, insistant, dans ses manuels scolaires comme dans ses cours, sur son despotisme et sa cruauté. De manière similaire à ses collègues universitaires français, il pointe l'autoritarisme, l'orgueil du monarque, la persécution des jansénistes et des protestants, les dépenses excessives de Versailles, l'asservissement du mécénat culturel à la glorification royale, le nombre des révoltes et les guerres continuelles. Il reste cependant sensible à la renommée et aux succès initiaux du règne. Sous la Troisième République, le sujet est sensible car le monarchisme est encore vivace en France et constitue toujours une menace pour la république. Dans l'entre-deux guerres, au livre partial de l'académicien Louis Bertrand, répond un livre réquisitoire de Félix Gaiffe, l'Envers du Grand Siècle. Dans les années 1970, Michel de Grèce pointe les insuffisances de Louis XIV, tandis que François Bluche le réhabilite. À partir des années 1980, le règne de Louis XIV est étudié sous l'angle des origines de l'État moderne en Europe et des agents économiques et sociaux. Ces recherches permettent de mieux comprendre l'opposition aristocratique à Louis XIV durant la Fronde. Des études réalisées sur les thématiques de la finance et de la monnaie, par Daniel Dessert et Françoise Bayard notamment, conduisent à mieux comprendre comment la monarchie se finance et à remettre en question l'approche très favorable à Colbert adoptée sous la Troisième République. Enfin, des historiens comme Lucien Bély, Parker, Somino et d'autres apportent des éclairages nouveaux sur les guerres menées par Louis XIV.

#### Monde anglophone
L'approche britannique et américaine dominante du monarque, jusqu'au XIXe siècle voire jusqu'au début du XXe siècle, est marquée par une hostilité teintée de fascination. Il est à la fois considéré comme un despote affamant ses sujets afin de conduire ses guerres, et comme le propagateur intransigeant du catholicisme. En 1833, Thomas Babington Macaulay, un historien whig, met en avant la cruauté et sa tyrannie dans son analyse de la guerre de succession d'Espagne. La légende noire attribuée à Louis XIV atteint son acmé dans les écrits de David Ogg, qui en fait le précurseur de Guillaume II et d'Adolf Hitler en 1933. Néanmoins, entre les années 1945 et 1980, les historiens anglo-américains contribuent à renouveler l'approche sur la nature du régime et sa place en Europe, tandis qu'en France, les spécialistes de cette époque tendent à délaisser le champ politique au profit des questions sociales et culturelles. Ils apportent des analyses neuves sur l'extension du rôle de l'État ainsi que sur la déconstruction de la propagande et des relations de pouvoir informelles. Malgré l'existence de l'américaine Society for French Historical Studies et de la britannique Society for the Study of French History, les interactions avec la recherche française restent rares jusqu'aux années 1990. Jean Meyer compte parmi les chercheurs ayant promu les travaux anglo-américains au sein du public français. Bien entendu, il n'existe pas d'homogénéité de points de vue au sein de la communauté scientifique, Guy Rowlands rejoignant par exemple Roger Mettam sur le caractère conservateur du régime, mais lui refusant une dimension réactionnaire et affirmant une volonté sincère de réformes institutionnelles.

#### Allemands
Entre les milieux des XIXe et XXe siècles, et surtout après l'histoire française de Leopold von Ranke, l'historiographie allemande porte un intérêt notable à Louis XIV, essentiellement pour sa politique étrangère, et ce d'un point de vue imprégné par l'essor du nationalisme. Le roi se trouve stigmatisé comme un agresseur de l'Allemagne, un despote et un débauché, coupable de trois guerres de brigandage (Raubkriege). Il est décrit comme une menace pour Frédéric-Guillaume Ier, perçu de manière téléologique comme un annonciateur de l'unification allemande. L'image se complexifie à la fin du XIXe siècle : l'anthropologue racialiste Ludwig Woltmann le compte au nombre des hommes d'État prestigieux ; Richard Sternfeld lui reconnaît ses qualités administratives malgré son appétit de conquêtes. Dans l'entre-deux guerres, en dehors des pamphlets revanchards, les historiens allemands comme Georg Mentz intègrent les auteurs français à leurs travaux et tendent à dépersonnaliser les résultats du règne. Pendant le Troisième Reich, la condamnation des guerres se conjugue à une certaine estime pour l'absolutisme royal. Après 1945, et sous l'influence du rapprochement franco-allemand, l'historiographie universitaire adopte un style moins passionnel et des travaux sont menés conjointement avec l'étranger comme l'illustrent Paul-Otto Höynck, Fritz Hartung, Klaus Malettke. La recherche tend alors à s'internationaliser, à étudier le souverain dans le contexte du XVIIe siècle, indépendamment du présent, et à incorporer les innovations méthodologiques de l'histoire économique et sociale.